# Soest

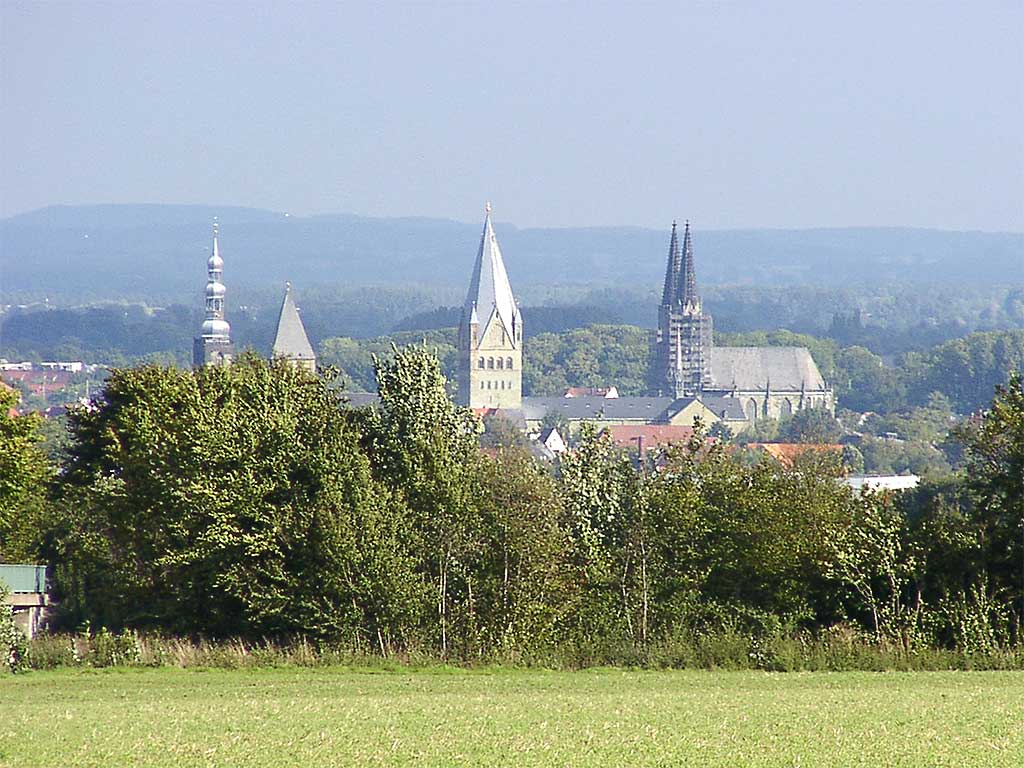
Blick auf Soest, vom südlich gelegenen Haarstrang aus gesehen. Im Hintergrund die ca. 20 km entfernten Beckumer Berge. Kirchen von links nach rechts: St. Petri, St. Pauli, St. Patrokli und Wiesenkirche

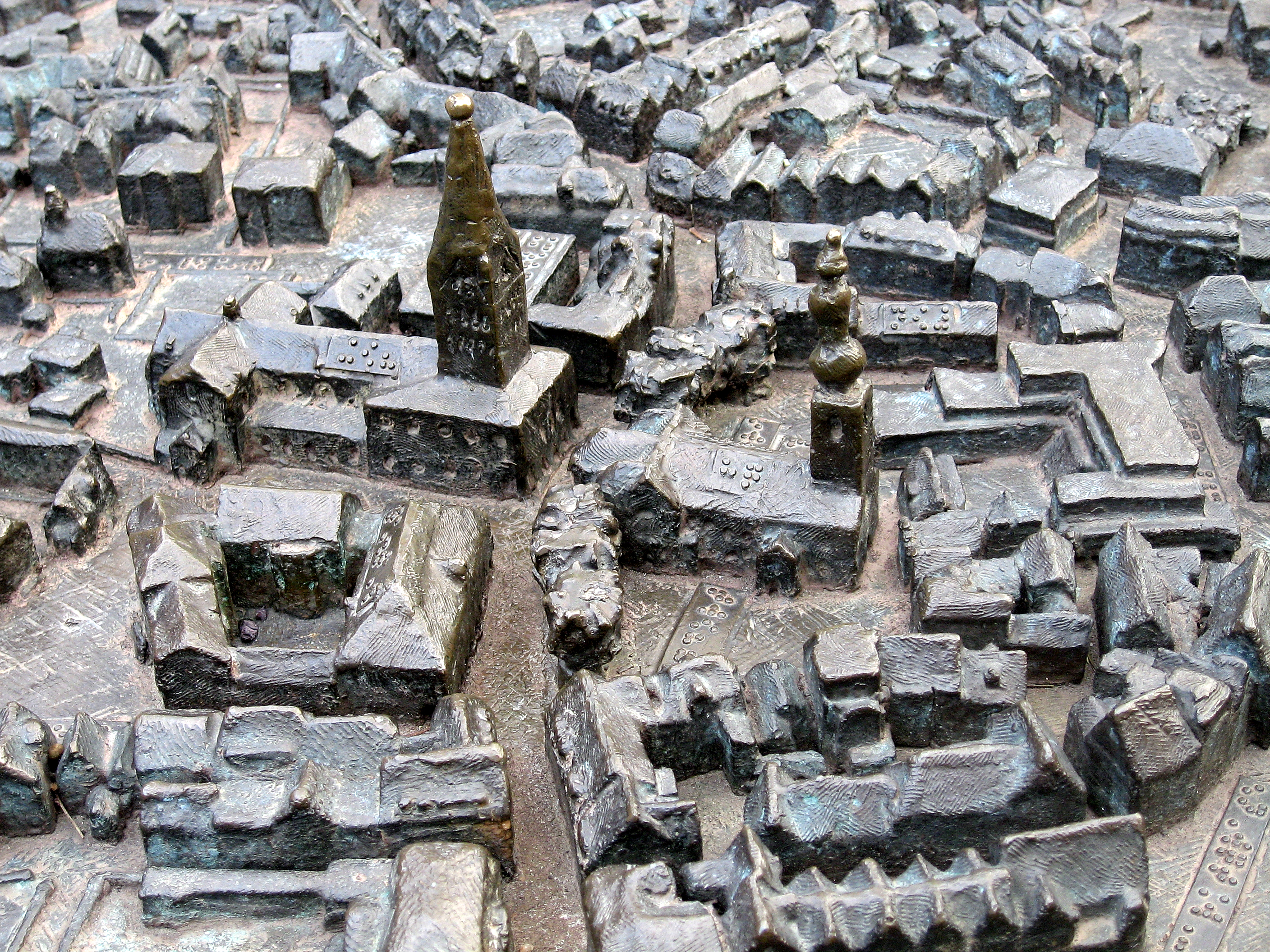
Bronzemodell der Innenstadt, Tastmodell für Sehbehinderte am Petrikirchplatz vor dem Rathaus, Blick von Norden auf den ottonischen Kern

Soest (gesprochen [zoːst] mit Dehnungs-e; Soestⓘ, westfälisch Saust) ist die Kreisstadt des gleichnamigen Kreises im Regierungsbezirk Arnsberg in Nordrhein-Westfalen. Auf halbem Wege zwischen Dortmund und Paderborn, in der fruchtbaren Soester Börde, die Teil der Hellwegbörden ist, leben in der Stadt 47.776 Einwohner. Neben der Kernstadt mit mehr als 40.000 Einwohnern verteilt sich die übrige Bevölkerung auf die umliegenden Stadtteile.

## Schreibweise, Aussprache und Herkunft des Namens
Weil sie schon den vor 1995 geltenden Regeln widersprach, bleibt die Schreibung mit oe (sog. Dehnungs-e) nach der dringenden Empfehlung des Ständigen Ausschusses für Geographische Namen, ebenso wie auch bei Coesfeld, bestehen. Am Bahnhof von Soest macht die Stadt Eigenwerbung: Es sind nicht nur Fotos der Fachwerk-Altstadt zu sehen, im Durchgang zu den Gleisen hängt auch folgender Text: „Willkommen in SÖST – (Neulinge dürfen das, einmalig! Danach bitte richtig: SOOOST!)“

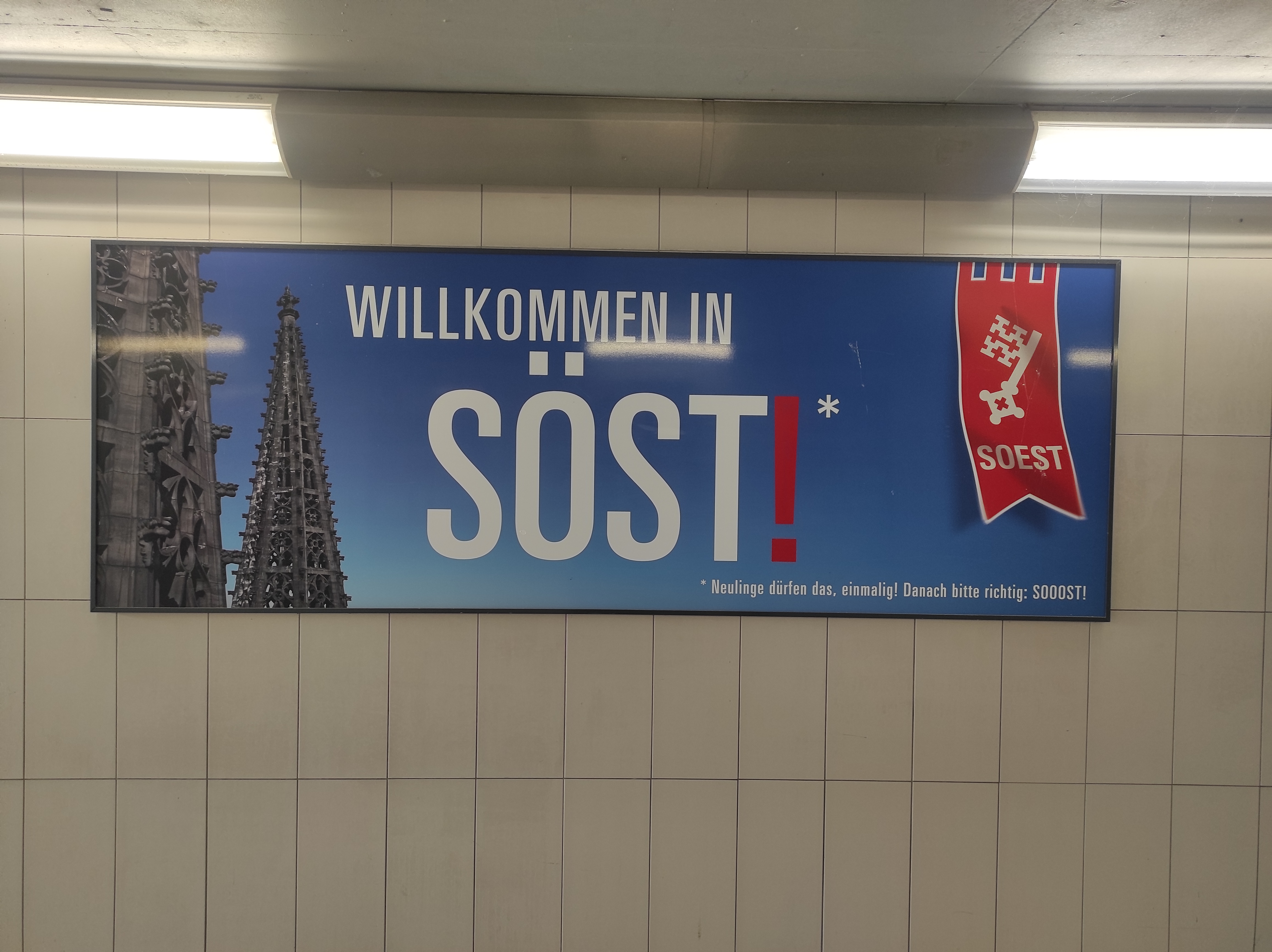
Im Durchgang zu den Gleisen am Bahnhof von Soest angebrachtes Informationsschild

Für die Herkunft des Namens „Soest“ ist bisher die Ableitung von „Sod-saten“ (etwa: die an der Quelle Ansässigen) beinahe volkstümlich. In der jüngeren Debatte zeichnet sich allerdings ab, dass der Name einer vor-germanischen Entwicklungsstufe des Indoeuropäischen entstammt, mit der mutmaßlichen Bedeutung „Stelle, an der gesiedelt wird“.
Historische Schreibvarianten des Namens:
| Sosat(ii)       | 836, 864, 985, 1124/25, 1214–12200 | Suzat(o/i)          | 1060–1075, 1121, 1589       | Sosatia(m) | 1179, 1188, 11940 |
| Suosaz/Sûosaz   | 962, 1000, 1014, 1079–1089         | Sosaz(iensis)       | 1068, 1091, 1169            | Susacia    | 1184              |
| Susacium        | 962                                | Suesac(en)          | 1072                        | Sosatum    | 1219              |
| Susat(o/iensem) | 962, 1204–1208, 1260, 1297         | Shsaz(insis)        | 1091                        | Susatum    | 1354              |
| Sosatio         | 965                                | Susat(i/iam/iensis) | 1119, 1166, 1194            | Zest       | 1367              |
| Schûschît       | 965/966                            | Sosac(ia/iam)       | 1140, 1166                  | Zoest      | 1385              |
| Sosatium        | 980                                | Shsac(ii)           | 1147                        | Sost       | 1429, 1458        |
| Svhsaz          | 1014                               | Suosat              | 2. Drittel 12. Jahrhundert  | Soist      | 1441, 1531, 1590  |
| Sosaet          | 1047                               | Sesat               | 2. Drittel 12. Jahrhundert0 | Soest      | 1620ff.           |

## Lage und Gliederung

### Nachbargemeinden
Soest grenzt (im Uhrzeigersinn von Norden) an Lippetal, Bad Sassendorf, Möhnesee, Ense, Werl und Welver.

### Geographische Basisinformationen
Das Stadtgebiet umfasst 8581,6 ha. Die Stadtmitte liegt an der Marktstraße in der Soester Innenstadt bei 8° 6′ 24″ östlicher Länge, 51° 34′ 23″ nördlicher Breite. Die maximale Nord-Süd-Ausdehnung des Gemeindegebiets beträgt 11,5 km, die maximale Ost-West-Ausdehnung 13 km. Der niedrigste Punkt der Stadt liegt mit 73 m ü. NN im „Hammer Land“ zwischen der Schledde und der Bundesstraße 475 im Stadtteil Thöningsen; der höchste Punkt befindet sich mit 219 m ü. NN im Stadtteil Bergede; d. h. im Stadtgebiet gibt es einen Höhenunterschied von 146 m.

### Stadtgliederung
Im Zuge der Gemeindegebietsreform von 1969 in Nordrhein-Westfalen wurde die alte Stadt Soest zum 1. Juli 1969 durch das Soest-Beckum-Gesetz mit 18 ursprünglich selbstständigen Gemeinden – jetzt Ortsteile – zusammengeschlossen. Diese Ortsteile standen schon immer in enger Beziehung zur Stadt Soest; im herrschaftlichen Sinne gehörten sie wie 30 weitere Gemeinden seit dem Mittelalter bis zum Jahr 1809 zur Soester Börde. Das heißt auch, dass die ursprüngliche Mehrheitskonfession der Bewohner dieser Ortsteile wie bei der Soester Stadtbevölkerung die evangelische war. Im landschaftlichen Sinn gehört ein Teil der Soester Ortsteile jedoch nicht zur Soester Börde, sondern zur Haar. Nicht alle Einzelortschaften der heutigen Stadt Soest – wie zum Beispiel das nördlich von Soest gelegene Ellingsen – sind Ortsteile im administrativen Sinn. Mit der kommunalen Gebietsreform erweiterte sich die Fläche der Stadt Soest am 1. Juli 1969 von 28 km² auf fast 86 km²; die Einwohnerzahl stieg von 35.511 auf 40.320. Im Jahr 2008 wohnten, bei einer Gesamtbevölkerung von 48.000 Einwohnern, 40.660 (~ 84,7 %) Einwohner in der Kernstadt und 7340 (~ 15,3 %) in den umliegenden Stadtteilen. In der eigentlichen Altstadt innerhalb der Wälle leben 6.532 Einwohner (2008), etwa 13,6 % der gesamten Stadtbevölkerung.
Stadtteile der Stadt Soest im administrativen Sinn außerhalb der Kernstadt:
| - Ampen - Bergede - Deiringsen - Enkesen - Epsingsen - Hattrop | - Hattropholsen - Hiddingsen - Katrop - Lendringsen - Meckingsen - Meiningsen, Kirchdorf | - Müllingsen - Ostönnen, Kirchdorf - Paradiese - Ruploh - Röllingsen - Thöningsen |

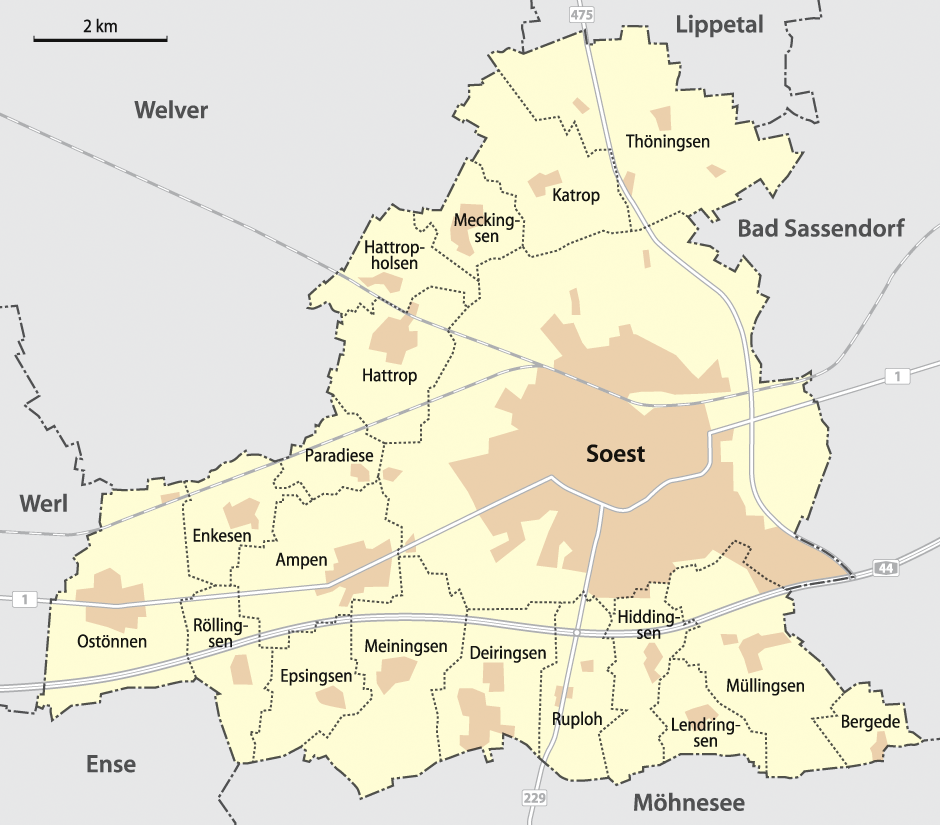
Soest und seine Stadtteile

Die auffällige Häufung von Ortsnamen auf „-ingsen“ ist kennzeichnend für die gesamte nähere Umgebung von Soest. Es handelt sich um eine Verkürzung des ursprünglichen Namensbestandteils „-inghausen“.

## Geschichte
Das Gebiet der heutigen Stadt Soest, das wie die gesamte Soester Börde einen Gunstraum für bäuerliche Bedürfnisse darstellt, ist spätestens seit der Zeit um 4800 bis 4500 v. Chr. kontinuierlich besiedelt.
Die Hansestadt Soest (Sosat, latinisiert: Susatum) mit weit über 1000-jähriger Geschichte zählte im Mittelalter zu den bedeutendsten Hansestädten Europas. Zum Territorium der Stadt gehörte neben der 106 Hektar großen, ummauerten Stadt auch das Umland der Soester Börde mit zehn Kirchspielen.

### Lage und Ursprung

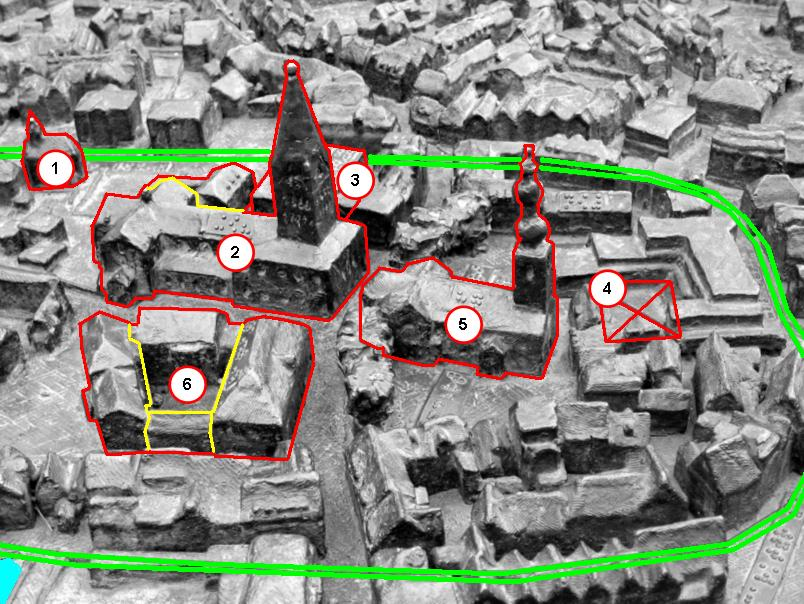
Der karolingisch-ottonische Kern der Altstadt (grün umrandet): 1) Nikolaikapelle, 2) St.-Patrokli-Dom, 3) Morgner-Haus, 4) Standort der Alten Pfalz, 5) St.-Petri-Kirche, 6) Rathaus mit vier Gebäudeteilen aus verschiedenen Jahrhunderten; unten links ein Zipfel des Großen Teichs

Urkundlich erwähnt wird Soest erstmals im Jahr 836 als villa Sosat anlässlich der Überführung der Gebeine des hl. Vitus von St. Denis bei Paris nach Corvey. Tatsächlich finden sich im heutigen Stadtgebiet seit dem Neolithikum aus allen Zeiten Nachweise menschlicher Siedlungstätigkeit: So ist eine Besiedlung des Gebietes südöstlich des Patrokli-Doms bereits für die so genannte bandkeramische Zeit – etwa 5500 bis 5000 v. Chr. – nachgewiesen worden. Bei archäologischen Grabungen im Stadtzentrum wurde zu Anfang der 1990er Jahre ein Erdwerk der Michelsberger Kultur entdeckt. Steinzeitlich ist auch die Steinkiste beim Ortsteil Hiddingsen, ein bedeutendes Megalithgrab. Von überregionaler archäologischer Bedeutung sind die Fundorte der Rössener Kultur bei Deiringsen und Ruploh sowie die Siedlung Am Ardey/Rüenstein im Westen der heutigen Stadt.
Ferner fanden Archäologen des Landschaftsverbandes Westfalen-Lippe am östlichen Stadtrand (Soest-Gelmen) Besiedlungsspuren aus der Zeit um Christi Geburt. Ausgrabungen im Bereich des Sportplatzes am Ardey belegen eine Besiedlung von der Eisenzeit bis zur Merowingerzeit. Archäologische Funde am Kohlbrink (heute C&A-Gelände) zeigen darüber hinaus, dass hier spätestens um 600 n. Chr. Menschen lebten und Salz gewannen. Bereits seit der Mitte des 20. Jahrhunderts ist das fränkische Gräberfeld am Lübecker Ring bekannt, dessen Siedlungszugehörigkeit bisher unbekannt ist.
Soest gehört, wie etwa die Städte Dortmund, Unna, Werl, Erwitte, zu einer Siedlungskette, die einerseits durch zahlreiche Quellen nördlich von Ardeygebirge und Haarstrang, andererseits durch die sehr alte Handelsverbindung der seit dem Mittelalter als Hellweg bezeichneten Fernstraße begünstigt ist. Die fruchtbare Landschaft der Soester Börde, das relativ trockene Klima sowie das reichlich vorhandene Wasser waren schon immer für eine Ansiedlung günstig. Die Solequellen in der Nachbarschaft ließen schon früh die Salzgewinnung zu einem bedeutenden mittelalterlichen Wirtschaftszweig der Stadt werden. Neben dem Salz spielte die Eisenverarbeitung, wie man seit einigen Jahrzehnten weiß, eine wichtige Rolle bei dem Aufstieg Soests zu einer der bedeutendsten Gewerbe- und vor allem Handelsstädte, deren Kontakte bis Nowgorod (Naugarden) im heutigen Russland reichten. Der Aufstieg zur Fernhandelsstadt wurde durch die günstige Lage am Kreuzungspunkt von Hellweg (Ost-West-Achse) und einer Nord-Süd-Straße unterstützt. Die Solequellen der Umgebung werden noch heute genutzt, allerdings nicht für die Salzgewinnung, sondern für den Kurbetrieb im benachbarten Bad Sassendorf und für eine Schausaline in Werl.
Der „Stadtplan“, also die historische Siedlungsstruktur von Soest mit dem scheinbar unregelmäßigen Straßennetz, wurde oft als Modellfall einer urtümlichen, ungeplant „gewachsenen“ Stadt interpretiert. Die besondere Struktur der Stadt erklärt sich jedoch weniger aus dem Herkommen aus einer vermeintlich ungeregelten Urzeit, sondern vielmehr daraus, dass innerhalb des mittelalterlichen Mauerringes überregionale Wege, verschiedene frühmittelalterliche Siedlungskerne und eine zentrale Struktur aus karolingisch-ottonischer Pfalzanlage und umgebenden Märkten zu einem Stadtganzen nachträglich vereinigt wurden. Die Stadt hatte eine ummauerte Fläche von 102 Hektar und gehörte damit zu den größten mittelalterlichen Stadtanlagen im heutigen Deutschland. Die 3,8 km lange Stadtmauer war durch 26 Türme geschützt und hatte 10 Stadttore.
In der umstrittenen und in der Forschung mehrheitlich abgelehnten Theorie der Thidrekssaga als historischer Quelle ist das frühmittelalterliche Soest der Ort, an dem die Nibelungen untergingen.

### Mittelalter und Übergang zur Neuzeit

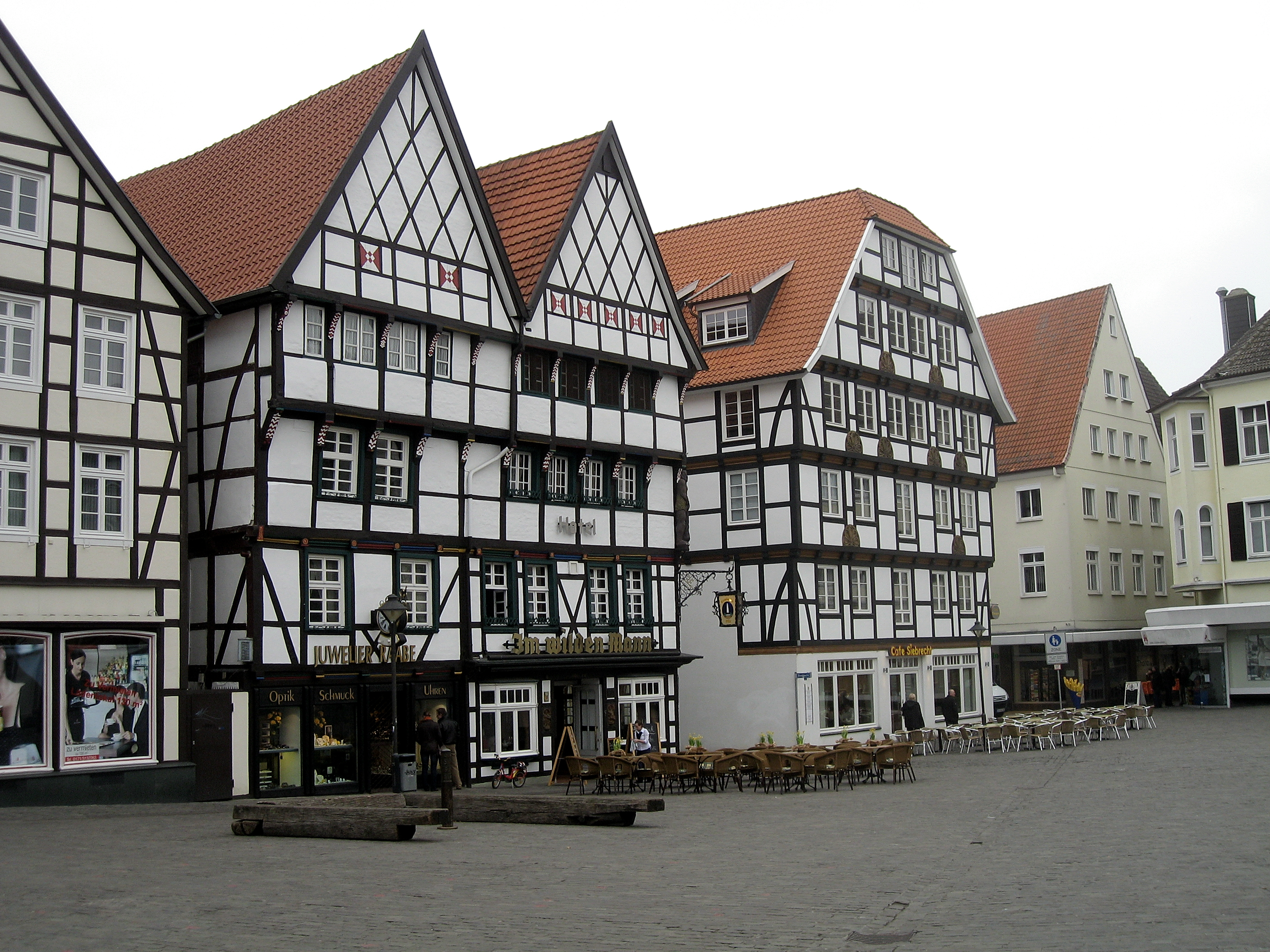
Fachwerkhäuser am Markt: doppelgieblig das historische Haus zum „Wilden Mann“. Im Originalformat der Abbildung ist an der rechten Ecke der Frontseite in Höhe des 2. Stocks die Figur „Wilder Mann“ von Fritz Viegener, geschaffen im Jahr 1933, zu erkennen.

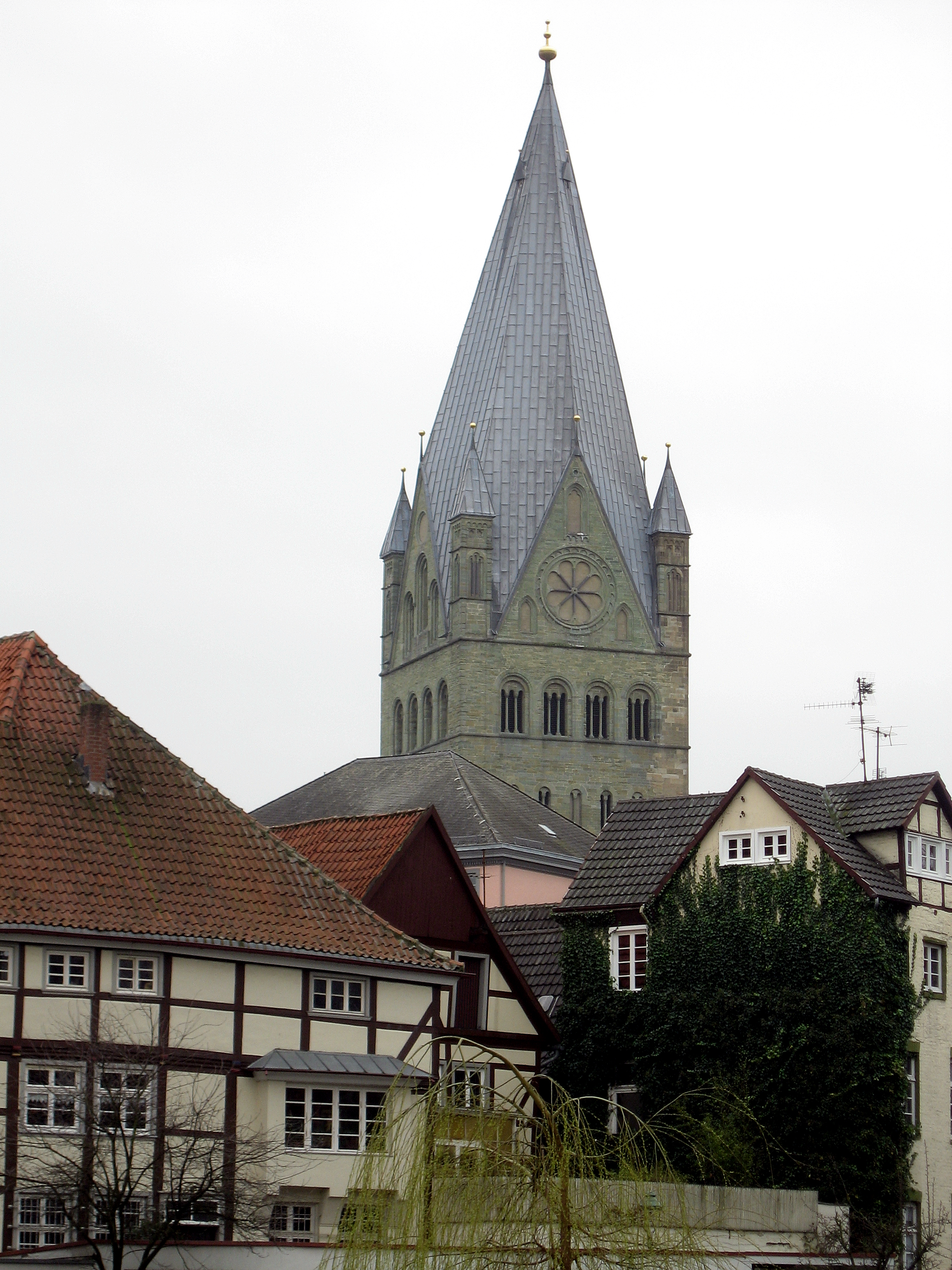
Blick auf den Turm von St. Patrokli über den „Großen Teich“

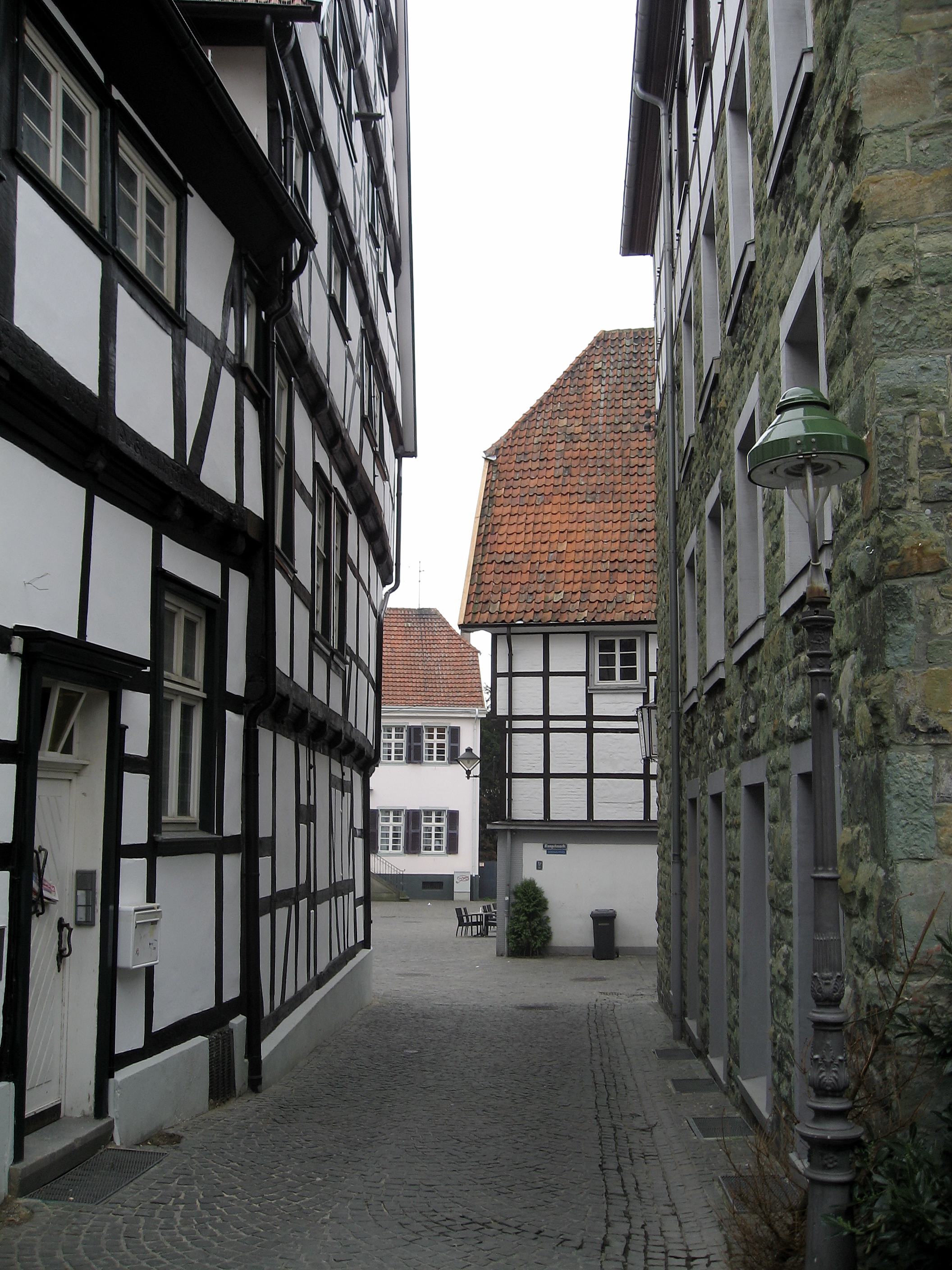
Fachwerk und grüner Sandstein in der Altstadt, hier an einer Passage zwischen Markstraße- und Petrikirchplatz; Blick westlich in Richtung Bäckerei Haverland

Eine Besonderheit ist das Soester Stadtrecht, das erste im deutschen Raum nachweislich aufgezeichnete, überliefert in Form der alten und neuen Kuhhaut, sowie der alten Schrae. Vermutlich geht das Soester Stadtrecht auf über Köln vermittelte Vorbilder aus der Lombardei zurück. Es wurde von vielen Städten der Umgebung übernommen, beispielsweise von Korbach. Wichtiger aber war die Fernwirkung des Soester Stadtrechts: Die Übernahme durch das unter anderem von Soester Kaufleuten mitgegründete Lübeck brachte es mit sich, dass das Soester Stadtrecht in modifizierter Form, als lübisches Recht, weithin in den Ostseeraum ausstrahlte.
Wilhelm von Holland nahm als deutscher König Soest bereits 1252 in seinen und des Reiches besonderen Schutz und erteilte der Stadt weitreichende Handelsprivilegien. Gemäß der Ratsverfassung von 1260 war die Selbstverwaltung der Stadt den beiden Bürgermeistern und den 24 Ratsherren übertragen.
Soest war eine der bedeutendsten Hansestädte und war Prinzipalstadt im westfälischen Hanseviertel, neben Dortmund, Münster und Osnabrück. Der letzte örtliche Hansetag für die Soest zugeordneten Städte, darunter Lippstadt, Werl, Arnsberg, Attendorn, Brilon, Rüthen und Geseke, fand 1604 statt. Das letzte Mal auf einem allgemeinen Hansetag in Lübeck war Soest im Jahre 1608 vertreten. Am letzten Hansetag 1669 der bereits im Niedergang befindlichen Hanse nahm Soest nicht mehr teil.
Wie viele andere Städte im späten Mittelalter, versuchte auch Soest seine Selbstständigkeit gegenüber der Landesherrschaft, in diesem Fall dem Kölner Erzbischof über das Herzogtum Westfalen, durchzusetzen. Bereits 1225 hatten die Einwohner von Soest die erzbischöfliche neue Pfalz gewaltsam entfestigt. Um ihre Eigenständigkeit zu wahren bzw. zu erweitern, unterstellte sich die Stadt im 15. Jahrhundert dem Schutz von Johann I., Herzog von Kleve, der ein Verwandter des burgundischen Herrscherhauses war und Soest eine weitgehende Unabhängigkeit zusicherte. Der Sieg über die Belagerungstruppen des Erzbischofs in der Soester Fehde (1444–1449) war allerdings ein Pyrrhussieg. Soest war nun fast ringsumher von fremdem Gebiet umgeben, und so verlor die Handelsstadt in der Folgezeit an Macht und Einfluss und wurde mehr und mehr zu einer Ackerbürgerstadt. Viele mächtige Kaufmannshäuser aus der Blütezeit der Stadt waren nun unbewohnt und verfielen. Aus ihren Steinen entstanden die vielen Grünsandsteinmauern in der Altstadt, die häufig überraschend große Gärten umschließen.

### Frühe Neuzeit
De jure war Soest nach der Soester Fehde unabhängiger als eine freie Reichsstadt; die lockere Bindung an Kleve brachte jedoch später die Eingliederung in das sich langsam nach Westen ausdehnende spätere Preußen mit sich. Nach dem Tod Johann Wilhelms, des letzten Herzogs von Kleve, im Jahre 1609 wurde Soest als Teil des klevischen Erbes den Brandenburgern zugesprochen. Die Soester Verweigerung hiergegen hatte keinen Erfolg: Mit der Kapitulation von 1616 wurde Soest erstmals „feindlich“ besetzt. Unter dem Dreißigjährigen Krieg musste die Stadt wie auch andere Städte beträchtlich leiden. Den Tiefpunkt des Niedergangs erlebte Soest hinsichtlich seiner Bevölkerung im Jahr 1756, als es nur noch ca. 3600 Einwohner zählte. Der preußische Absolutismus und nicht zuletzt das Bestreben des preußischen Staates, den freien Zugriff auf wehrfähige Männer zu erhalten, führten zur schrittweisen Aufhebung der städtischen Privilegien: So verlor Soest 1742 das Münzrecht, und 1751 wurde die seit mehr als 490 Jahren bestehende Ratsverfassung aufgehoben (unter Hinweis auf Manipulationen bei den innerstädtischen Wahlen). In Soest stand ein preußisches Regiment zu Fuß, das seinen Ersatz aus der Grafschaft Mark erhielt.
1531 führte die Stadt, über Philipp Melanchthon vermittelt, die Reformation ein. So sind die zahlreichen, kunstgeschichtlich teilweise bedeutsamen mittelalterlichen Gotteshäuser der Altstadt wie auch der Börde alle, bis auf den St.-Patrokli-Dom als ehemalige Stiftskirche, evangelisch. Als Strafe für einen Soester Jagdfrevel auf kurkölnischem Gebiet wurde 1661 die Madonnenstatue aus der Wiesenkirche (und damit die seit der Reformation ruhende Marienwallfahrt) durch den Erzbischof von Köln nach Werl überführt. Dorthin pilgern in jedem Jahr mehrere Hunderttausend Wallfahrer, die Werl zum drittgrößten Wallfahrtsort in Deutschland machten. Im Gefolge der Säkularisation zu Anfang des 19. Jahrhunderts wurden die Nonnenklöster Paradiese und Welver in der Soester Börde in den Jahren 1808 und 1809 aufgehoben, 1811 folgte das Stift St. Patrokli, 1812 das St. Walburgis sowie das Dominikaner- (1812) und das Franziskanerkloster (1814).
In der Zeit der Hexenverfolgungen wurden von 1570 bis 1616 mindestens 67 Hexenprozesse durchgeführt. Mit dem Hexenprozess gegen Anna Witthovedes begann der folgenreichste Soester Kettenprozess der Jahre 1585–1586, dessen Opfer weitgehend männlich waren. Der Rat der Stadt Soest hat am 27. Februar 2013 eine Rehabilitation der Opfer der Hexenverfolgung ausgesprochen.
Im Dreißigjährigen Krieg ließ der kaiserliche Heerführer Johann von Götzen 1636 Soest beschießen. Dabei wurden fast 1000 Häuser zerstört.
Während der napoleonischen Zeit (1809) ging Soest auch seiner Börde, immerhin ca. 20.000 Hektar mit 48 Dörfern, verlustig.

### 19. und 20. Jahrhundert
Zu Anfang des 19. Jahrhunderts zählte Soest mit etwa 5000 bis 8000 Einwohnern nach Münster, Paderborn, Iserlohn und Minden noch zu den größten Städten Westfalens. 1843 hatte Soest mit 8750 Einwohnern mehr Einwohner als Dortmund (7650), 1846 war Soest immer noch größer als die rheinischen Hellwegstädte Essen und Duisburg. Doch durch die Industrialisierung im Ruhrgebiet wurde Soest in der Mitte des 19. Jahrhunderts überflügelt und verpasste den wirtschaftlichen Anschluss. Die Bausubstanz verfiel zusehends; wichtige Baudenkmäler, darunter drei Kirchen, Teile des mittelalterlichen Rathauses und neun von zehn Stadttoren, wurden in der ersten Hälfte des 19. Jahrhunderts niedergelegt. Am wirtschaftlichen Rückstand änderte zunächst weder die Erhebung zur Kreisstadt 1817 etwas noch der Bahnanschluss 1849. Der Rückstand machte sich auch bei der Kanalisation bemerkbar. Im Jahr 1897 wurde im Zuge der Errichtung der Abwasserkanalisation der bis dahin freiliegende Soestbach im Zentrum der Stadt um ca. 1,50–1,80 m tiefer gelegt und teilweise in Steinhalbschalen gefasst. In weiten Bereichen wurde er durch Abdeckelungen optisch aus dem Stadtbild entfernt. In den Jahren 1863–1866 fanden in der Stadt Beratungen zur Gründung einer katholischen Partei statt, die im Dezember 1870 als Zentrumspartei gegründet wurde.

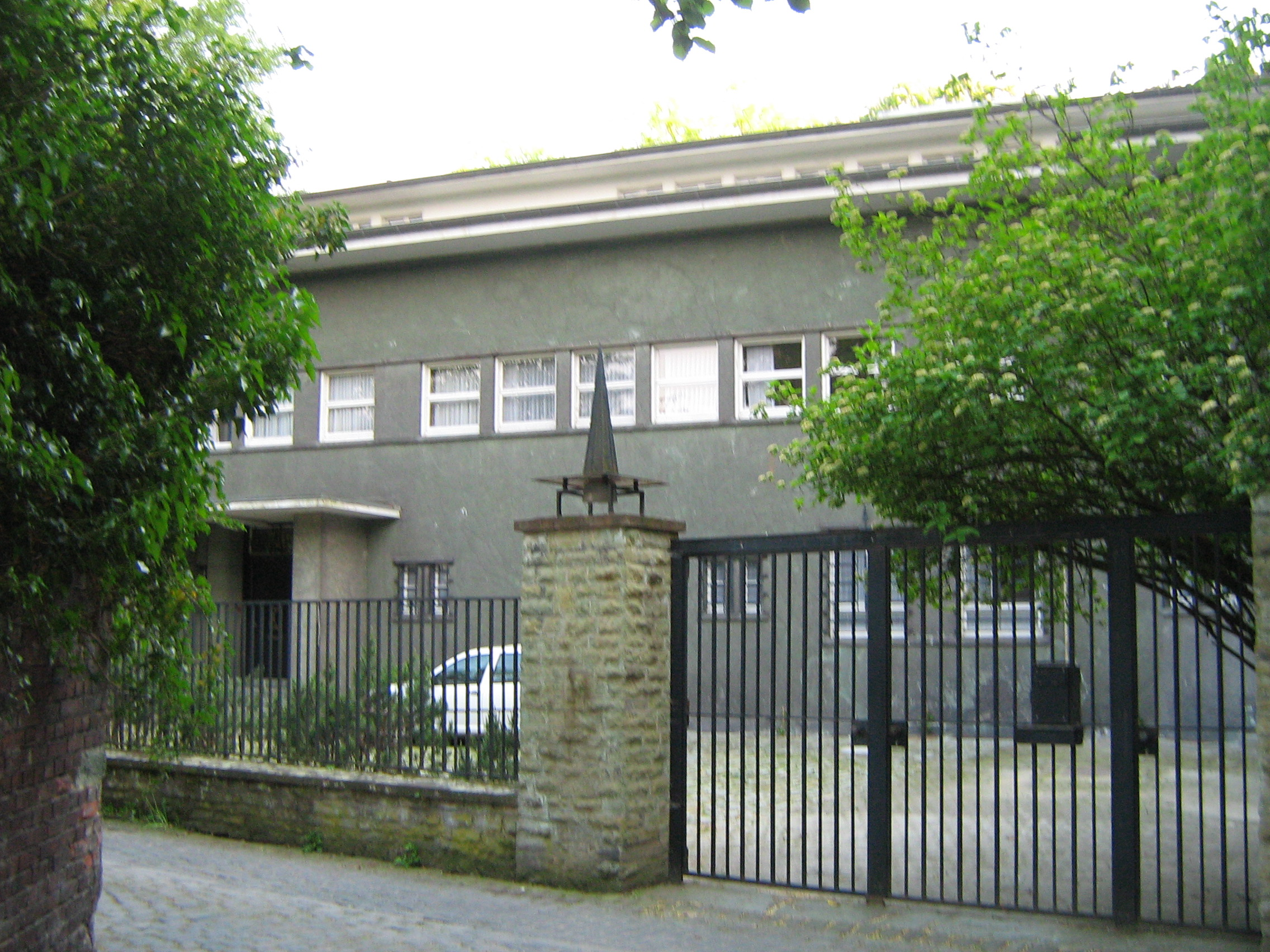
Villa Sternberg in Soest, der innen wie außen besterhaltene Bau Bruno Pauls in der Stadt.

Erst gegen Ende des 19. Jahrhunderts verbesserte sich die wirtschaftliche Lage, als der Güterbahnhof mehr und mehr Arbeitsplätze schuf (in der Hochzeit ca. 2000 Beschäftigte) und sich eine mittelständische Industrie im Bereich von Lebensmittel- (Zuckerfabrik, Soest als Mittelpunkt der fruchtbaren Börde) und Eisenverarbeitung entwickelte. Gleichwohl war Soest zu Beginn des 20. Jahrhunderts noch eine beschauliche Provinzstadt, die kaum über die Stadtumwallung hinausgewachsen war und gerade wegen ihres romantischen Charakters zum Zentrum des Westfälischen Expressionismus wurde. Bedeutsam für die moderne Architektur sind drei Villen des Architekten Bruno Paul aus den 1920er Jahren. Die kleinste dieser Villen („Plange-Villa“) beherbergte bis 2011 das Kreisarchiv.

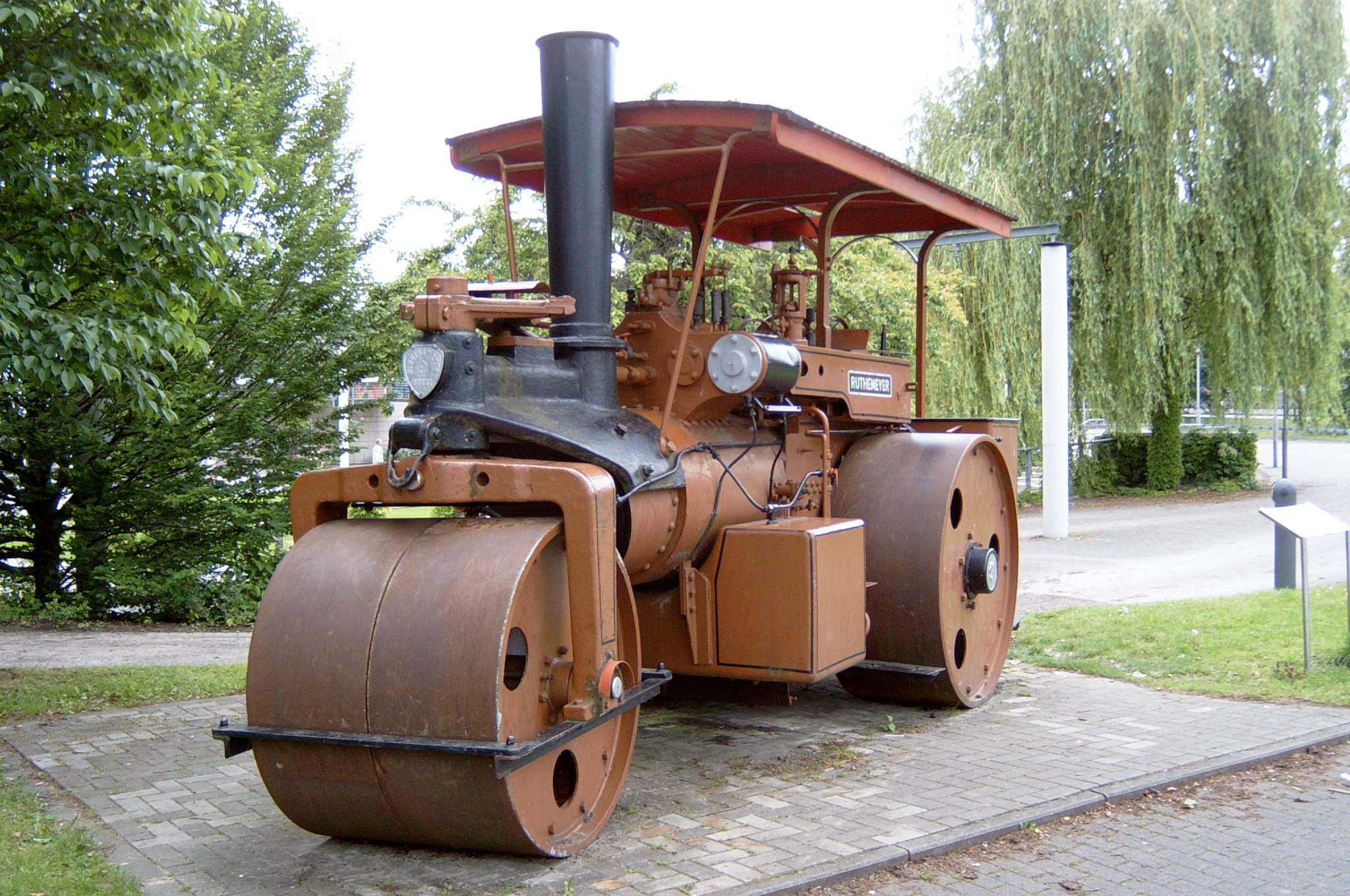
Walzen-„Denkmal“ am alten Werksstandort der Fa. Ruthemeyer, heute Gelände der Stadthalle

Im Zweiten Weltkrieg wurde Soest mehrmals Ziel alliierter Bombenangriffe, da es über einen der bedeutendsten Rangierbahnhöfe im damaligen Deutschen Reich verfügte (Güterverkehr vom Ruhrgebiet nach Sachsen und Schlesien). Außerdem befand sich in der Innenstadt eine kriegswichtige Akkumulatoren-Fabrik der Firma Accu Hagen. Außerhalb des keilförmigen Hauptbombenfeldes zwischen Bahnhof und Fabrik blieb der historische Stadtkern jedoch zu großen Teilen erhalten, obwohl insgesamt 60 % des Hausbestandes beschädigt und zum Teil zerstört wurden. Der Rangierbahnhof wurde zwar nach dem Zweiten Weltkrieg in kleinerer, jedoch modernerer Form wieder aufgebaut, ist aber später stillgelegt und abgerissen worden.
Nach dem Krieg wuchsen Fläche und Bevölkerung der Stadt in kurzer Zeit beträchtlich an, als im Südosten die seinerzeit bundesweit größte geschlossene Siedlung für vornehmlich schlesische Flüchtlinge (vor allem aus der Region von Glatz) errichtet wurde. Über mehrere Jahrzehnte war die Stadt ein wichtiger Garnisonsstandort für zunächst kanadische, dann belgische Einheiten (drittgrößter Standort der belgischen Streitkräfte in Deutschland). Auch wohnten in der Stadt zahlreiche englische Soldatenfamilien aus Standorten in den umliegenden Gemeinden.
Mit zwei Anschlüssen an die in den 1970er Jahren fertiggestellte Autobahn 44 und der Einrichtung der Hochschule (siehe unten) wurde die Grundlage dafür gelegt, dass sich Soest heute als wirtschaftlich prosperierende Stadt und Wohnort für zahlreiche Pendler ins östliche Ruhrgebiet darstellt.
Im Jahr 1991 befasste man sich mit der Freilegung des unterirdisch fließenden Soestbachs, weil an einigen Stellen eine akute Einsturzgefahr bestand. Wegen der ungünstigen Haushaltslage wurden die erforderlichen Maßnahmen mehrmals verschoben. Eine erste Renaturierung gelang schließlich im Jahr 1997/98 auf einer Länge von 170 m. In den folgenden Jahren wurden weitere Stücke freigelegt. Im Jahr 2010 wurde der vorerst letzte und zugleich größte Teil hinter der Teichsmühle am Kolk, Ecke Wiesenstraße, und am Loerbach, Ecke Walburgerstraße, in Angriff genommen.

### Historische Gliederung
Die historische Gliederung der Stadt bestand aus der eigentlichen Stadt mit ihren sechs sogenannten „Hofen“ und dem Umland, der „Börde“. Aus den einzelnen Gemeinden der Börde gingen mit der Gebietsreform von 1969/1974 die Gemeinden Welver und Bad Sassendorf hervor. Seit dem 1. Juli 1969 besteht die Stadt Soest aus der Kernstadt und 18 Ortsteilen, darunter auch die alten Kirchdörfer Ostönnen und Meiningsen. Ebenfalls eingemeindet wurde damals die winzige Gemeinde Paradiese, deren ehemaliges Kloster in den letzten Jahren teilweise restauriert wurde. Das Kloster Paradiese ist eng mit der Stadtgeschichte verbunden und wurde durch Grimmelshausens Simplicius Simplicissimus literarisch verewigt.

## Politik

### Stadtrat
Bei den vergangenen drei Wahlen zum Stadtrat ergaben sich folgende Sitzverteilungen:
| Partei / Gruppierung                          | 2020     |    | 2014 | 2009 |
| Christlich Demokratische Union (CDU)          | 17 Sitze | 18 | 19   |      |
| Sozialdemokratische Partei Deutschlands (SPD) | 08 Sitze | 13 | 11   |      |
| BG (BürgerGemeinschaft)                       | 03 Sitze | 03 | 05   |      |
| Freie Demokratische Partei (FDP)              | 02 Sitze | 02 | 04   |      |
| Bündnis 90/Die Grünen                         | 10 Sitze | 04 | 04   |      |
| Partei für Soziales und Oekologie (SO!)       | 03 Sitze | 04 | 03   |      |
| Die Linke                                     | 02 Sitze | 02 | 02   |      |
| Junges Soest                                  | 0–       | 02 | 0–   |      |
| Alternative für Deutschland (AfD)             | 02 Sitze | 01 | 0–   |      |
| Soest Unsere Heimat (SUH)                     | 01 Sitz0 | 0– | 0–   |      |
| Piraten *                                     | 0–       | 01 | 0–   |      |

### Ergebnisse der Stadtratswahlen ab 1975
In der Liste werden bis 2014 nur Parteien und Wählergemeinschaften aufgeführt, die mindestens 1,95 % der Stimmen bei der jeweiligen Wahl erhalten haben:
| Jahr     | CDU    | SPD    | Grüne 1 | SO!   | BG     | JS    | FDP    | Linke | AfD   | SUH   |
| -------- | ------ | ------ | ------- | ----- | ------ | ----- | ------ | ----- | ----- | ----- |
| 1975     | 40,4 % | 34,2 % |         |       | 12,9 % |       | 10,0 % |       |       |       |
| 1979     | 43,5 % | 36,9 % |         |       | 09,9 % |       | 06,7 % |       |       |       |
| 1984     | 39,5 % | 36,4 % | 08,2 %  |       | 09,8 % |       | 04,3 % |       |       |       |
| 0 1989 2 | 33,4 % | 38,4 % | 08,1 %  |       | 12,8 % |       | 04,5 % |       |       |       |
| 1994     | 34,0 % | 43,7 % | 07,8 %  |       | 11,3 % |       | 03,2 % |       |       |       |
| 1999     | 47,0 % | 30,6 % | 06,0 %  |       | 15,1 % |       | 02,6 % |       |       |       |
| 2004     | 40,1 % | 26,7 % | 09,9 %  | 3,1 % | 13,4 % |       | 06,8 % |       |       |       |
| 2009     | 39,7 % | 23,0 % | 09,0 %  | 6,2 % | 09,6 % |       | 09,1 % | 3,4 % |       |       |
| 2014     | 34,8 % | 26,1 % | 08,4 %  | 7,0 % | 06,9 % | 4,5 % | 04,4 % | 3,5 % | 2,6 % |       |
| [00]2020 | 35,6 % | 17,0 % | 21,2 %  | 6,2 % | 06,0 % |       | 04,8 % | 3,3 % | 4,7 % | 1,4 % |

Fußnoten

### Bürgermeister vor 1945
- 1440–1441: Johann de Rode
- 1444–1446: Johann de Rode, Heerführer der Soester Bürger in der Soester Fehde
- 1448–1450: Johann de Rode
- 1457–1486: Wilhelm Schaphusen der Ältere (sechsmal Bürgermeister)
- 1553–1554: Andreas vom Dael
- 1556–1557: Andreas vom Dael
- 1596 wurde Andreas Klepping erwähnt (Laut einer Urkunde wurde er von Johann Wulff von Lüdinghausen, Beisitzer des Kammergerichts zu Speier, mit dem Kleinen Hof in Loerbrocks belehnt.[32])
- 1605–1617: Goswin Merckelbach (viermal Bürgermeister)
- 1686–1687: Dietrich Jacobi
- 1713–1718: Otto Gerhard Glotz, in seiner Amtszeit entstand das barocke Rathaus
- 1732–1735: Johannes Arnold Schwackenberg
- 1744–1746: Johann Friedrich (von) Offerhaus
- 1750–1752: Johann Friedrich (von) Offerhaus, letzter Regierender Bürgermeister nach der alten Stadtverfassung
- 1837–1857: Heinrich Schulenburg
- 1858–1890: Otto Coester
- 1924–1933: Friedrich Kleim

### Bürgermeister seit 1945
- 1945–1946: Franz Becker (SPD)
- 1946–1948: August Müller (CDU)
- 1948–1952: Hubertus Schwartz (CDU)
- 1952–1956: Wilhelm Runte (FDP)
- 1956–1961: Georg Dülberg (SPD)
- 1961–1975: Walter Klemann (CDU)
- 1975–1981: Ingrid Kipper (CDU)
- 1981–1989: Helmut Busmann (CDU)
- 1989–1999: Peter Brüseke (SPD), ab 1995 hauptamtlich
- seit 1999 hauptamtlich: Eckhard Ruthemeyer (CDU)

### Stadtdirektoren seit 1946
- 1946–1955: Franz Becker
- 1955–1975: Gerhard Groot
- 1975–1995: Helmut Holtgrewe

### Wappen
Blasonierung: „In Silber ein pfahlweise gestellter, rechtsgekehrter, aufrechter roter Schlüssel, dessen Bart in bestimmter Weise von kreuzförmigen Einschnitten durchbrochen ist.“

### Flagge
Die Flagge weist im ersten weißen Drittel – von der Stange an gezählt – den senkrechten roten Schlüssel des Stadtwappens auf. Die übrigen beiden Drittel sind siebenmal weiß über rot geteilt.

### Städtepartnerschaften
Soest unterhält Städtepartnerschaften mit:
| - Bangor, Vereinigtes Königreich, seit 1973 - Guérard, Frankreich, seit 1967 - Herzberg, Deutschland, seit 1995 - Kampen, Niederlande, seit 1992 | - Sárospatak, Ungarn, seit 1995 - Soest, Niederlande, seit 2004 - Groß Strehlitz, Polen - Visby, Schweden, seit 1995 |

Mit Riga in Lettland und mit der französischen Gemeinde Saint-Parres-aux-Tertres bestehen freundschaftliche Beziehungen.
Darüber hinaus ist Soest Mitglied des Städtebundes der Neuen Hanse.

## Kultur, Religion und Sehenswürdigkeiten

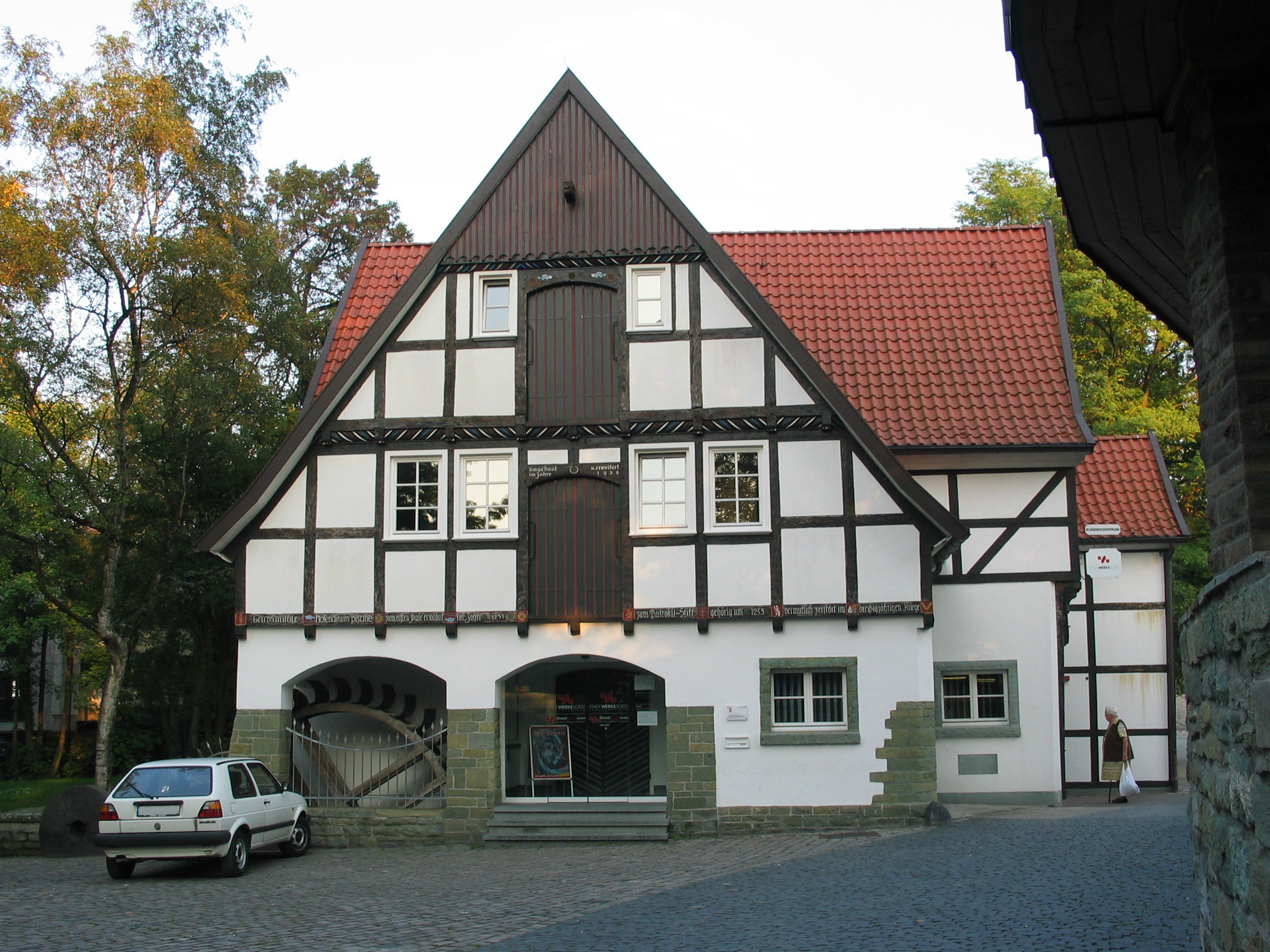
Die Teichsmühle in Soest

### Stadtbefestigung
Die alte Stadtmauer, errichtet um 1180, ist mit ihrem Wall auf 2,5 km von ursprünglich 3,8 km Umfang erhalten, der Nordabschnitt wurde 1890 den Bahnschienen geopfert. Allerdings ist der erhaltene Teil nur der sogenannte innere Wall, da der äußere Teil bereits 1586 aus militärtaktischen Gründen abgerissen wurde. Als einziges von ehemals zehn Stadttoren (acht Haupttore und zwei Nebentore) ist das innere Osthofentor komplett erhalten, das heute eines der städtischen Museen beherbergt. Die mit Bäumen bepflanzten Wälle wie die vorgelagerte parkähnliche „Gräfte“ sind vollständig begehbar und eignen sich gut für einen Spaziergang, zum Beispiel zum Kattenturm.

### Profanbauten in der Altstadt

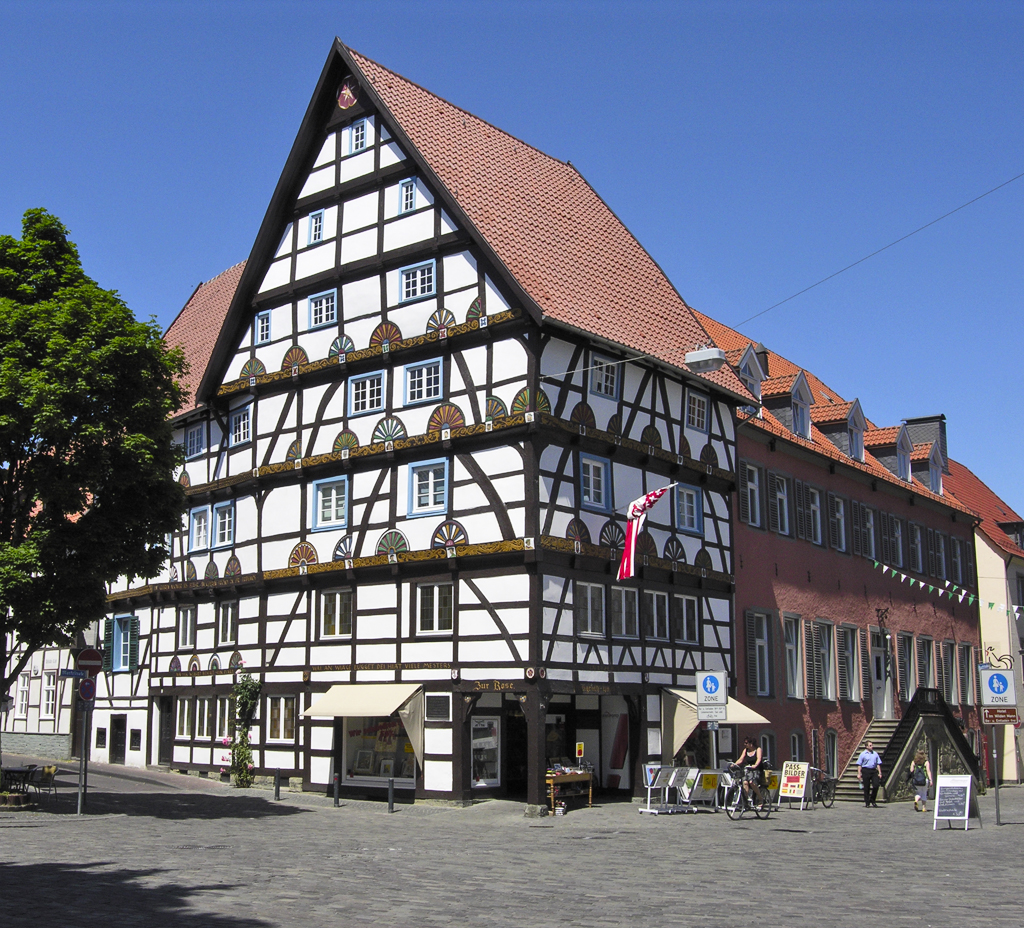
Haus zur Rose, auch bekannt als Freiligrathhaus; links daneben das Geburtshaus Wilhelm Morgners

Die Soester Innenstadt steht zu großen Teilen unter Denkmalschutz, insgesamt über 600 Gebäude. Einige der alten Häuser an den vielen, oft von Grünsandsteinmauern eingefassten schmalen Gassen sind nur wenige Meter breit, bei vielen älteren Fachwerkhäusern liegt die Zimmerhöhe zudem deutlich unter zwei Meter, so dass man heute im Rahmen von Renovierungen teilweise dazu übergegangen ist, ganze Häuser jeweils anzuheben, um wenigstens im Erdgeschoss ausreichend hohe Decken zu erhalten. Eine Fachwerkstadt war Soest anscheinend nicht immer, wenn man alten Darstellungen Glauben schenken kann. Erst in der Zeit des wirtschaftlichen Niedergangs, also ab dem 15. Jahrhundert, wurde der Steinbau durch den billigeren Fachwerkbau abgelöst. Das dafür benötigte Holz stand günstig zur Verfügung, da der Trierer Erzbischof und Administrator von Köln Kuno II. von Falkenstein der Stadt im späten 14. Jahrhundert weitgehende Holzgerechtsame im Arnsberger Wald verliehen hatte, die über 400 Jahre bestanden. Eine Besonderheit Soests sind die vielen Gärten in der Innenstadt.
Von den vielen unter Denkmalschutz stehenden Häusern sind unter anderem besonders bemerkenswert:
- der „Burghof“ mit dem stadtgeschichtlichen Burghofmuseum und dem Romanischen Haus,
- das barocke Rathaus,
- das „Haus zur Rose“ oder „Freiligrath-Haus“, benannt nach dem Dichter Ferdinand Freiligrath,
- das „Pilgrim-Haus“, ältester Gasthof Westfalens, eine ehemalige Pilgerherberge der Jakobspilger,
- das doppelgieblige Fachwerkhaus „Zum wilden Mann“.

### Mittelalterliche Kirchen

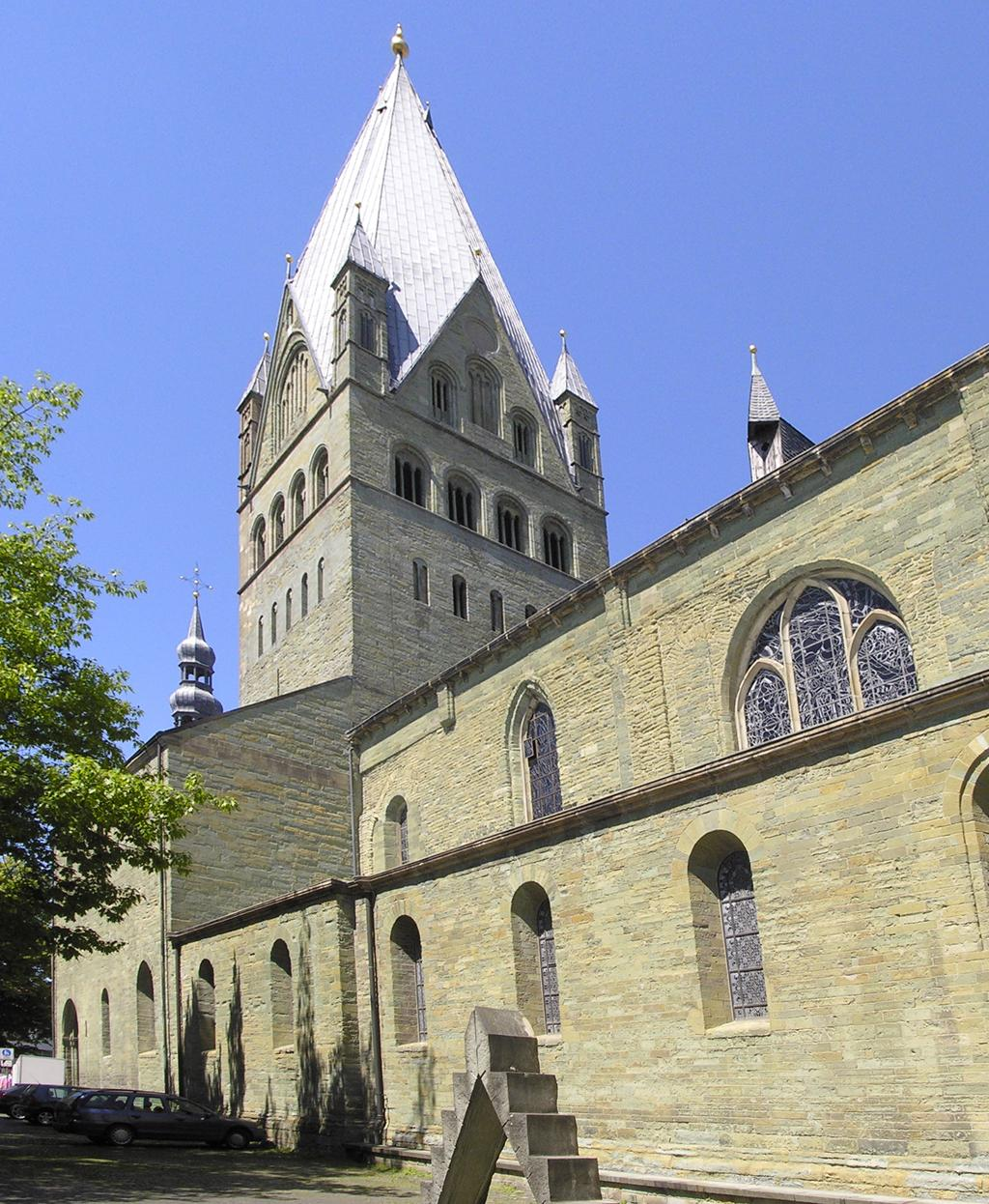
St.-Patrokli-Dom

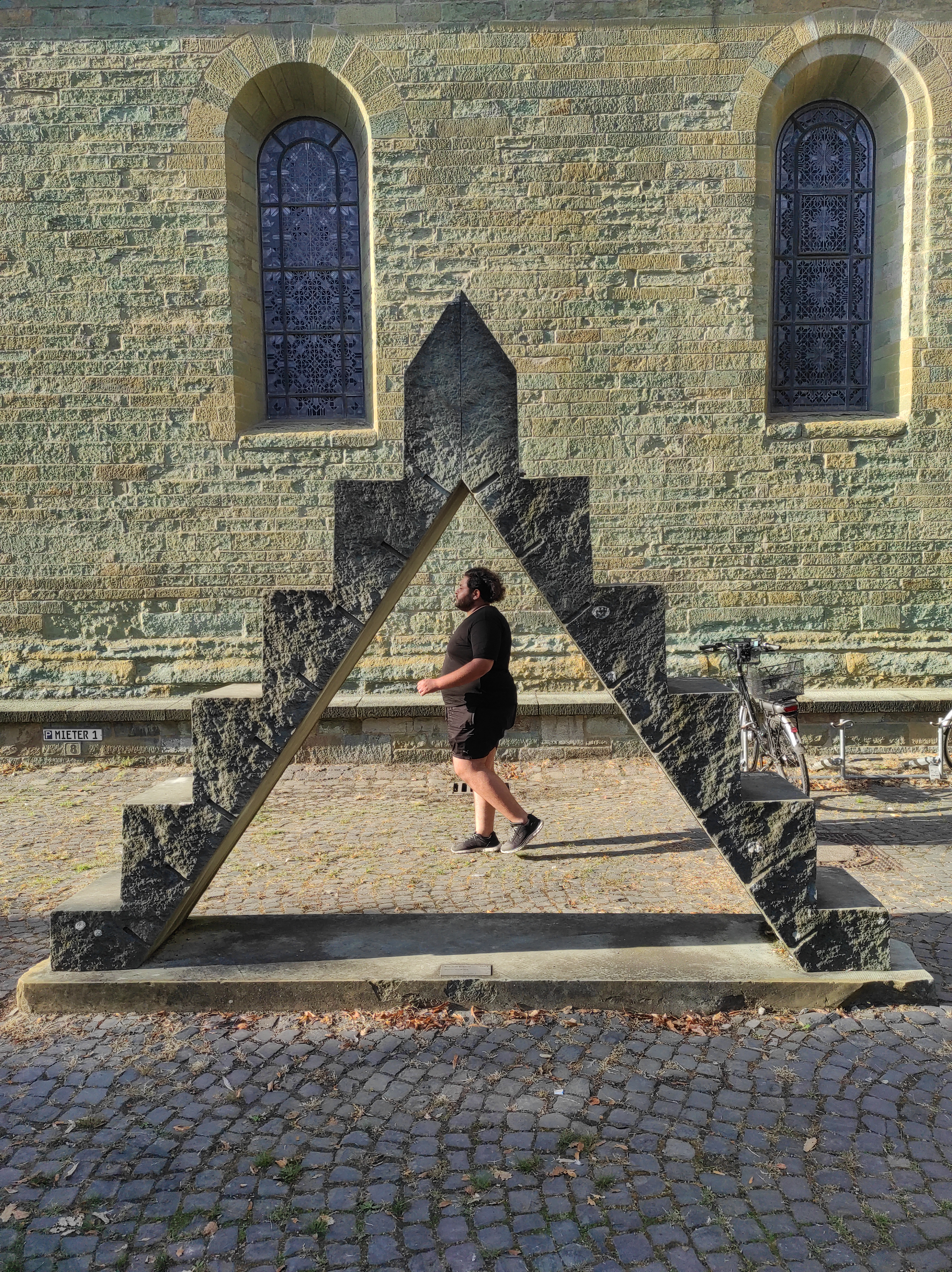
Auf- und abwärts in Soest (1981) von Heinrich Brummack neben dem St.-Patrokli-Dom

Von den ehemals 10 großen Kirchen und 28 Kapellen der Altstadt ist ein kunsthistorisch bedeutendes Erbe erhalten. Alle diese Kirchen sind aus heimischem Grünsandstein, wie er in Anröchte gewonnen wird, erbaut. Sechs der Gotteshäuser sind Hallenkirchen.
- Die Kirche St. Petri („Alde Kerke“) wurde schon um 780 gegründet und ist damit die wohl älteste Kirchengründung Westfalens. Die romanischen Teile des heutigen Gebäudes wurden ab 1150 errichtet. Ab 1230 erfolgte der Umbau zu einer Hallenkirche mit großen Emporen. Die Kirche war früher mit der ersten Pfalz (später so genanntes „Hohes Hospital (Soest)“) verbunden, deren Mauerreste in Nachbarschaft des Turmes noch besichtigt werden können („Wittekindsmauer“). Nach Bombenschäden im Zweiten Weltkrieg wurde die Kirche in den 1950er Jahren wiederaufgebaut und ist heute eine der Gottesdienststätten der evangelischen St.-Petri-Pauli-Gemeinde.
- Der benachbarte St.-Patrokli-Dom ist weniger als 10 m von der Petrikirche entfernt. Die katholische heutige Propsteikirche wurde 954 als Kollegiatstift gegründet. Die Basilika gilt als „Inbegriff der Romanik in Westfalen“. Besonders monumental wirken der Turm und das Westwerk, in dessen oberer Etage sich das Dommuseum befindet.
- Die zweischiffige Nikolaikapelle liegt in unmittelbarer Nähe des Domes, südöstlich von dessen Altarraum.
- Die Wiesenkirche, genauer St. Maria zur Wiese, stammt aus dem 14. Jahrhundert. Sie gilt als eine der schönsten gotischen Hallenkirchen Deutschlands. Ihre Gemeinde fusionierte mit derjenigen der heute nicht mehr vorhandenen Kirche St. Georg.
- Die so genannte „Hohnekirche“ (St. Maria zur Höhe) wurde, schon in ihrer heutigen Form, ab 1180 errichtet und zählt damit zu den ältesten Hallenkirchen Westfalens. Ihre mittelalterlichen Innenausmalungen, teilweise wahrscheinlich von griechischen beziehungsweise byzantinischen Künstlern verfertigt, und ein Scheibenkreuz, wie man es sonst nur auf Gotland findet, verweisen auf die weitgespannten Handelsbeziehungen der Stadt im Mittelalter.
- Die St.-Pauli-Kirche wurde erstmals 1229 erwähnt. Der Umbau des ursprünglich romanischen Gotteshauses zur gotischen Hallenkirche erfolgte ab etwa 1350. 1972 vereinigte sich die St.-Pauli-Gemeinde mit der von Sankt Petri.
- Alt-St. Thomä ist vermutlich im Zusammenhang mit der ehemals benachbarten (zweiten) bischöflichen Pfalz entstanden und gehört seit 1890 der reformierten Gemeinde. Äußerlich fällt ihr „schiefer“ Turmhelm auf. Der Kirchenraum ist nicht für Besichtigungen geöffnet. Die Wände der dreischiffigen Halle sind unverputzt und der Boden ohne glatten Belag. Im Chorbereich der Kirche findet sich, auch vom Wall aus sichtbar, eines der wahrscheinlich ältesten gotisch eingefassten Fenster in Deutschland.
- Als gotische Hallenkirche entstand ab 1259 die Kirche Neu St. Thomae des mittelalterlichen Franziskanerklosters.
- Die Brunsteinkapelle stammt ursprünglich aus dem 12. Jahrhundert und wurde im 14. Jahrhundert gotisch umgebaut. Von 1552 bis 1890 war sie die Kirche der reformierten Gemeinde. 1662 stürzte das Gewölbe ein und wurde durch eine Holzdecke ersetzt. Seit 2004 dient das Kulturdenkmal nicht mehr religiösen Zwecken.

Zu den abgebrochenen Kirchen zählen die St.-Georgs-Kirche (abgebrochen 1823), die Dominikanerkirche Heilig Kreuz (abgebrochen 1820) und die Walburgiskirche (abgebrochen 1879) sowie zahlreiche Kapellen. Ihre Ausstattung befindet sich heute zum Teil in anderen Kirchen in Soest und Umgebung.

### Moderne Kirchen
- Die katholische Pfarrkirche St. Bruno wurde 1959/60 nach Entwürfen von Aloys Dietrich errichtet.
- Die evangelische Johanneskirche wurde 1964 nach Plänen von Walter Kuschel und Wyland Kuschel gebaut. In der Kirche befinden sich Glasfenster von Hans Kaiser.
- Die katholische Pfarrkirche Heilig Kreuz wurde 1965 nach Entwürfen von Rudolf Schwarz, einem der bedeutenden Kirchenarchitekten der Nachkriegszeit, errichtet.

### Konfessionsstatistik
Laut der Volkszählung 2011 waren 37,9 % der Einwohner evangelisch, 37,1 % römisch-katholisch und 25,0 % waren konfessionslos, gehörten einer anderen Glaubensgemeinschaft an oder machten keine Angabe. Der Anteil der evangelischen und katholischen Kirchenmitglieder an der Gesamtbevölkerung ist seitdem jährlich um 1 Prozentpunkt gesunken.  Mit Stand 31. Dezember 2024 waren von den 50.464 Einwohnern der Stadt Soest 29 % katholisch und auch 29 % evangelisch; 42 %  gehörten einer anderen oder keiner Glaubensgemeinschaft an.

### Historische Kunstschätze in und aus Soest
Glocken
Soest besitzt nach Bamberg das zweitgrößte historische Geläut in Deutschland. Herausragend ist hier vor allem der Patroklidom, in dessen Turm sich 11 der 34 Glocken befinden.
Orgeln
Zahlreiche alte Kirchen in Soest besitzen bedeutende Orgeln. Eine kunst- und musikhistorische Besonderheit von internationalem Rang ist die Orgel in St. Andreas zu Ostönnen, eine der ältesten bespielbaren Orgeln der Welt.
Gemälde, Graphiken, Glaskunst

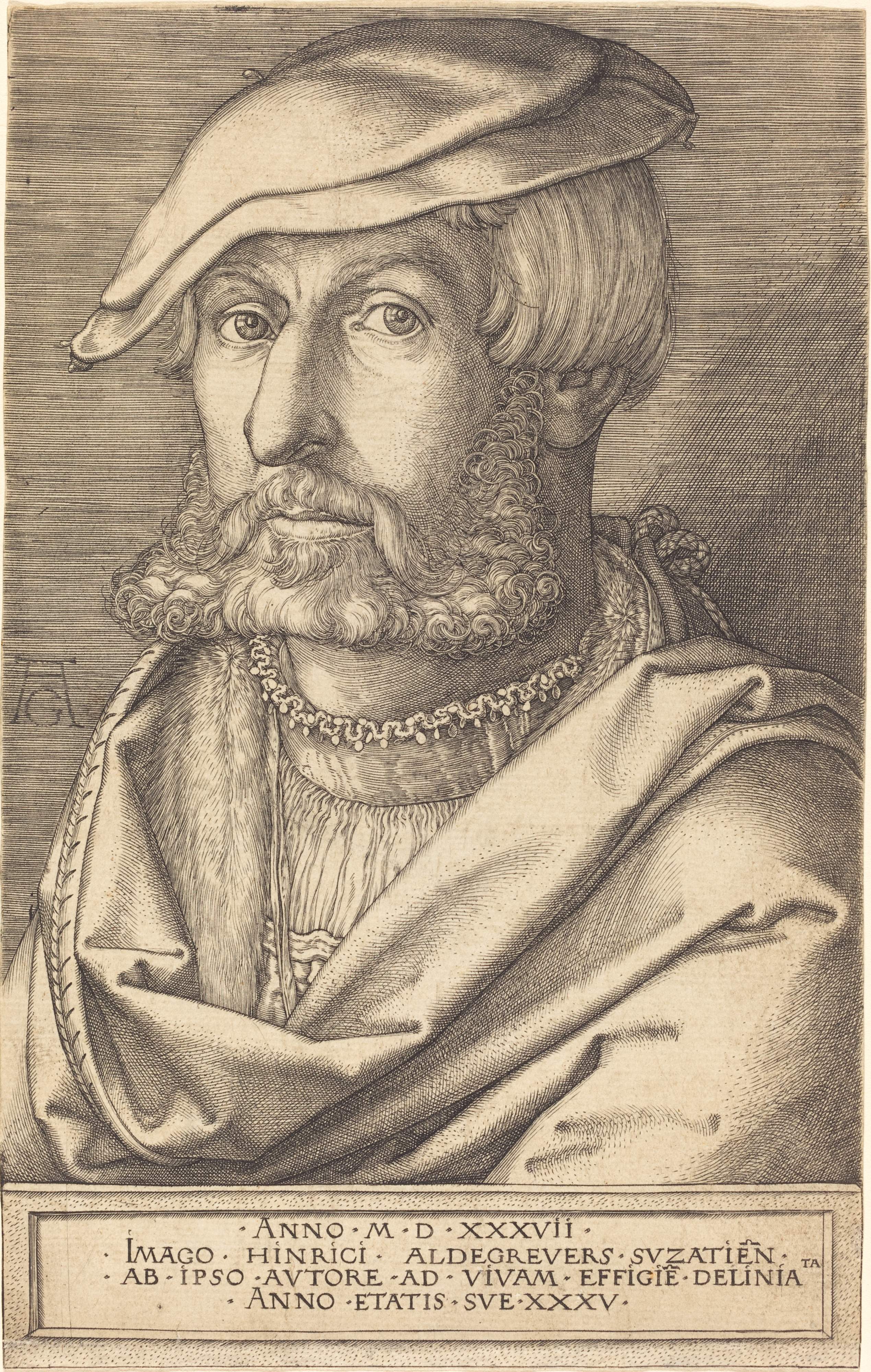
Heinrich Aldegrever: Selbstbildnis 1537

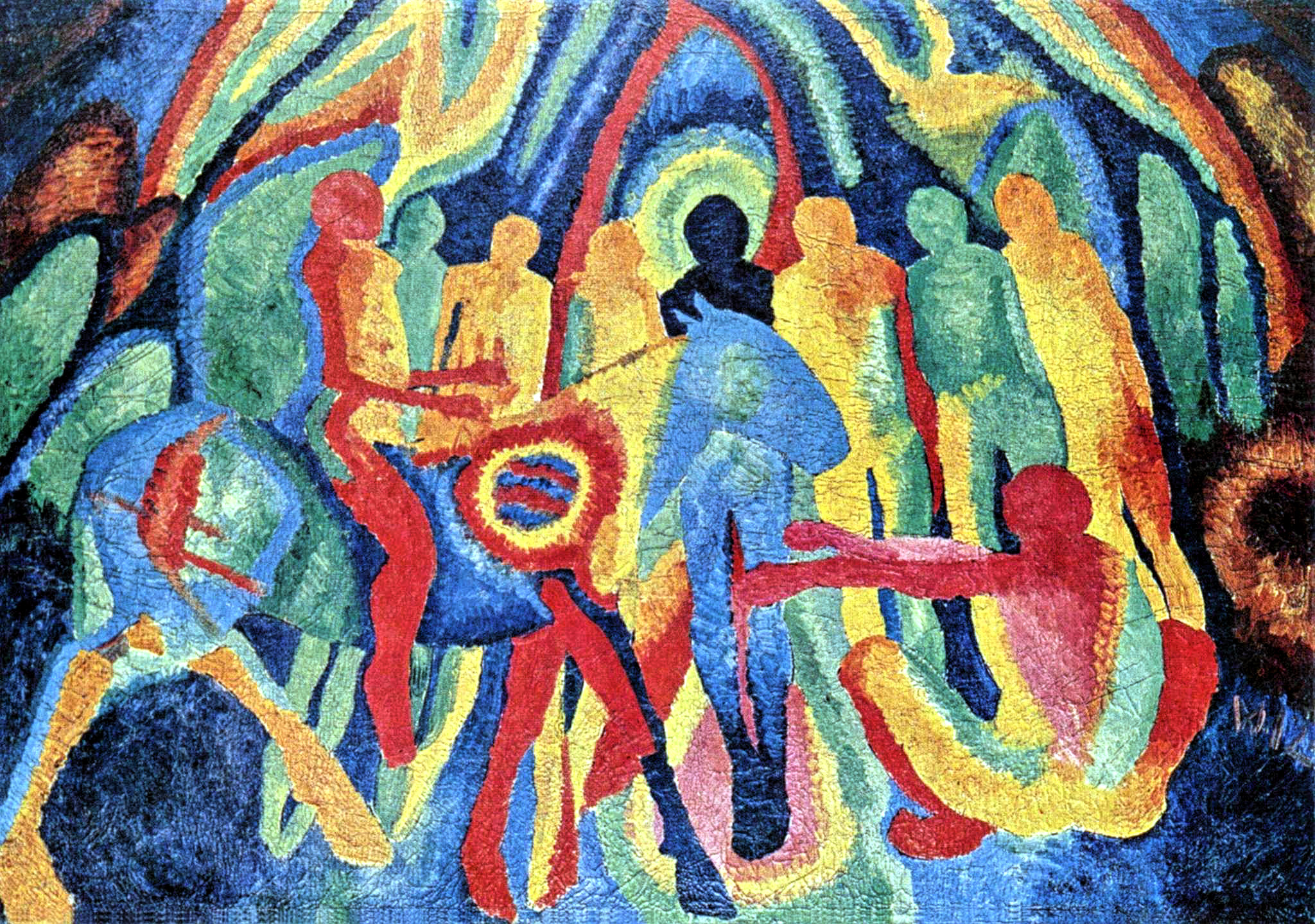
Wilhelm Morgner: Einzug Christi in Jerusalem

- Aus Soest stammt das älteste erhaltene Antependium Deutschlands, das sich heute im Westfälischen Landesmuseum in Münster befindet.
- Zu den ältesten Kunstwerken ihrer Art in Deutschland zählen die in Fragmenten erhaltenen Glasbilder von St. Patrokli. Die Herstellung von Glasbildern stand in Soest bereits sehr früh in Blüte, wie auch Glasbilder aus dem benachbarten Bad Sassendorf-Lohne belegen.
- Von besonderer Bedeutung waren bzw. sind auch die erhaltenen romanischen Apsismalereien in St. Patrokli und der Hohnekirche, die auf griechisch-byzantinischen Einfluss hinweisen
- Aus dem 16. Jahrhundert stammen die Glasfenster in der Wiesenkirche, in dieser Größe und im Erhaltungsgrad eine kunsthistorische Besonderheit
- Conrad von Soest bzw. seine Schüler hinterließen bedeutende Bildnisse in St. Petri und der Wiesenkirche
- Ebenfalls hinterließ der Kupferstecher und Maler Heinrich Aldegrever sein Selbstbildnis in der Wiesenkirche
- Zahlreiche Künstler des Expressionismus wirkten in Soest, so Wilhelm Morgner, Emil Nolde, Christian Rohlfs, Johannes Molzahn, Karl Schmidt-Rottluff, Arnold Topp, Eberhard Viegener, Wilhelm Wulff, Heinrich Schlief. Otto Modersohn wurde am 22. Februar 1865 in Soest geboren. Morgner ist das Wilhelm-Morgner-Haus gewidmet, das unter anderem auch Werke von ihm beherbergt.
- Lange Jahre war der Informelle Künstler Hans Kaiser in Soest tätig, der nicht nur zwei Fenster im Patroklidom und das Fensterband in der Johanneskirche hinterließ, sondern auch Werke für die Nationalkathedrale in Washington und das UNO-Gebäude in New York schuf.

### Theater
In der Stadthalle finden regelmäßig Konzerte, Musicals, Opern, Operetten, Theater- und Ballettveranstaltungen statt.
In Soest ist das größte englischsprachige Tourneetheater Kontinentaleuropas ansässig, das White Horse Theatre, das vornehmlich pädagogische Ansätze verfolgt.
Das Kulturhaus Alter Schlachthof, das auf dem denkmalgeschützten Gelände des ehemaligen städtischen Schlachthofs gegenüber der Stadthalle gelegen ist, veranstaltet Konzerte, Kabarett, Lesungen, Sport und Messen. Das zugehörige Kino zeigt ein tägliches Filmkunstprogramm.

### Regelmäßige Veranstaltungen

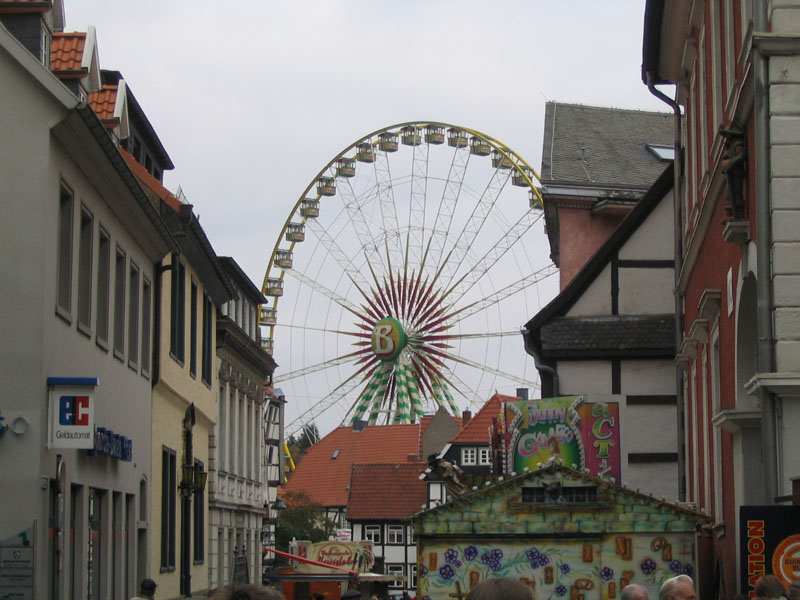
Allerheiligenkirmes: Riesenrad mitten in der Soester Altstadt; Blick östlich Richtung Vreithof, die drei Fassaden rechter Hand gehören zum Rathaus

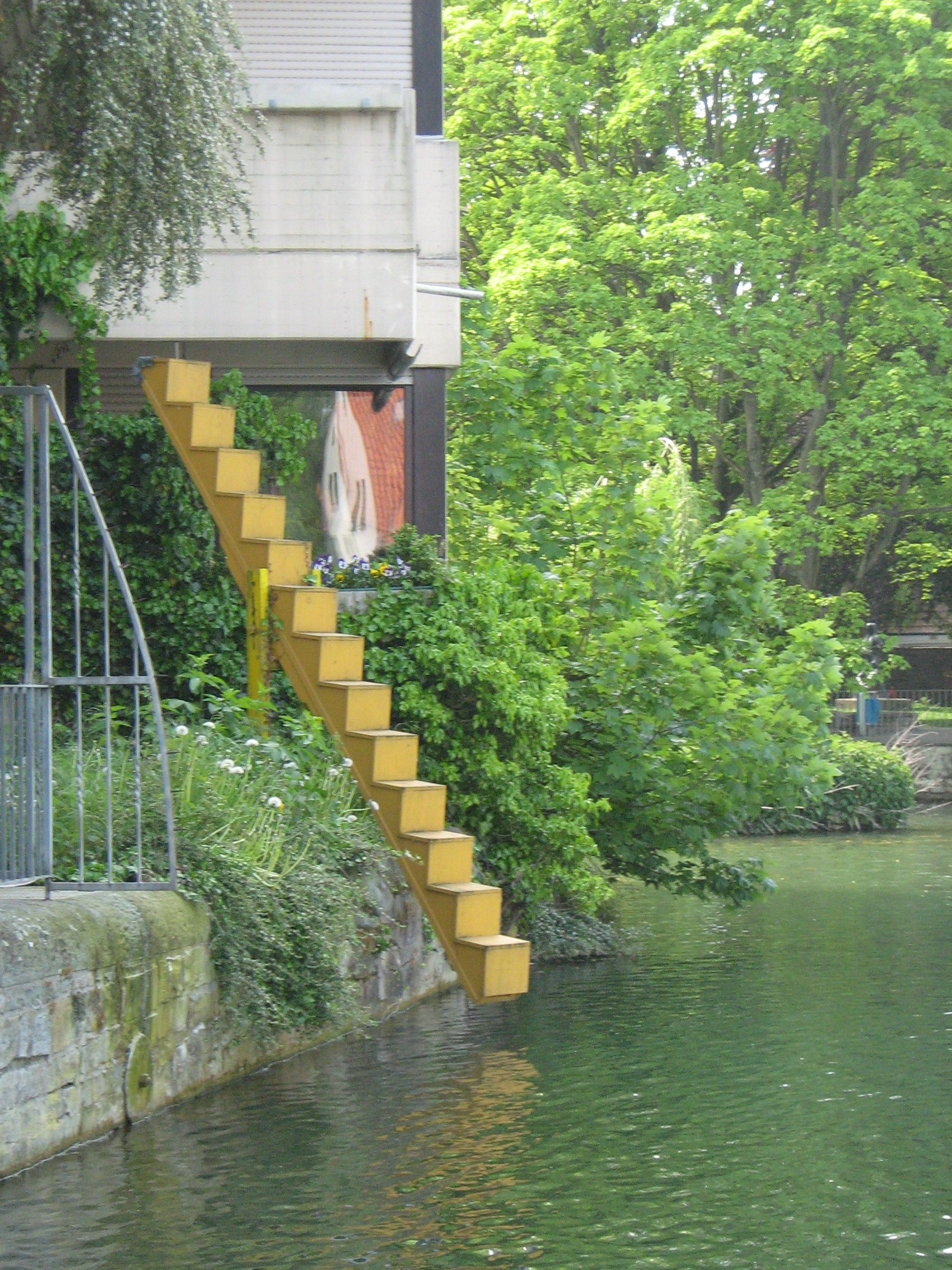
Die Wippe am Großen Teich in Soest

- Philippsessen: Eine der ältesten Veranstaltungen seiner Art ist das Philippsessen, das der Rat der Stadt alljährlich mit offiziell geladenen Gästen im historischen Burghof durchführt.
- Bürgerschützenfest: Das Bürgerschützenfest ist immer am ersten Samstag nach Johanni (24. Juni). Es wird vom Bürger-Schützen-Verein zu Soest, der seinen Ursprung im Spätmittelalter hat, ausgerichtet. Den Auftakt bildet traditionsgemäß das „Wippen in den großen Teich“, bei dem zwei bekannte Soester Bürger und ein Schützenbruder in den Teich „gewippt“ werden. Am Freitagabend wird an der Stadthalle der große Zapfenstreich aufgeführt; am Schützen-Samstag folgt die Festrede auf dem Markt und anschließend die große Parade vor dem Rathaus; am Sonntagmorgen gibt der Kommandeur im Burghofmuseum einen Empfang für das neue Königspaar mit Ehrengästen und Schützenbrüdern.
- Bördetag (Stadtfest): Der Bördetag im Mai oder Juni ist das große Stadtfest in Soest. Neben verkaufsoffenem Sonntag und Trödelmarkt wird ein reichhaltiges Unterhaltungsprogramm mit Musik und Show geboten. In jedem Jahr wird zum Bördetag die Bördekönigin ernannt, die gemeinsam mit dem Bürgermeister die Stadt bei gesellschaftlichen und touristischen Anlässen repräsentiert.[39]
- Tanz in den Mai: Traditionell findet jedes Jahr am 30. April im Zentrum der Stadt ein Tanz in den Mai statt, zu dem alle Bürger eingeladen sind.
- Kneipenfestival: Seit 2001 finden immer im März in über 25 Kneipen Live-Auftritte statt.
- Campus Summernight: Im Juli, zum Start der Semesterferien findet die Campus Summernight statt, bei der die Absolventen der Fachhochschule offiziell verabschiedet werden.[40]
- Karrieretag / Career Day Soest der FH Südwestfalen: Regelmäßig im Frühjahr, zum Start des Sommersemesters, versammeln sich auf dem Campus Soest Vertreter zahlreicher Unternehmen (2011: rund 120) und bieten den Absolventen der FH, aber auch allen anderen Interessierten und den vielen Gästen Informationen, Praktika, Abschlussarbeiten und Jobs an. Minister und Abgeordnete von Bund und Land sowie der VDI-Präsident unterstützen diese große Rekrutierungsveranstaltung für das Ingenieurwesen.[41]
- Allerheiligenkirmes: Im November 2012 fand zum 675. Mal die Allerheiligenkirmes statt. Sie ist die größte Altstadtkirmes in Europa (Eintrag im Guinness-Buch der Rekorde als größte Innenstadtkirmes Europas) und verläuft durch große Teile des mittelalterlichen Stadtkerns. Die Allerheiligenkirmes beginnt immer am ersten Mittwoch nach Allerheiligen und dauert insgesamt fünf Tage. In jedem Jahr wird zur Allerheiligenkirmes das Jägerken von Soest als Symbolfigur für die Stadt ernannt. Der Jäger von Soest ist die Hauptfigur in dem 1669 erschienenen Simplicissimus-Roman von Hans Jakob Christoffel von Grimmelshausen, der im Dreißigjährigen Krieg spielt. Ein verfremdeter Landsknecht, der den Jäger von Soest symbolisieren soll, wirbt jährlich auf den Werbeplakaten zur Allerheiligenkirmes. Jägerken und Bördekönigin vertreten meistens gemeinsam die Stadt Soest auf Stadtfesten in und außerhalb von Soest.
- Soester Weihnachtsmarkt: Der Soester Weihnachtsmarkt findet alljährlich in der Soester Innenstadt statt. Der von der Soester Wirtschaftsförderung organisierte Markt findet auf dem nördlichen Petrikirchhof, der Rathausstraße und mittlerweile auch auf dem Soester Marktplatz statt. Er beginnt meist am Montag nach Totensonntag und dauert bis wenige Tage vor Weihnachten. Der Soester Weihnachtsmarkt erfreut sich zunehmender Beliebtheit, so dass er den Bördetag als zweitgrößte Soester Veranstaltung abgelöst hat.

### Soester Spezialitäten
Zu den althergebrachten Spezialitäten der Soester Küche zählen Möppkenbrot und Pumpernickel. Ob der Pumpernickel aber tatsächlich in Soest erfunden wurde, ist strittig, denn um diese Ehre streiten sich mehrere Städte in Westfalen, wie beispielsweise auch Rheine. Fest steht jedoch, dass die Bäckerei Haverland im Stadtzentrum, ehemals königl. bayrischer Hoflieferant des schwarzen Brotes, auf eine mehrhundertjährige Betriebstradition (seit 1570) verweisen kann. Eine mittlerweile auch nicht mehr ganz junge Neuerung unter den Soester Spezialitäten ist das „Bullenauge“, ein Mokkalikör, der vor allem zur Allerheiligenkirmes ausgeschenkt wird. Ein Eiscafé am Bahnhof führt dann sogar die entsprechende Geschmacksrichtung. Eine weitere Spezialität ist das Soester Bier, auch Zwiebelbier genannt, das seit 1993 im Brauhaus Zwiebel gebraut wird. Hier sind vor allem die Biere Soester Hell, Dunkel und Weizen sowie der zur Adventszeit eingebraute Soester Weihnachtsbock zu nennen.

### Verbindendes mit anderen Städten
- In Soest gibt es seit 1808 die Freimaurer-Johannisloge „Zur Bundeskette“. Sie ist eine Tochterloge der Großen National-Mutterloge „Zu den drei Weltkugeln“ mit Sitz in Berlin. Die Loge verfügt über ein eigenes Logenhaus, in dem sie regelmäßig ihre Treffen abhält.
- Eine Besonderheit aus der Zeit der Merowinger ist die bekannte Soester Scheibenfibel, ehemals im archäologischen Landesmuseum Münster.
- In Berlin befinden sich heute die Reste des historischen Patroklischreins aus dem Patroklidom.
- Die Werler Madonna befand sich ursprünglich in der Soester Wiesenkirche.

## Sport
Soest ist ein Zentrum des Kraftsports. So ist der AC Soest mehrfacher Deutscher Meister im Gewichtheben und hat in den vergangenen Jahren eine Reihe von bedeutenden Gewichthebern und anderen Kraftsportlern hervorgebracht. Ende der 1980er Jahre war Soest Austragungsort der Weltmeisterschaft im Kraftdreikampf. Auch fand die Wrestlingliga Westside Xtreme Wrestling in Soest statt.
In Soest ist das Ziel des größten Silvesterlaufes Deutschlands. Der Silvesterlauf von Werl nach Soest, dessen 15 Kilometer lange Strecke über die ehemalige Bundesstraße 1 führt, lockt jährlich über 8000 Läufer.
Der Verein TuS Jahn Soest hatte in den 1980er Jahren eine starke Tischtennis-Damenmannschaft. Sie spielte seit der Saison 1979/80 in der zweiten Bundesliga und schaffte 1984 den Aufstieg in die Tischtennis-Bundesliga. 1990 wurde die Mannschaft Deutscher Vizemeister. Bekannte Spielerinnen waren Jin-Sook Cords, Katja Nolten, Ilka Böhning, Brigitte und Nicole Dekein, Éva Ferenczi, Olawunmi Majekodunmi.

## Infrastruktur

### Gericht
Das Amtsgericht Soest ist zuständig für Bad Sassendorf, Lippetal, Möhnesee, Soest und Welver.

### Medien

#### Zeitung
Seit dem Ende der Westfalenpost zum 1. Juli 2009 erscheint in Soest nur noch eine Tageszeitung mit lokaler Berichterstattung: der Soester Anzeiger, der schon in den Jahren zuvor einen überragenden Marktanteil hatte (88,10 % laut IVW 2006). Mittwochs und samstags wird an alle Haushalte das unentgeltliche Anzeigenblatt Stadt-Anzeiger verteilt. Es wird von der „Sonderthemen“-Redaktion des Soester Anzeigers erstellt.
Monatlich erscheinen die Stadtmagazine Soestmagazin und SoSo sowie das lokale Gesundheitsjournal iovado.

#### Radio
Das Lokalradio für den Kreis Soest heißt Hellweg Radio. Die Sendefrequenz für den Raum Soest beträgt 100,9 MHz.

#### Fernsehen
Soest gehört zum Redaktionsgebiet des Studios Siegen des WDR Fernsehens. Die Lokalzeit Südwestfalen berichtet über die Region.

### Wirtschaft
Das Marienkrankenhaus Soest besteht seit 1857.
Soest ist Sitz der Bübchen-Werk Ewald Hermes GmbH, einer Tochtergesellschaft von Nestlé, die Kinderpflegeprodukte unter der Marke Bübchen produziert.
Die Firma Kuchenmeister, die ihren Hauptbetrieb im Industriegebiet Südost hat und daneben ein Logistikzentrum in der ehemaligen Zuckerfabrik im Nordwesten der Stadt betreibt, ist Weltmarktführer im Bereich der industriellen Herstellung von Baumkuchen und Christstollen.
Der französische Hersteller von Elektroinstallationsmaterial Legrand betreibt in Soest sein Vertriebszentrum für Deutschland und einen seiner Produktionsstandorte. Mit 180 Beschäftigten gehört er zu den größten Arbeitgebern in Soest.
In Soest finden sich Standorte der Firmen Alcoa, Hasbro und Honsel. Der Computergroßhandelskonzern ALSO Actebis hat seinen Sitz in Soest. ALSO Actebis vertreibt Produkte, Lösungen und Dienstleistungen der Informationstechnologie, Telekommunikation und Unterhaltungselektronik.

### Bildung
Das Land Nordrhein-Westfalen hat in Soest mit der Qualitäts- und Unterstützungsagentur – Landesinstitut für Schule (QUA-LiS NRW) die zentrale Landesstelle für pädagogische Dienstleistungen eingerichtet. Die QUA-LiS NRW unterstützt die Schulen bei ihrem Bildungs- und Erziehungsauftrag, berät und unterstützt das Ministerium für Schule und Bildung (MSB) und fördert die gemeinwohlorientierte Weiterbildung in NRW. Zudem versteht sich die QUA-LiS NRW als Forum und Drehscheibe für fachliche, überfachliche und fachpolitische Diskurse über schulische Bildung und die gemeinwohlorientierte Weiterbildung. Tagungsräume für Gruppen von 5 bis 200 Personen, eine Mensa und ein Gästehaus ermöglichen die Durchführung auch von mehrtägigen Seminaren und Tagungen.
In Soest befindet sich ein Campus der Hochschule für Technik und Wirtschaft (Fachhochschule Südwestfalen) mit den vier Fachbereichen Agrarwirtschaft, Bildungs- und Gesellschaftwissenschaften, Elektrische Energietechnik und Maschinenbau-Automatisierungstechnik (früher: Universität/Gesamthochschule Paderborn – Abteilung Soest). Bei internationalen Studiengängen besteht eine Kooperation unter anderem mit der Soester Abteilung „Westphalia“ der „Swiss German University of Jakarta“. Entstanden ist der Campus aus der Konversion, also Um- und zum Teil auch Neugestaltung eines ehemaligen Kasernengeländes der früher in Soest stationierten belgischen Streitkräfte. Im Sommersemester 2023 war mit 3320 Haupthörern ein gutes Drittel der Studierenden der Fachhochschule Südwestfalen in Soest eingeschrieben. Eine Abteilung der Fachhochschule für öffentliche Verwaltung Nordrhein-Westfalen wurde im August des Jahres 2000 aufgelöst.
Zur Bildungslandschaft gehören drei Gymnasien (das Aldegrever-Gymnasium, das Archigymnasium und das Conrad-von-Soest-Gymnasium), zwei Realschulen (die Christian-Rohlfs-Realschule und die Hansa-Realschule), die reformorientierte Hannah-Arendt-Gesamtschule, eine Waldorfschule sowie zwei Berufskollegs (das Börde-Berufskolleg des Kreises Soest und das Hubertus-Schwartz-Berufskolleg für Wirtschaft und Verwaltung des Kreises Soest). Das Archigymnasium ist das älteste humanistische Gymnasium in Westfalen.

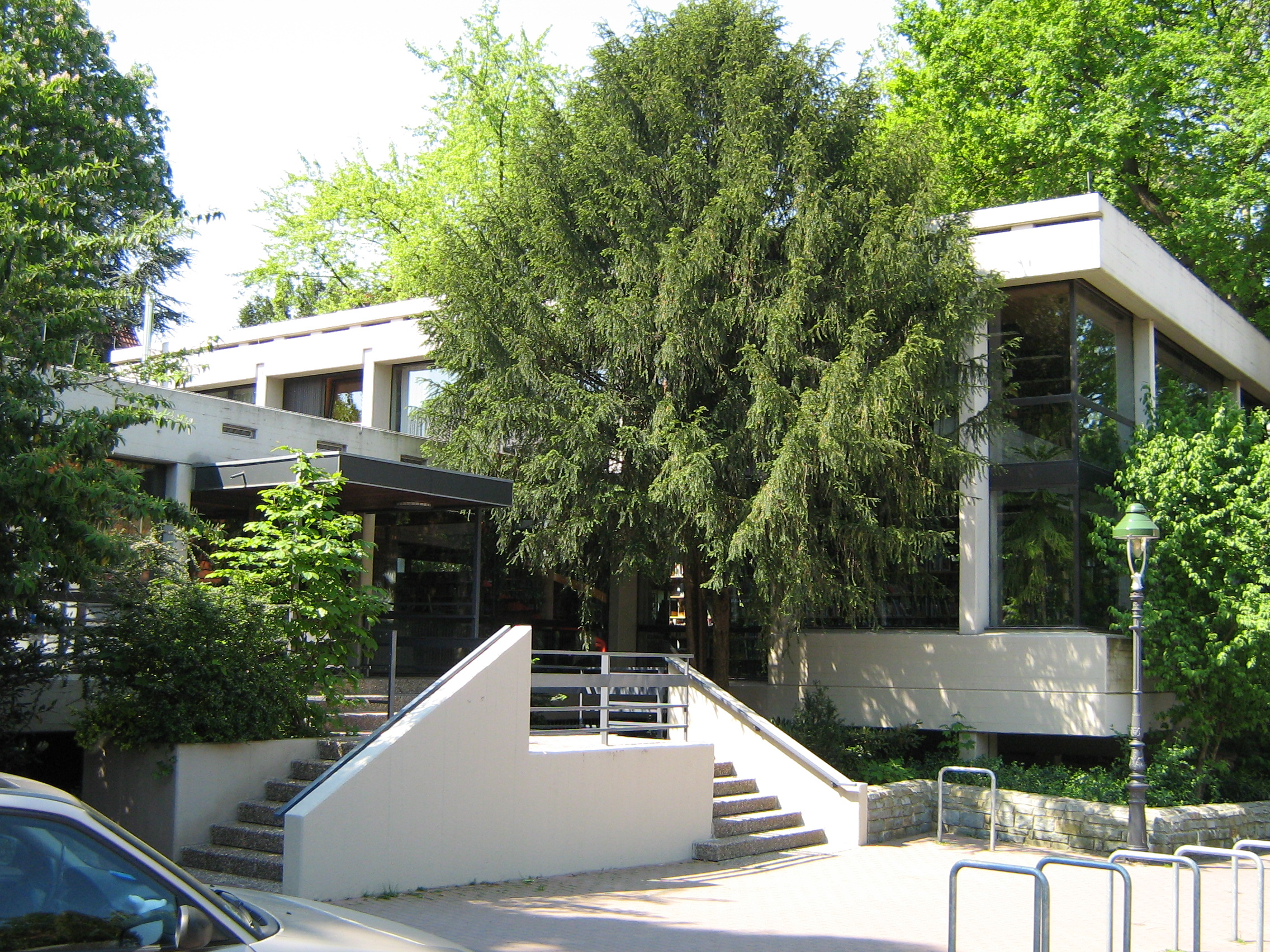
Stadtbücherei in Soest

Im Stadtgebiet gibt es acht Grundschulen mit jeweils mindestens einer Gruppe für den offenen Ganztagsbereich. Die öffentlichen Gemeinschaftsschulen sind die Astrid-Lindgren-Grundschule, die Georg-Grundschule, die Hellweg-Grundschule, die Johannes-Grundschule, die Petri-Grundschule und die Wiese-Grundschule. Dieses Angebot wird ergänzt durch die beiden katholischen Bekenntnis-Grundschulen Bruno-Grundschule und Patrokli-Grundschule.
Weiterhin befinden sich für blinde und sehbehinderte Kinder, Jugendliche und junge Erwachsene ein Berufskolleg, das Berufsbildungswerk und die von-Vincke-Schule (LWL-Förderschule, Förderschwerpunkt Sehen) in Soest.
Soest besitzt eine Stadtbücherei und ein Stadtarchiv, hinzu kommt das Kreisarchiv des Kreises Soest. Darüber hinaus befindet sich in der Stadt das Islam-Archiv Deutschland, maßgeblich mitgeformt von Mohammed Salim Abdullah.

### Verkehr

#### Straße
Die alten Handelsstraßen, denen Soest seine frühere Bedeutung verdankt, gibt es noch heute: Aus dem alten Hellweg der Hansezeit, den Karl der Große als West-Ost-Verbindung von Aachen nach Paderborn angelegt hatte, wurde später die Reichsstraße 1, ab 1949 Bundesstraße 1. Sie verläuft, aus dem Ruhrgebiet kommend, zumeist schnurgerade auf die Kirchtürme Soests zu und ebenso weiter in Richtung Paderborn. In den Jahren 1972 (westlicher Abschnitt) und 1975 (östlicher Abschnitt) übernahm die Autobahn 44 den Fernverkehr in Ost-West-Richtung. Sie verläuft parallel zur ehemaligen B 1 südlich an der Stadt vorbei und verbindet das Ruhrgebiet im Westen und Kassel im Osten; bei Soest liegen die Anschlussstellen „Soest“ an der B 229 und „Soest-Ost“ an der B 475. Die B 1 wurde 2014/15 im Bereich von Soest zur Landesstraße (L 856, L 969) herabgestuft.
Die alte Nord-Süd-Verbindung bilden heute in etwa die B 475 ins Münsterland, die seit einigen Jahren aber an Soest vorbeigeleitet wird, und die im Soester Süden beginnende B 229 ins Sauerland.

#### Bahn

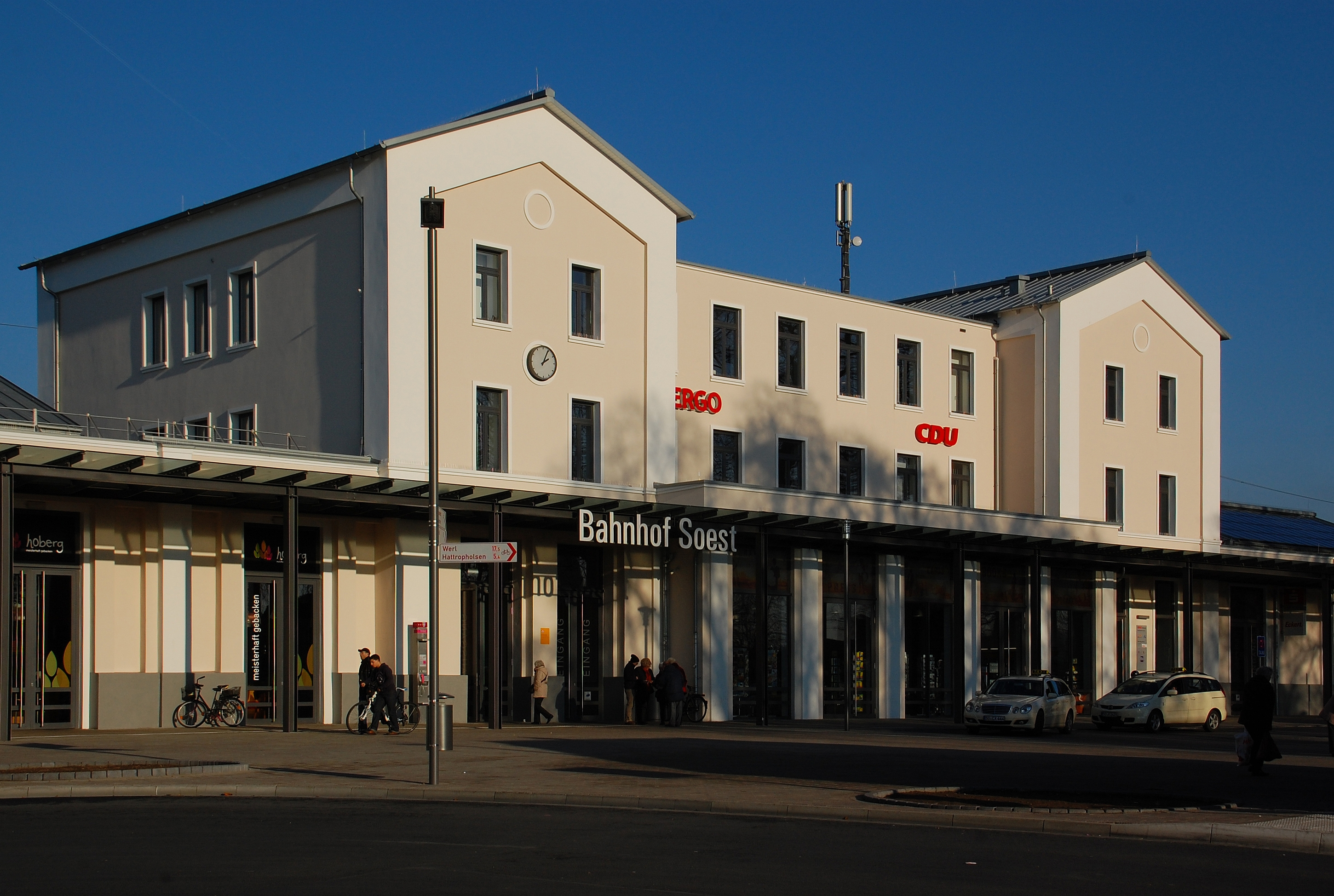
Das Bahnhofsgebäude in Soest in seiner heutigen Form nach dem 2010 abgeschlossenen Umbau

Der heutige Bahnhof Soest ist die einzige verbliebene Bahnstation in der Stadt. Hier treffen die zweigleisigen und elektrifizierten Bahnstrecken Hamm–Warburg und Dortmund–Soest aufeinander. Der Bahnhof wird durch vereinzelte ICE- und IC-Züge, eine RE-Linie und zwei RB-Linien bedient.

Wandbemalung in der Nähe des Jakobitors in Soest als Erinnerung an die einst hier verkehrende Kleinbahn

Weitere Bahnstrecken wurden inzwischen vollständig stillgelegt und teils in Radwanderwege umgewandelt. Die normalspurige Möhnetalbahn der Westfälischen Landes-Eisenbahn (WLE) verband Soest einst in Richtung Südosten mit dem Möhnetal, Belecke, Rüthen und der Kreisstadt Brilon. Zudem betrieb die AG Ruhr-Lippe-Eisenbahnen (RLE) meterspurige Kleinbahn-Verbindungen von Soest nach Nordwesten über Oestinghausen, Heintrop und Uentrop nach Hamm mit Abzweig nach Hovestadt und in Richtung Südwesten über Ostönnen, Niederense und Neheim-Hüsten nach Arnsberg. Die ehemaligen Haltepunkte dieser Nebenstrecken im Stadtgebiet (u. a. Soest-Thomätor der WLE und Soest-Jakobitor der RLE) sind heute kaum noch zu erkennen. Ein Wandgemälde am Haus Westenhellweg 4 erinnert an den Spitznamen der einst hier verkehrenden Kleinbahn „Pengel Anton“.
Der Güterbahnhof in Soest wurden inzwischen ebenfalls komplett stillgelegt, und letzte Industrie-Anschlussgleise wurden abgebaut.

#### Öffentlicher Nahverkehr
Die Regionalverkehr Ruhr-Lippe GmbH verfügt über einen Betriebshof vor Ort und betreibt mehrere Buslinien. Dabei handelt es sich um regionale Linien mit einem der Liniennummer vorgestellten „R“, die die Kernstadt und die Vororte mit umliegenden Gemeinden verbinden. Soest hat zudem ein für Mittelstädte typisches Stadtbus-Netz mit den Linienbezeichnungen C1–C8. Alle Stadtbuslinien sind radial auf die Innenstadt ausgerichtet, beginnend mit der Linie C1 im Südosten im Uhrzeigersinn aufsteigend bis zur Linie C7 im Osten. (Lediglich Linie C8, die im Nordwesten der Stadt fährt, fällt aus diesem System heraus.) Zentraler Treffpunkt aller Buslinien mit konsequentem Rendezvous-Prinzip ist die in der Altstadt gelegene Haltestelle „Bustreff Hansaplatz“. Der Bahnhof Soest, direkt im Nordwesten der Altstadt gelegen, wird ebenfalls von einem Großteil der Stadtbuslinien angefahren. Alle Stadtbuslinien haben eine maximale Taktfolge von 30 oder 60 Minuten und bedienen die Kernstadt und die umliegenden Stadtteile. Einzelne Stadtlinien übernehmen auch regionale Funktion und binden umliegende Gemeinden mit an. Soest liegt im Gebiet des Westfalentarifs.

## Bildergalerie
Stadtbild und Profanbauten

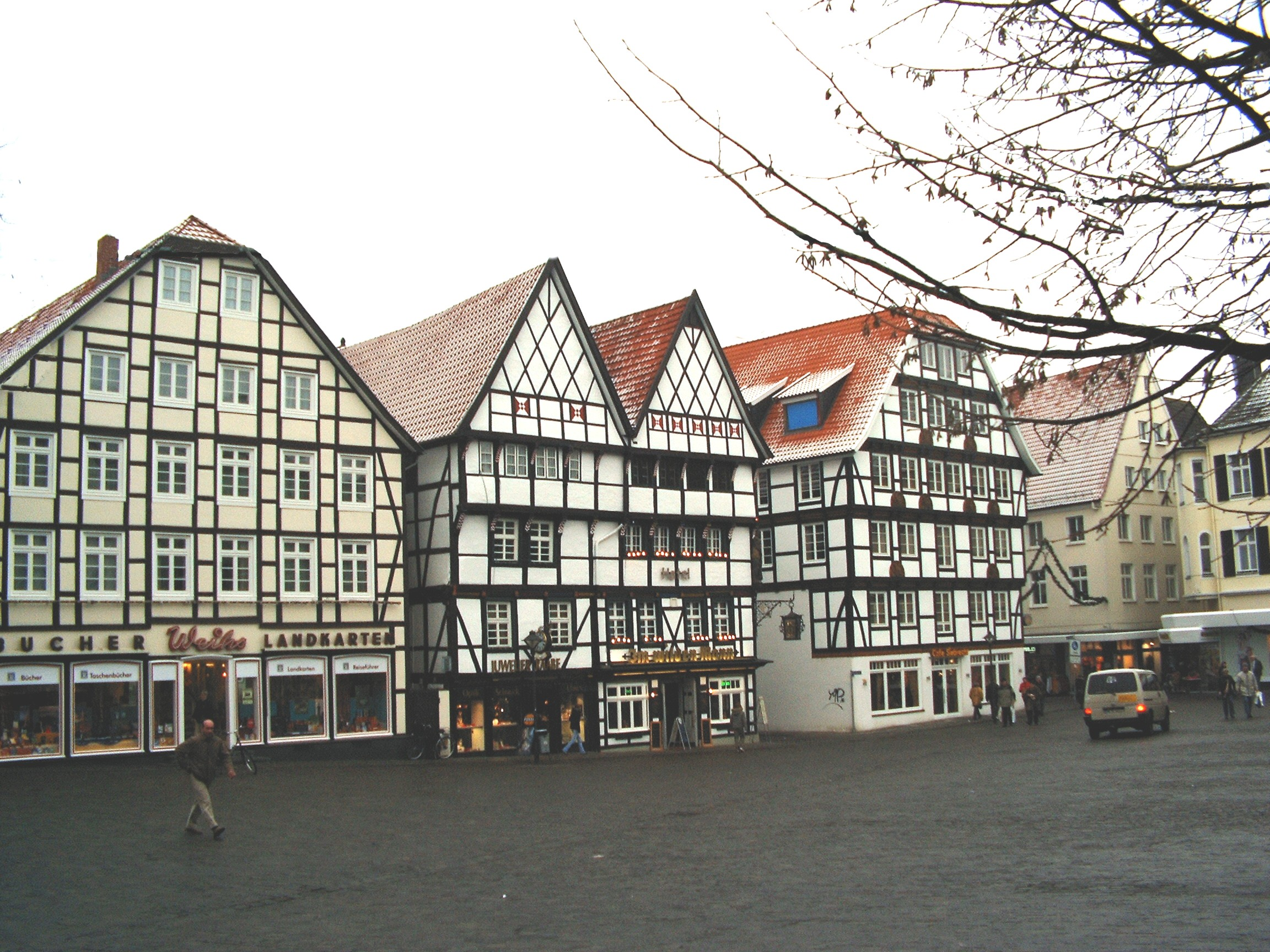
Marktplatz, Fachwerk aus verschiedenen Zeiten: Von der frühen Neuzeit (Mitte) bis in die zweite Hälfte des 20. Jahrhunderts (rechts)
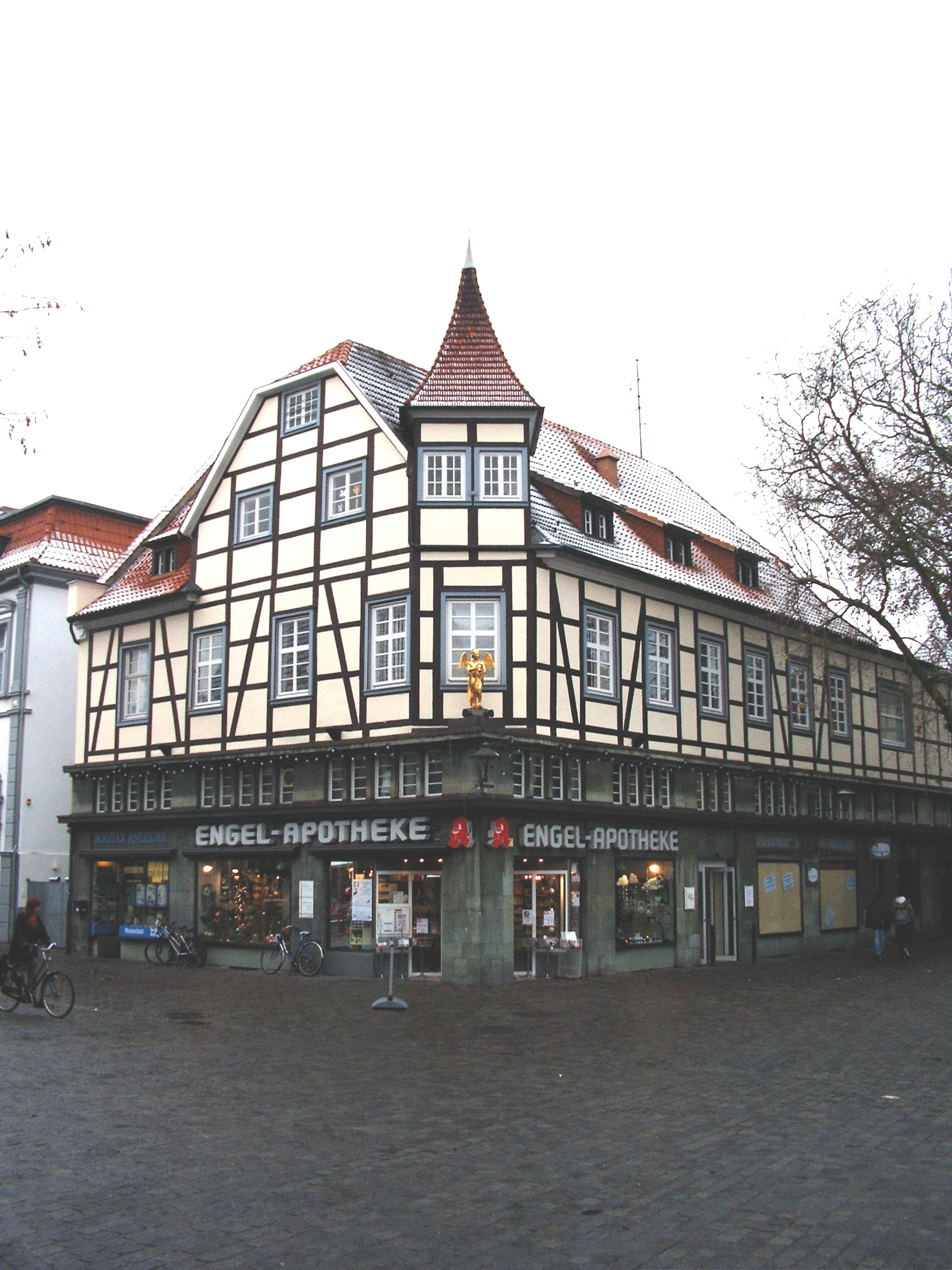
Apotheke am Marktplatz, Beispiel einer Synthese zwischen Tradition und Moderne aus der ersten Hälfte des 20. Jahrhunderts
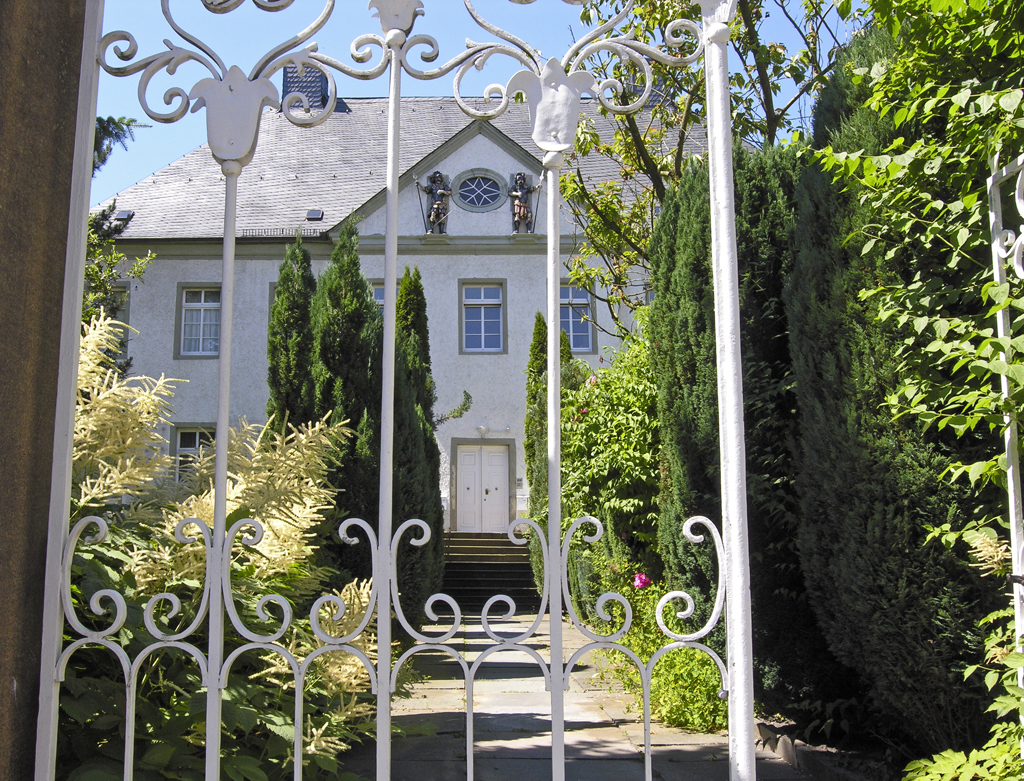
Friesenhausscher Hof, Patrizierhaus (um 1700)
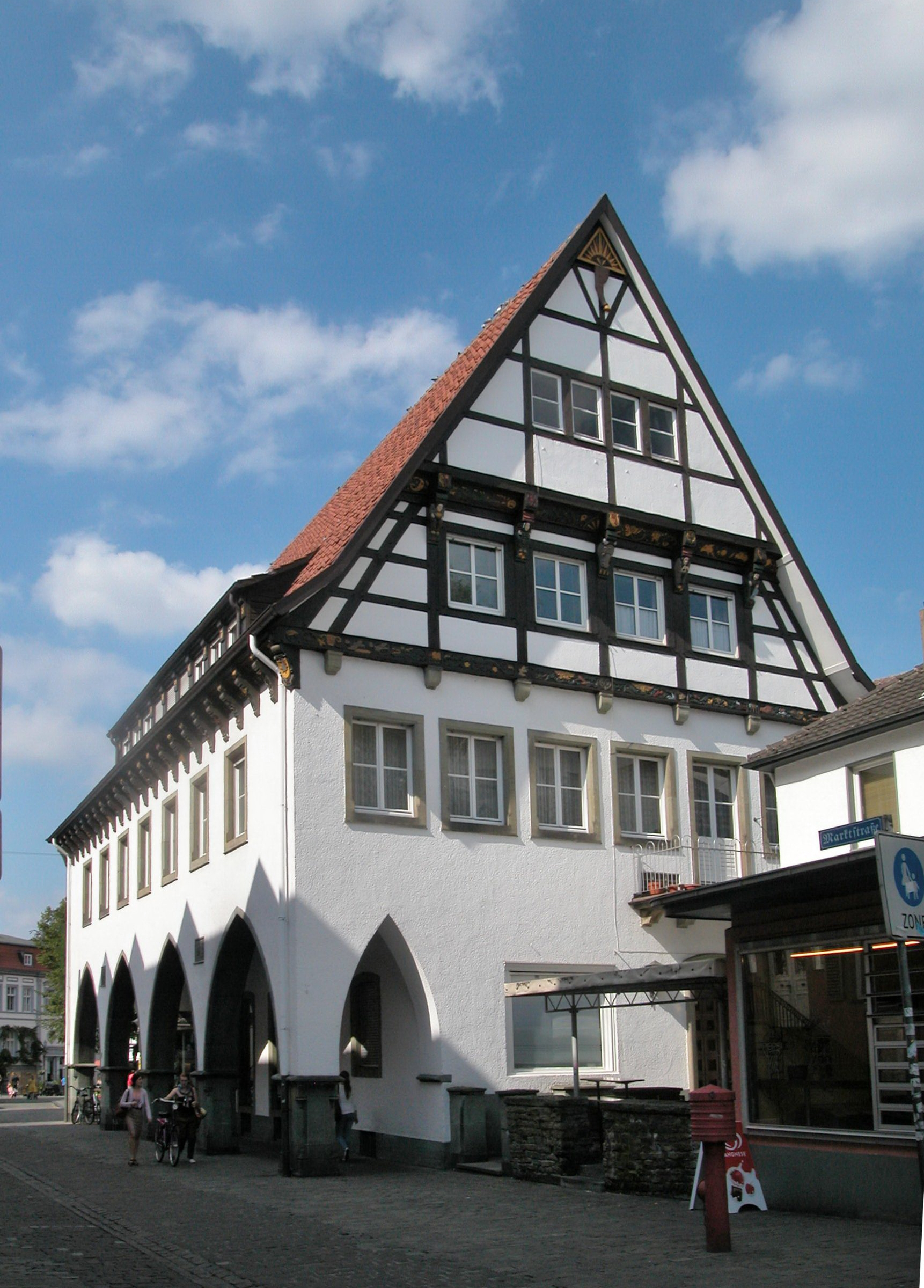
Haus Husemeyer oder auch „Haus im Kuhfuß“, Marktstraße 7
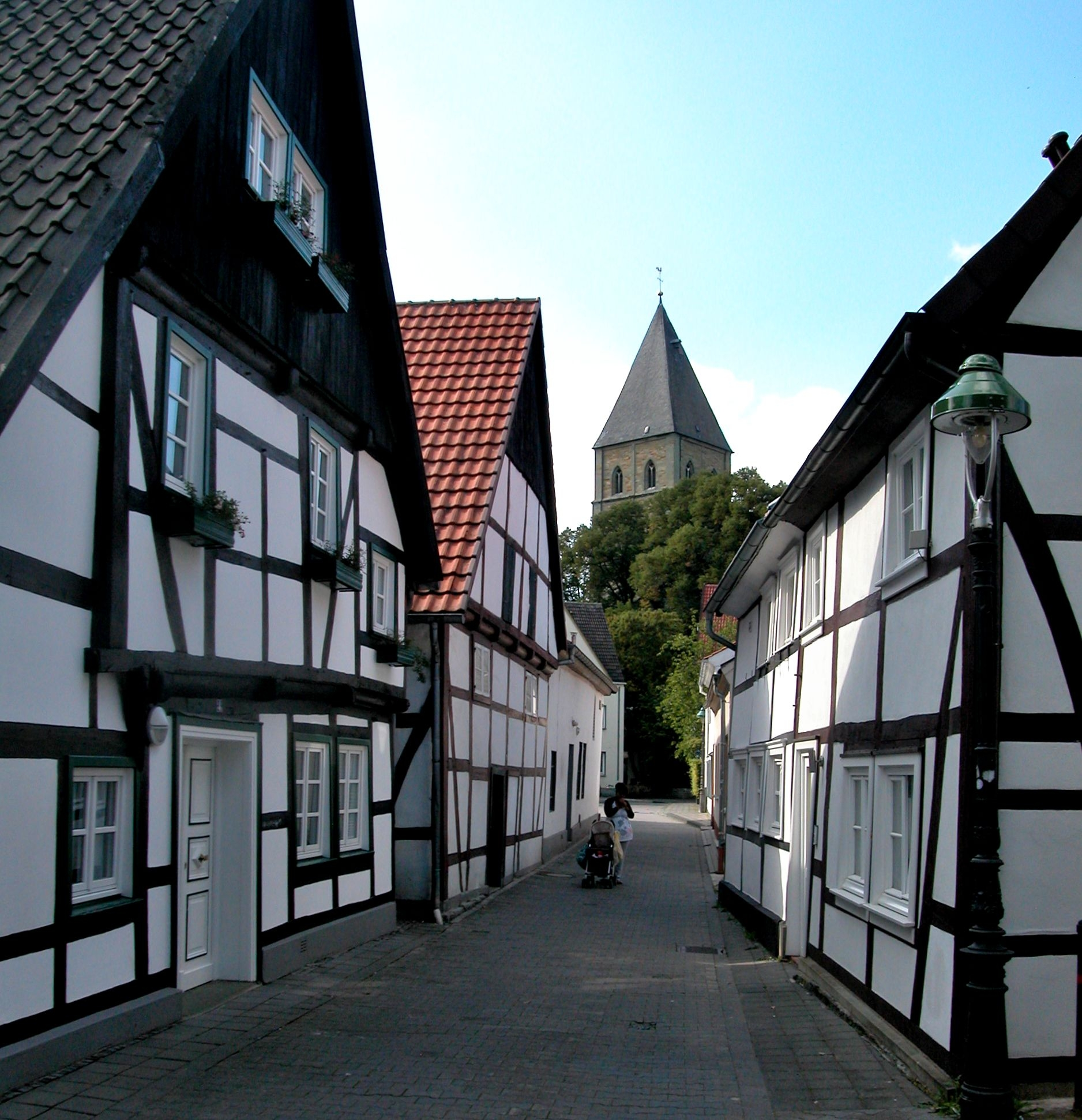
Haarhofsgasse, Blick nach NW zur Paulikirche
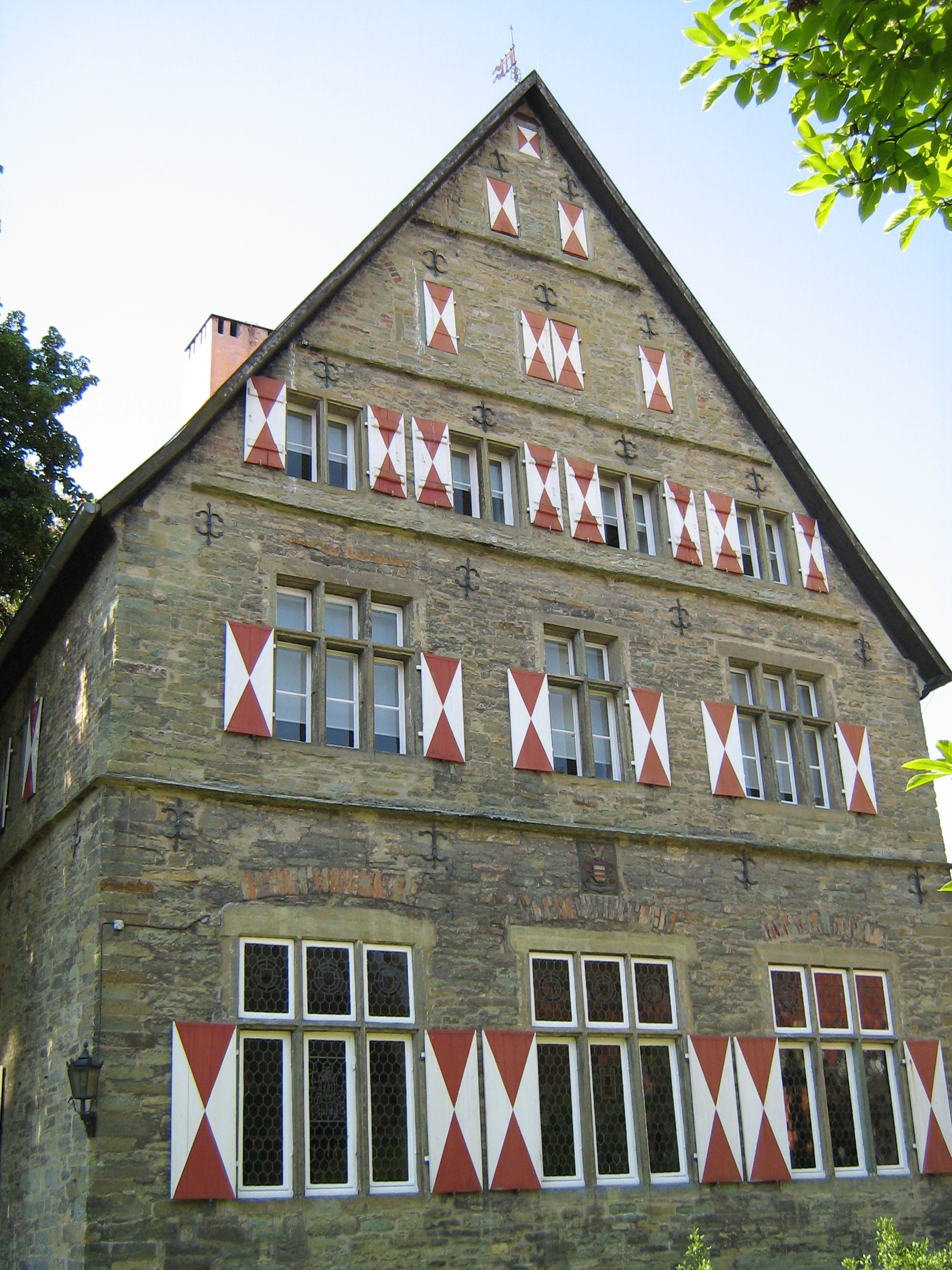
Frontansicht des Burghofs, Blick von Osten
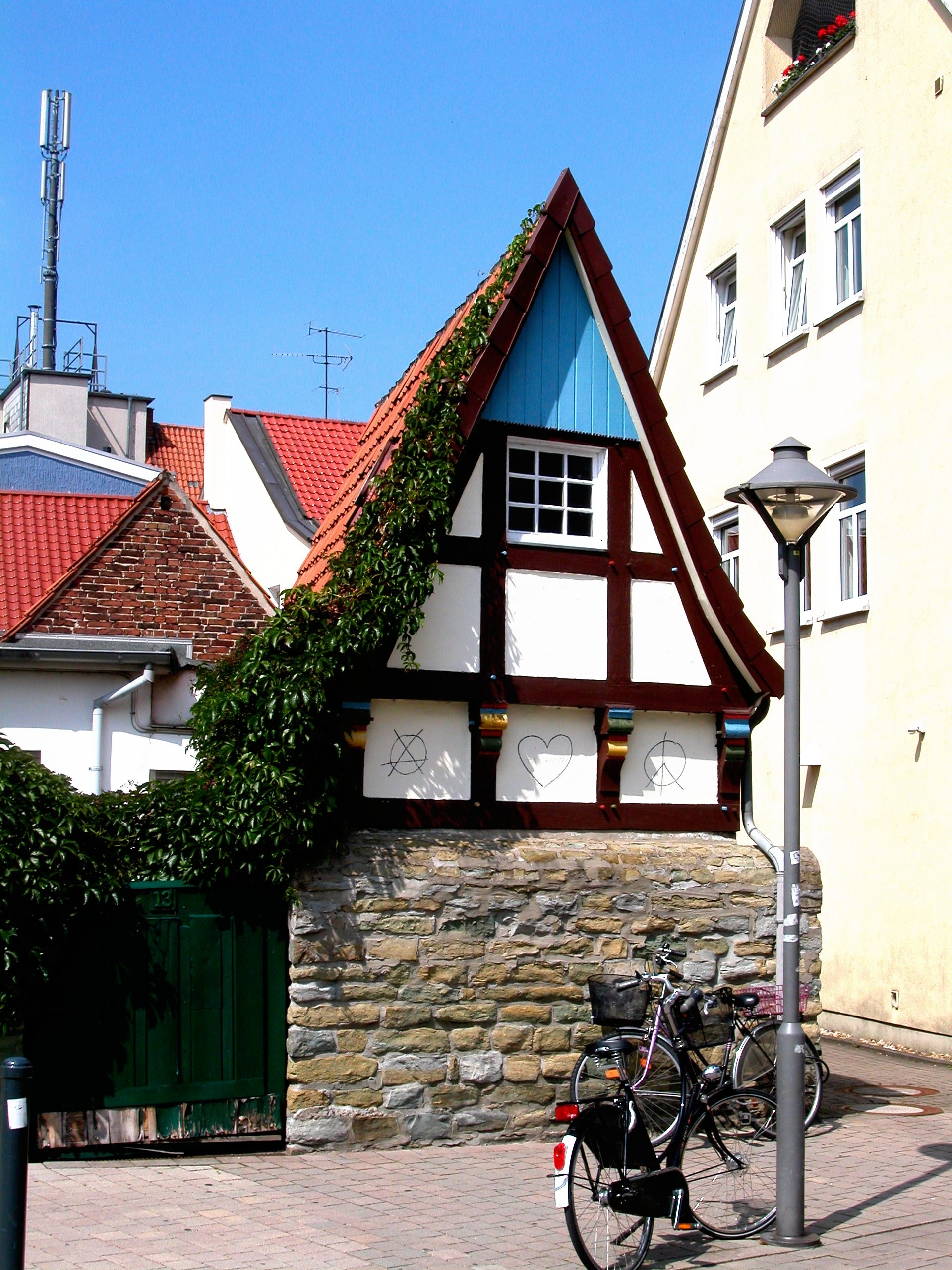
Kleines Fachwerkhaus in der Sandwelle
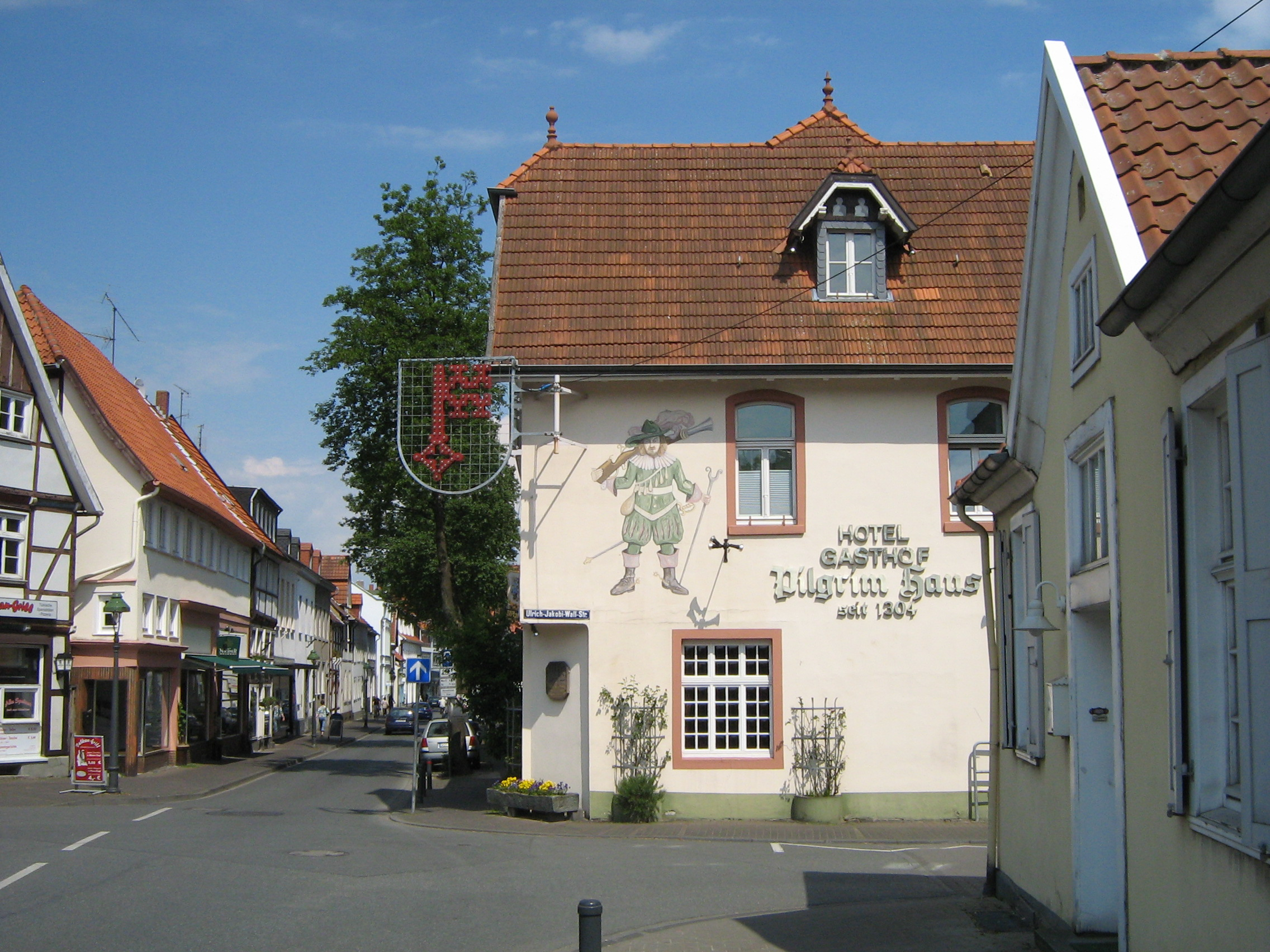
Das Pilgrimhaus am Jakobitor, Blick in die Altstadt von Westen
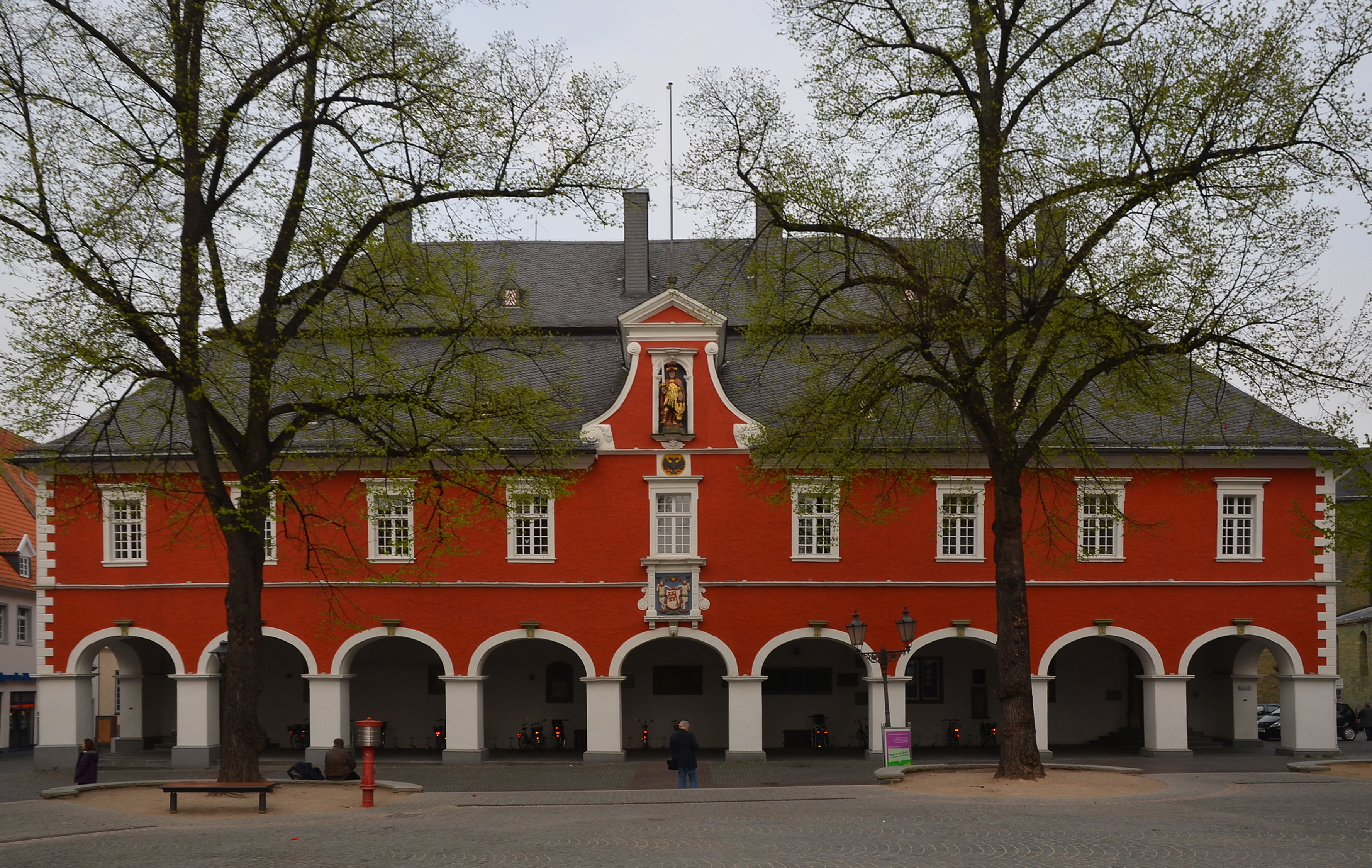
Rathaus, Westansicht
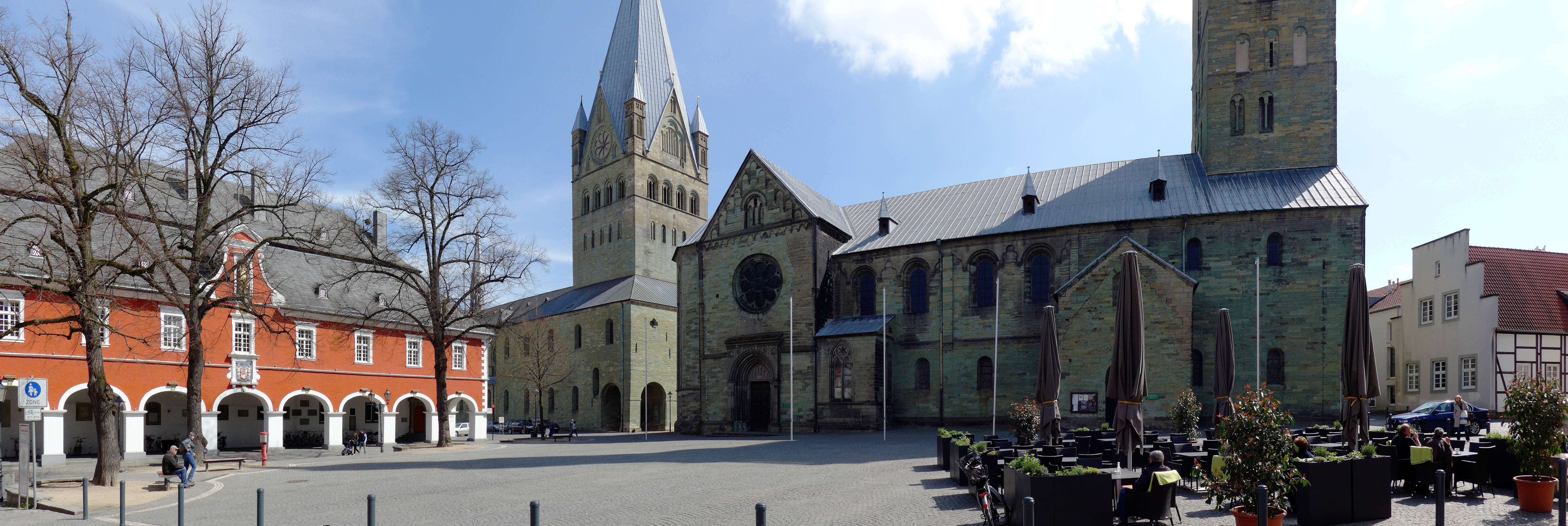
Petrikirchhof nach Süden

Kirchen

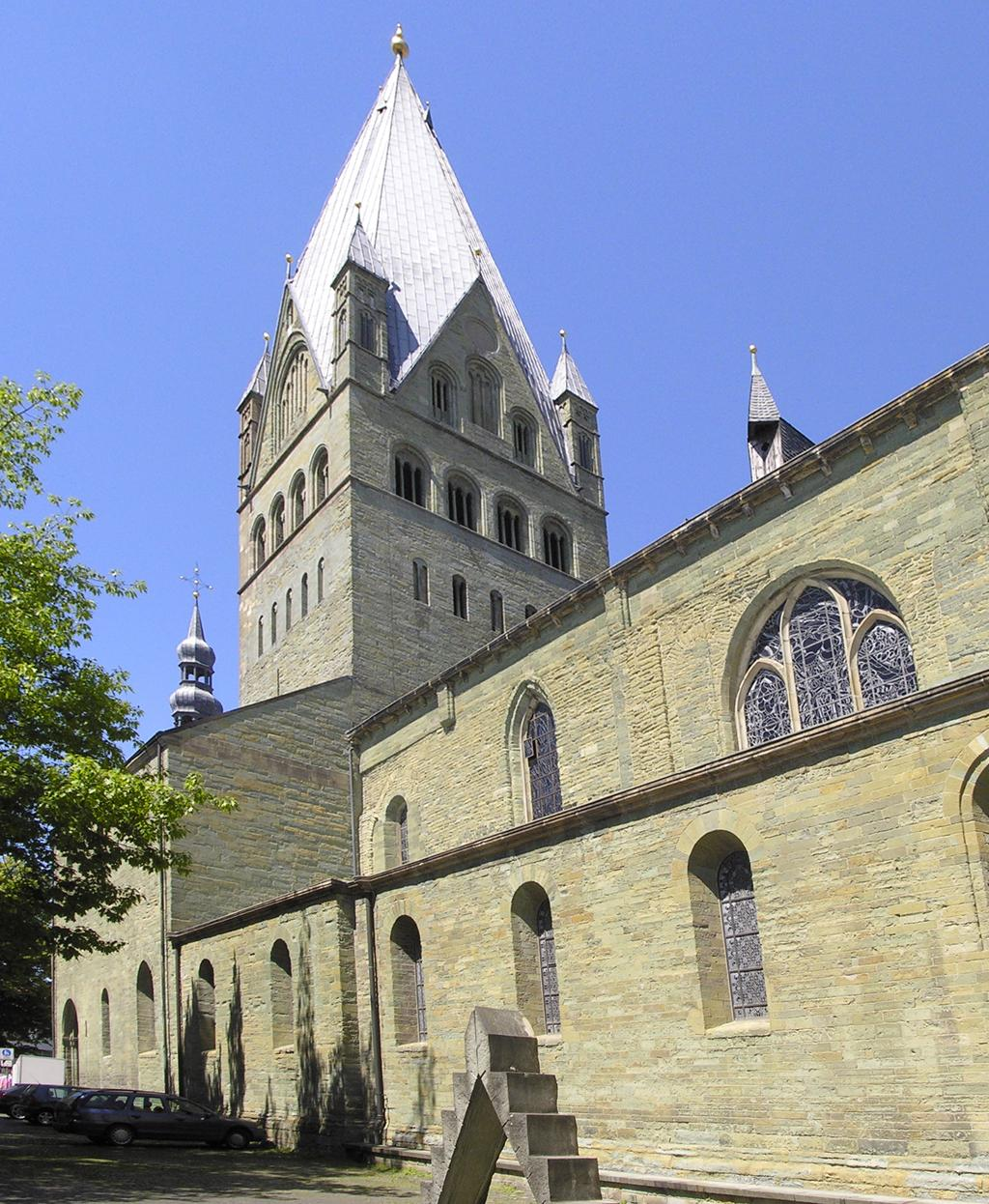
St.-Patrokli-Dom
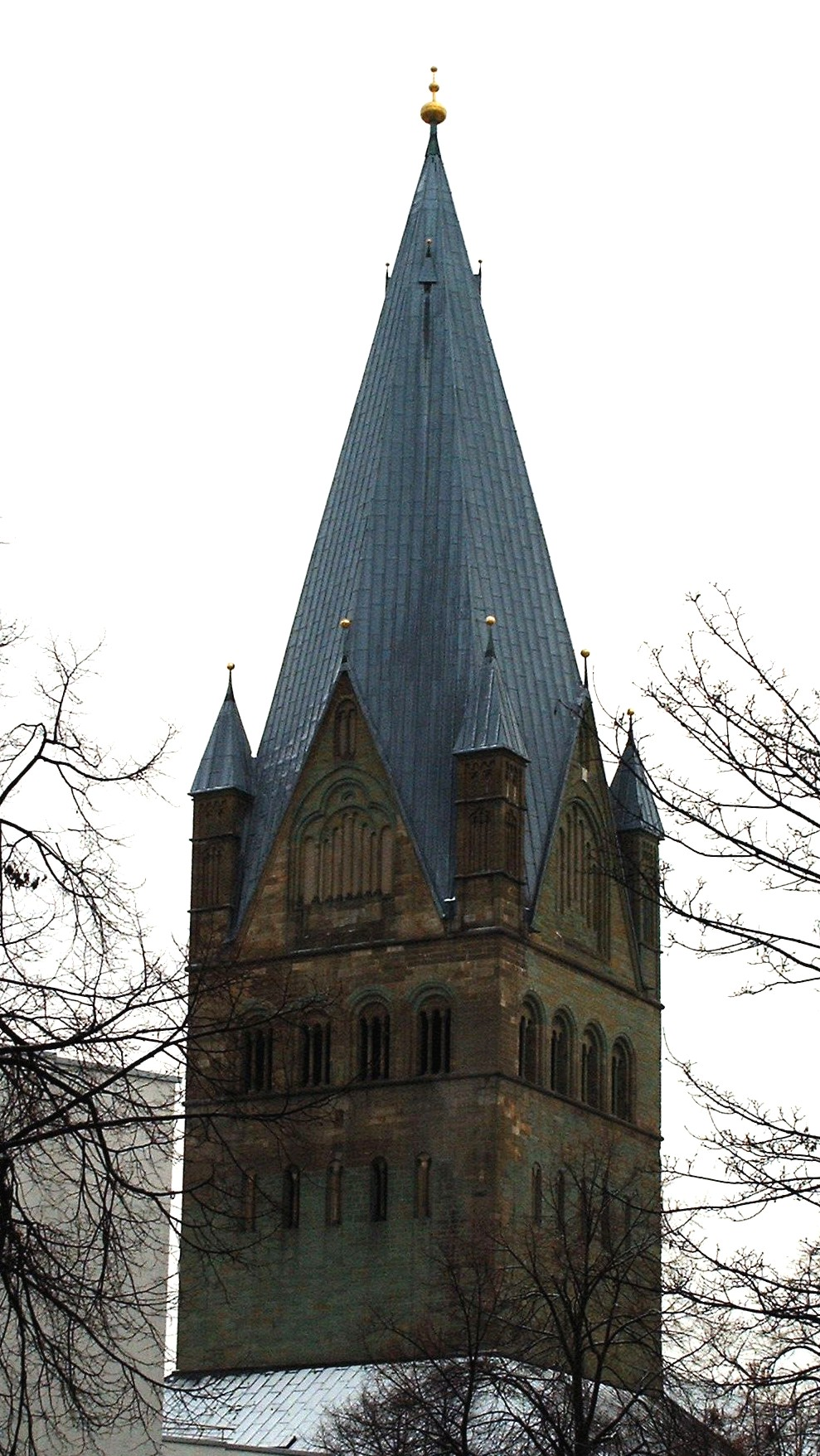
Turm des St.-Patrokli-Doms
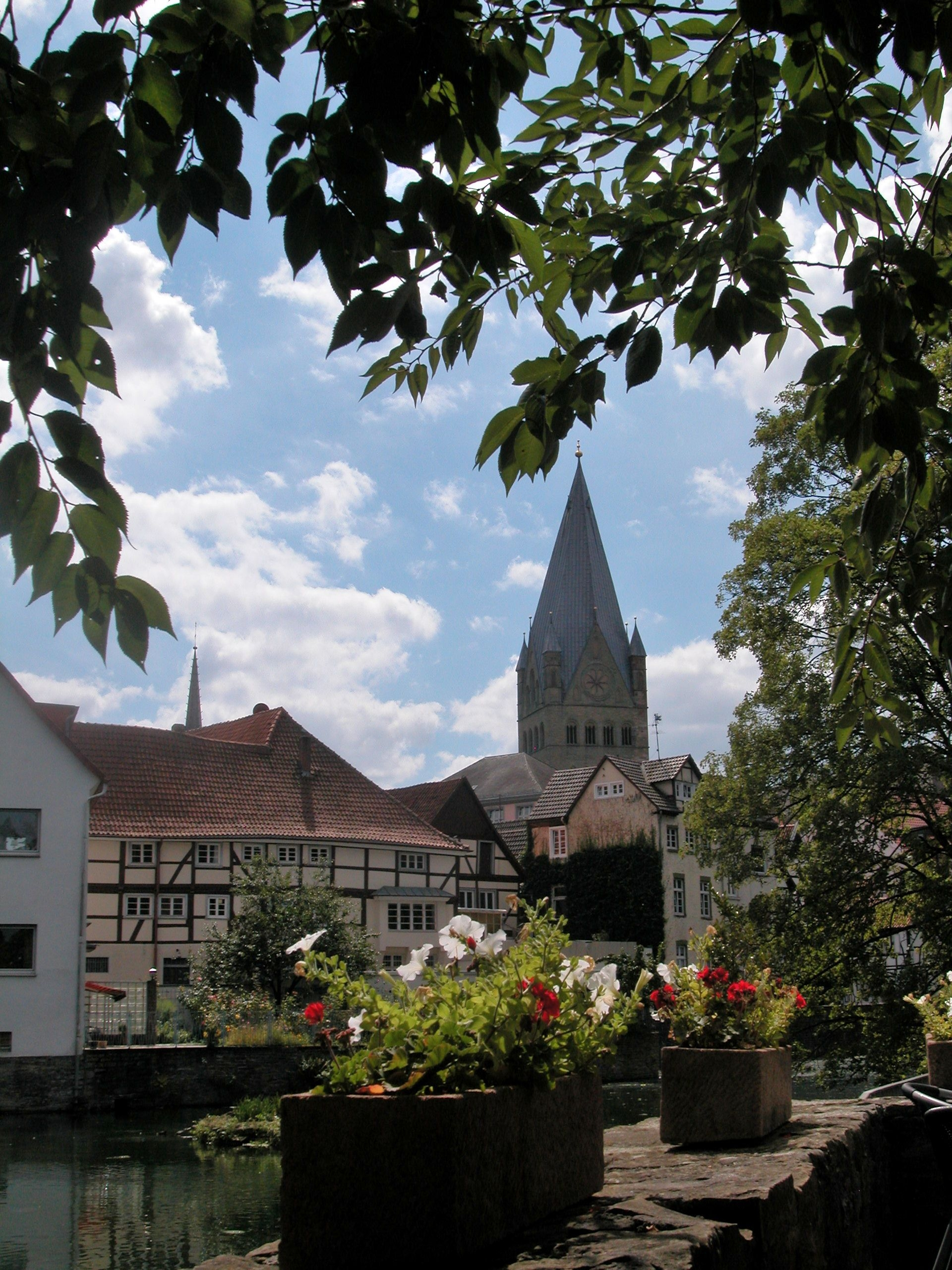
Blick über den großen Teich zum Dom
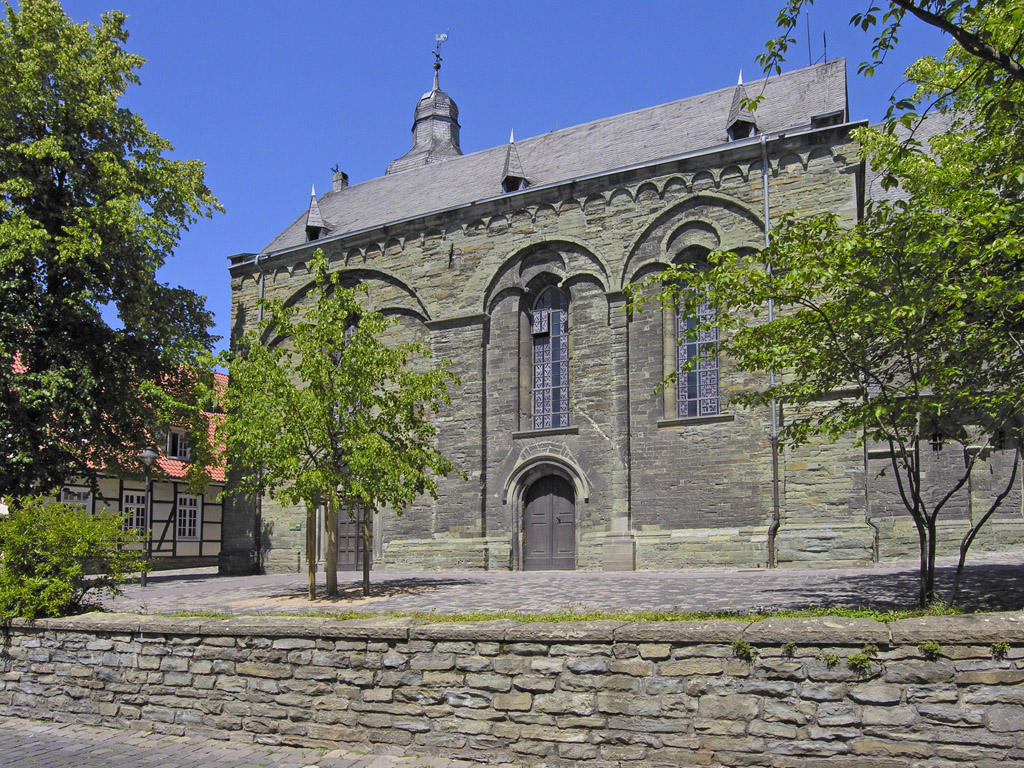
Maria zur Höhe
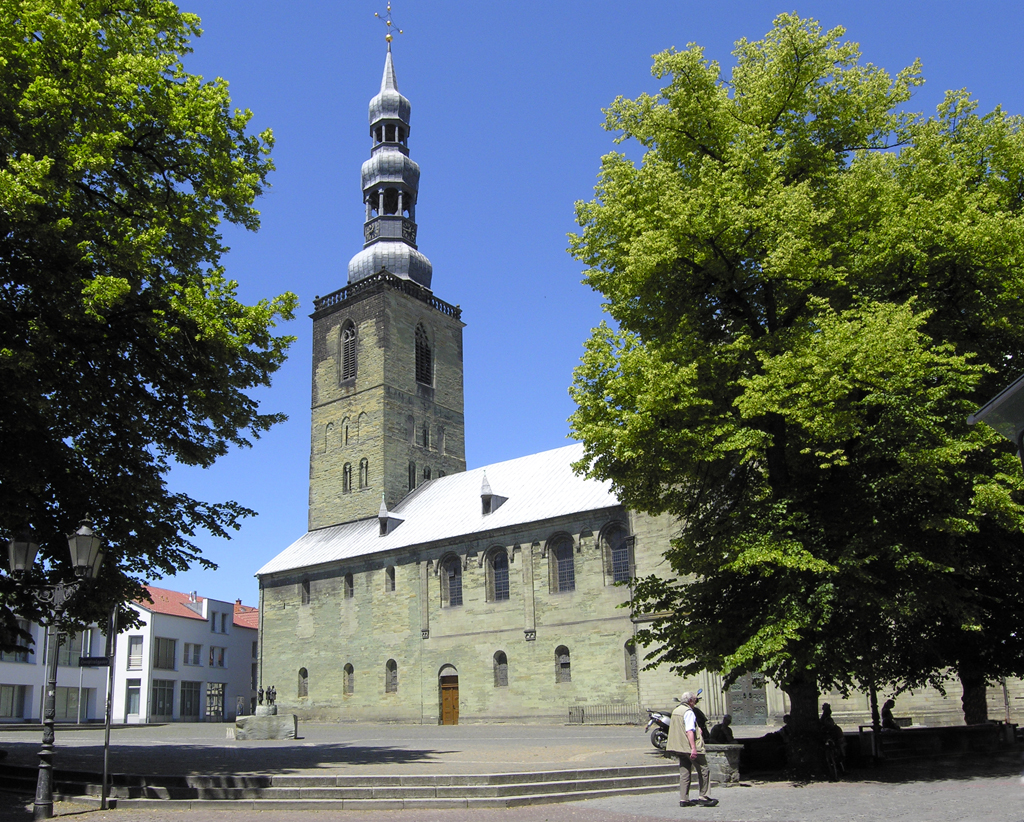
St. Petri
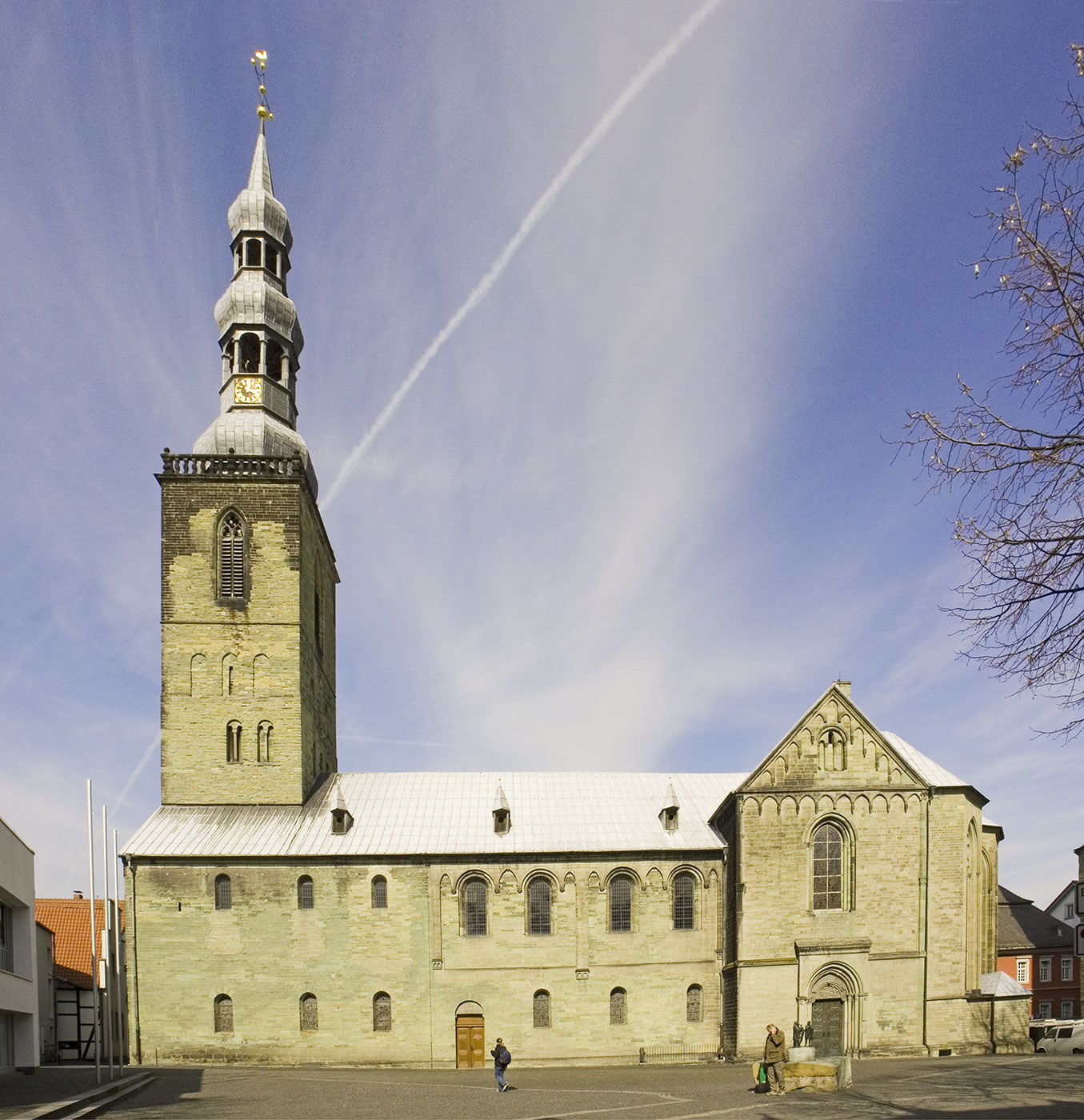
St. Petri
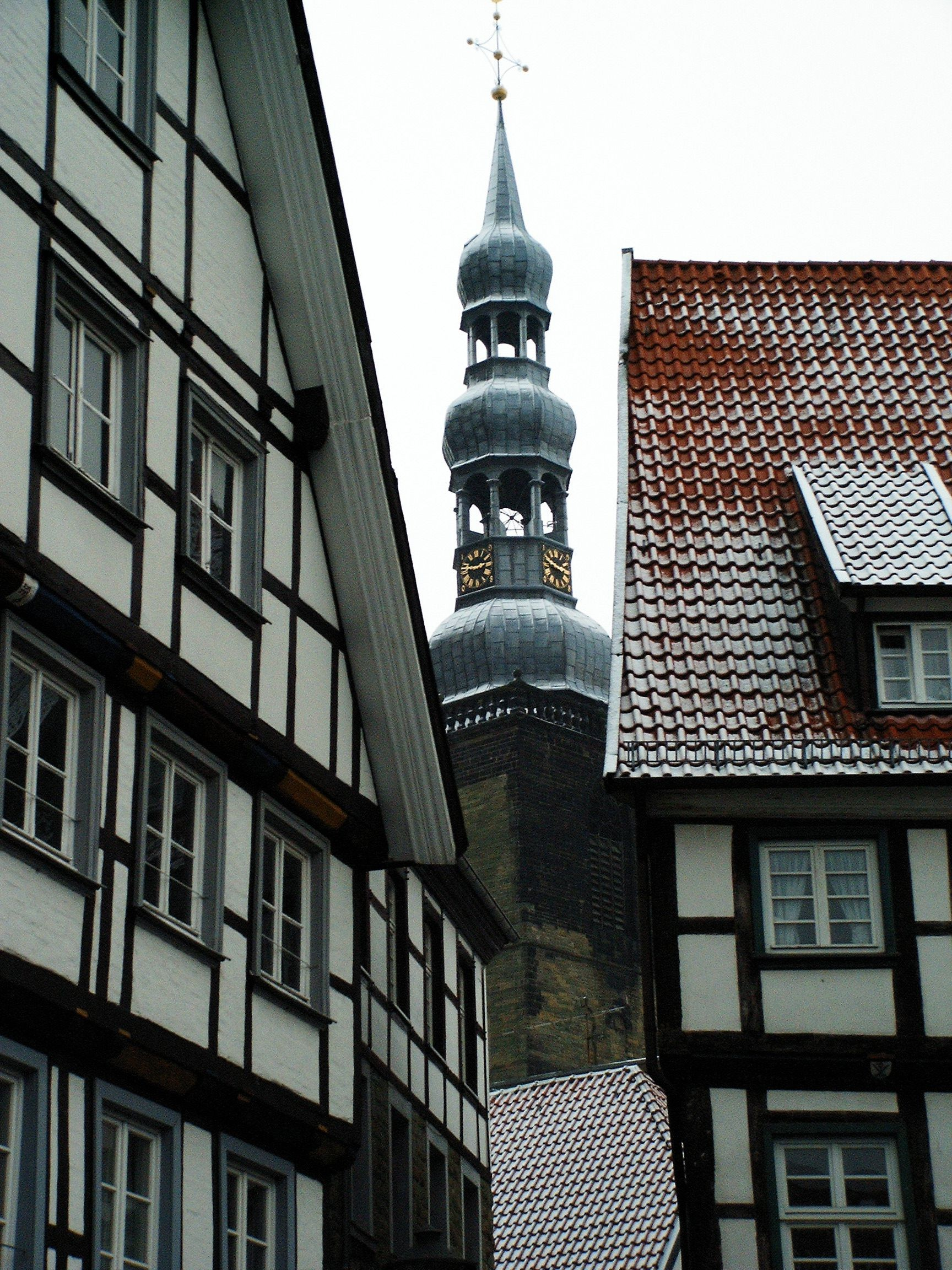
Blick vom Markt auf St. Petri
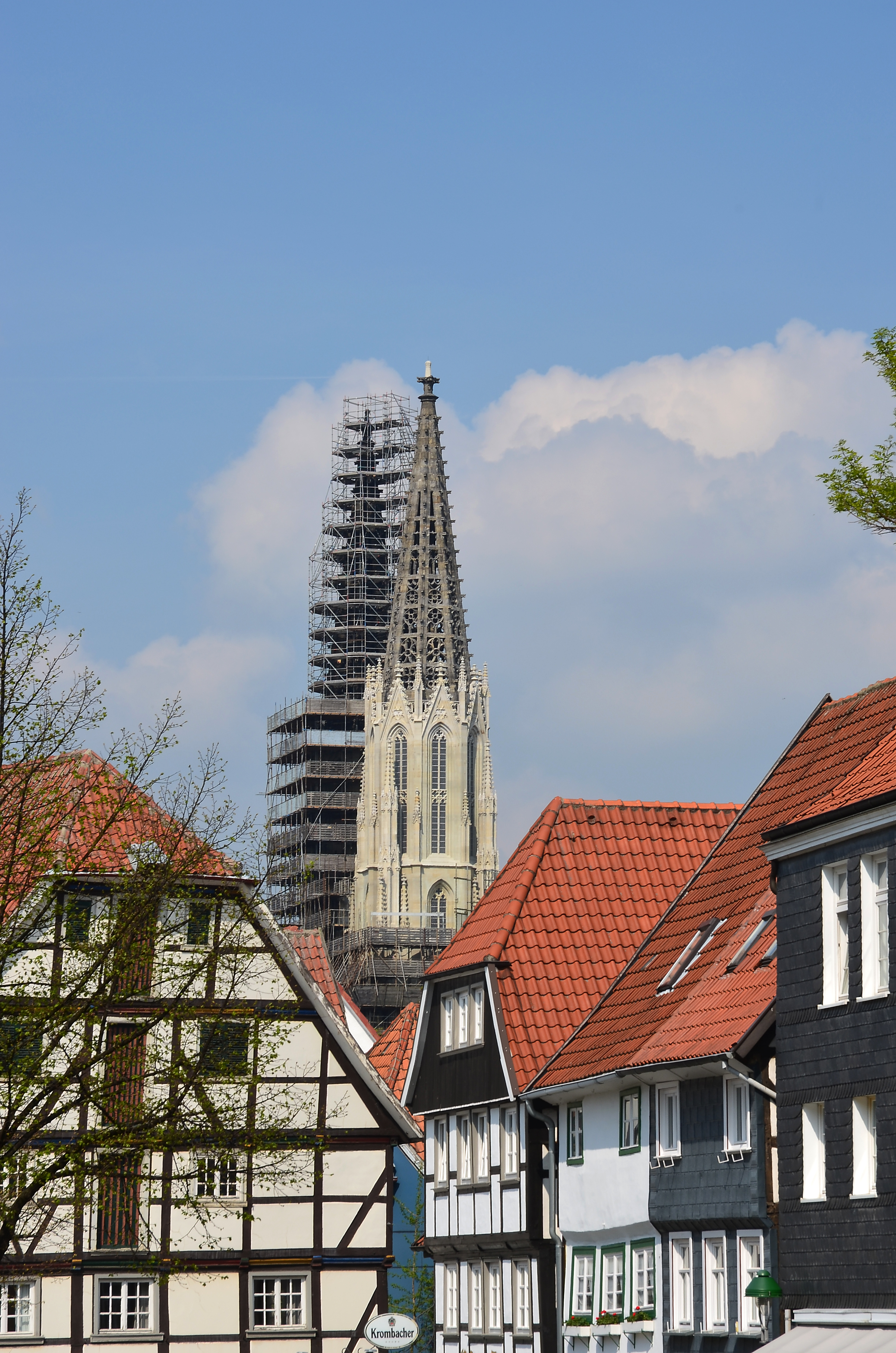
Blick von Am Vreithof auf die Türme Sankt Maria zur Wiese
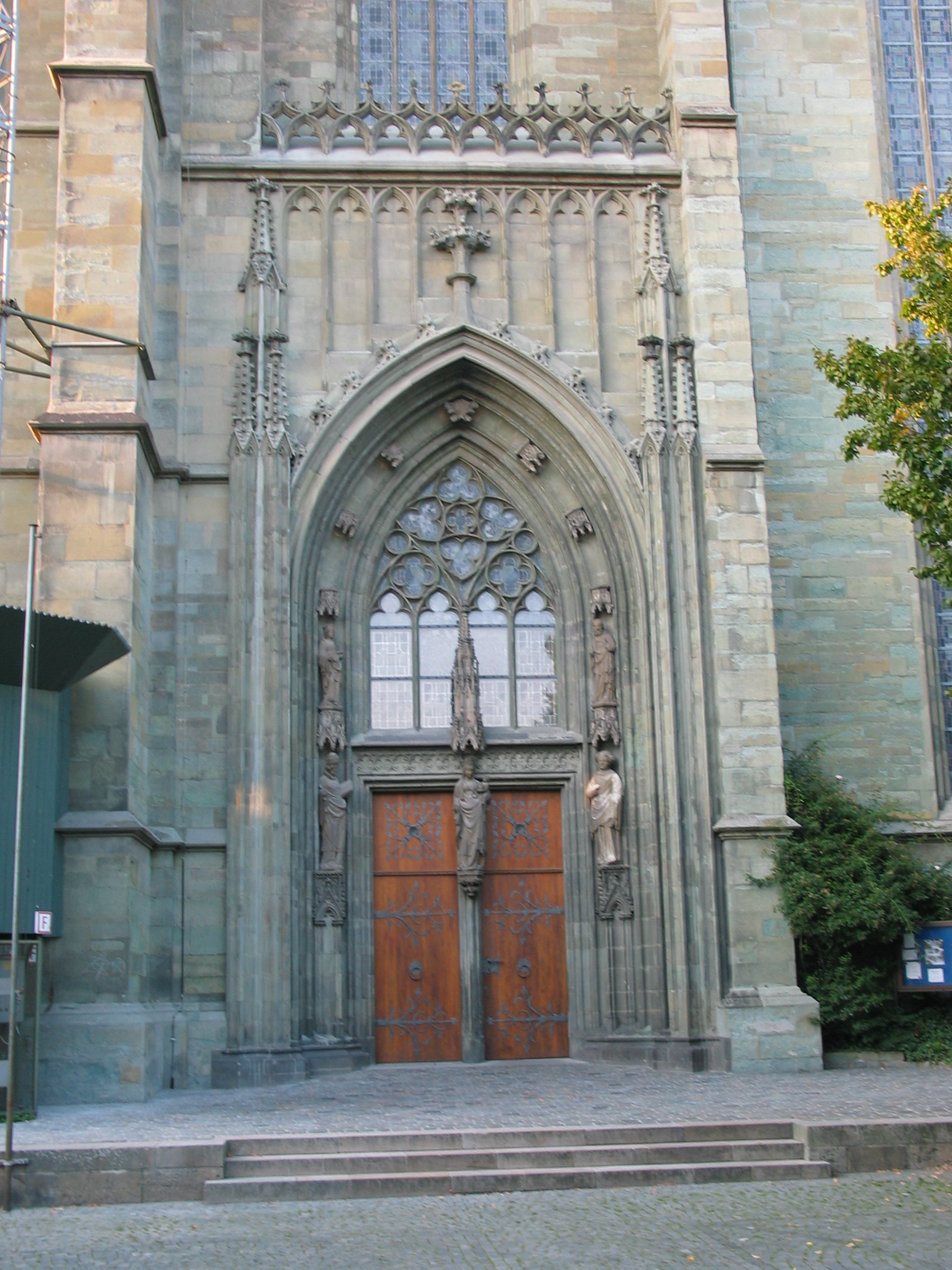
Haupteingang der Wiesenkirche
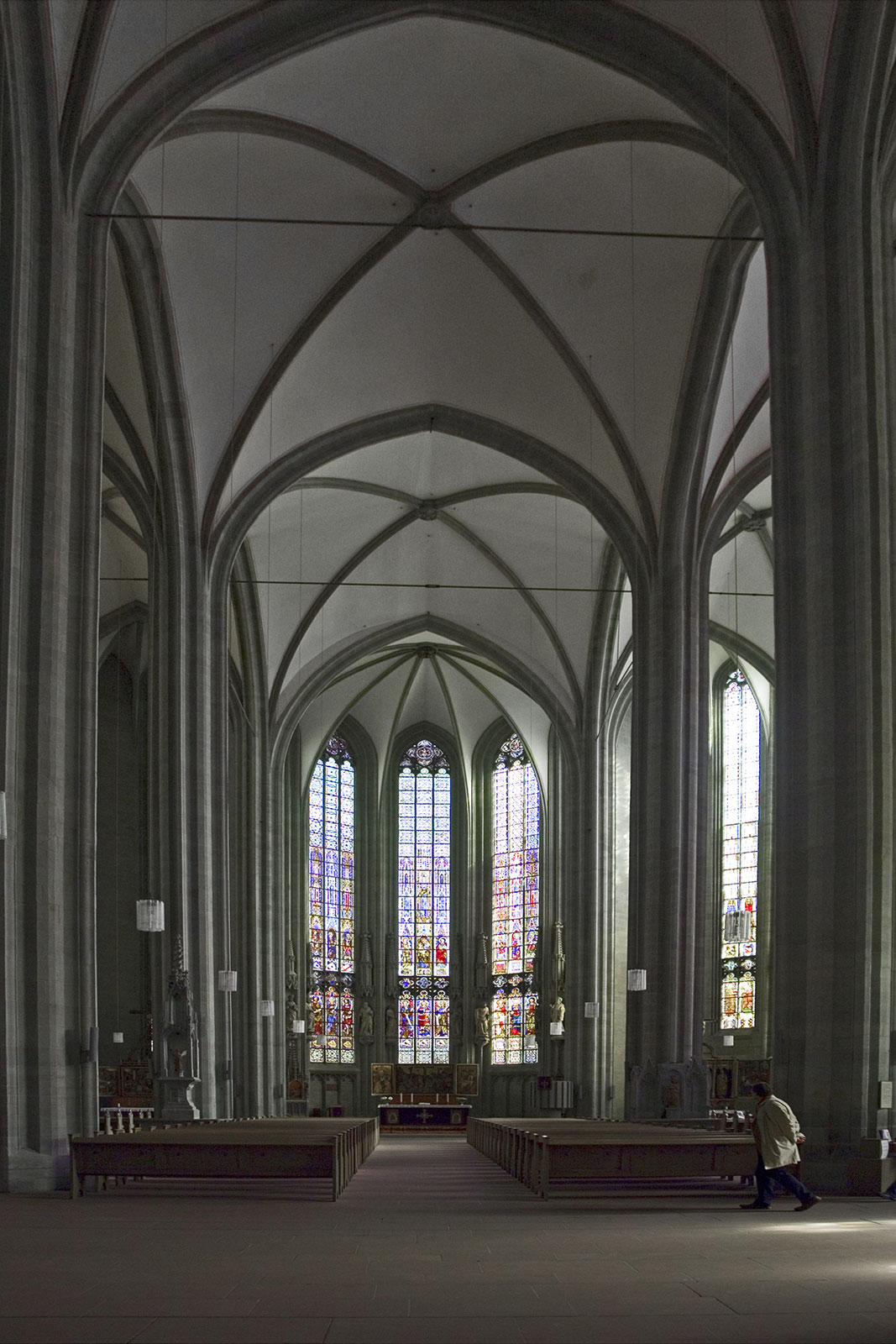
St. Maria zur Wiese, Mittelschiff
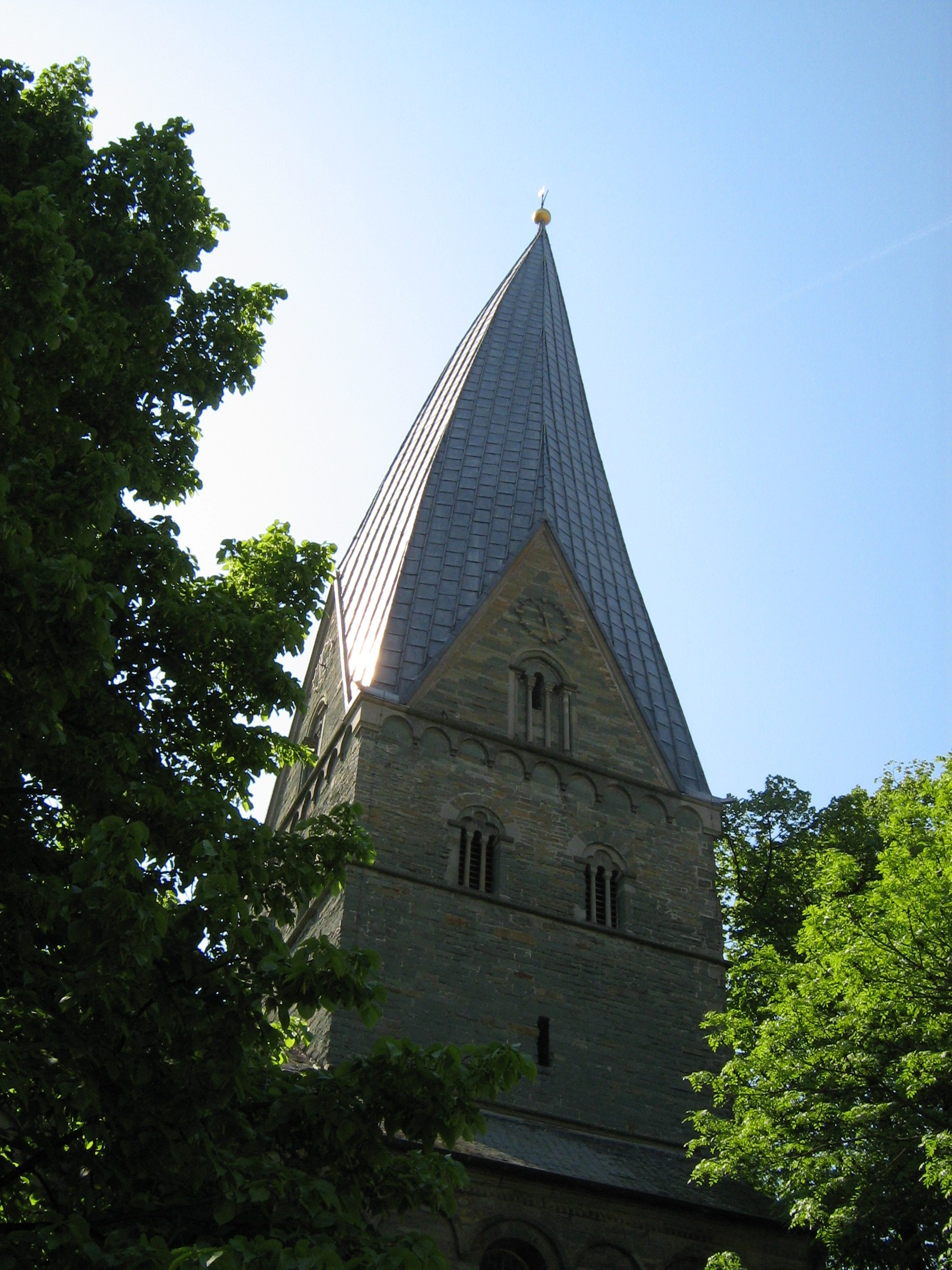
Der „Schiefe Turm“
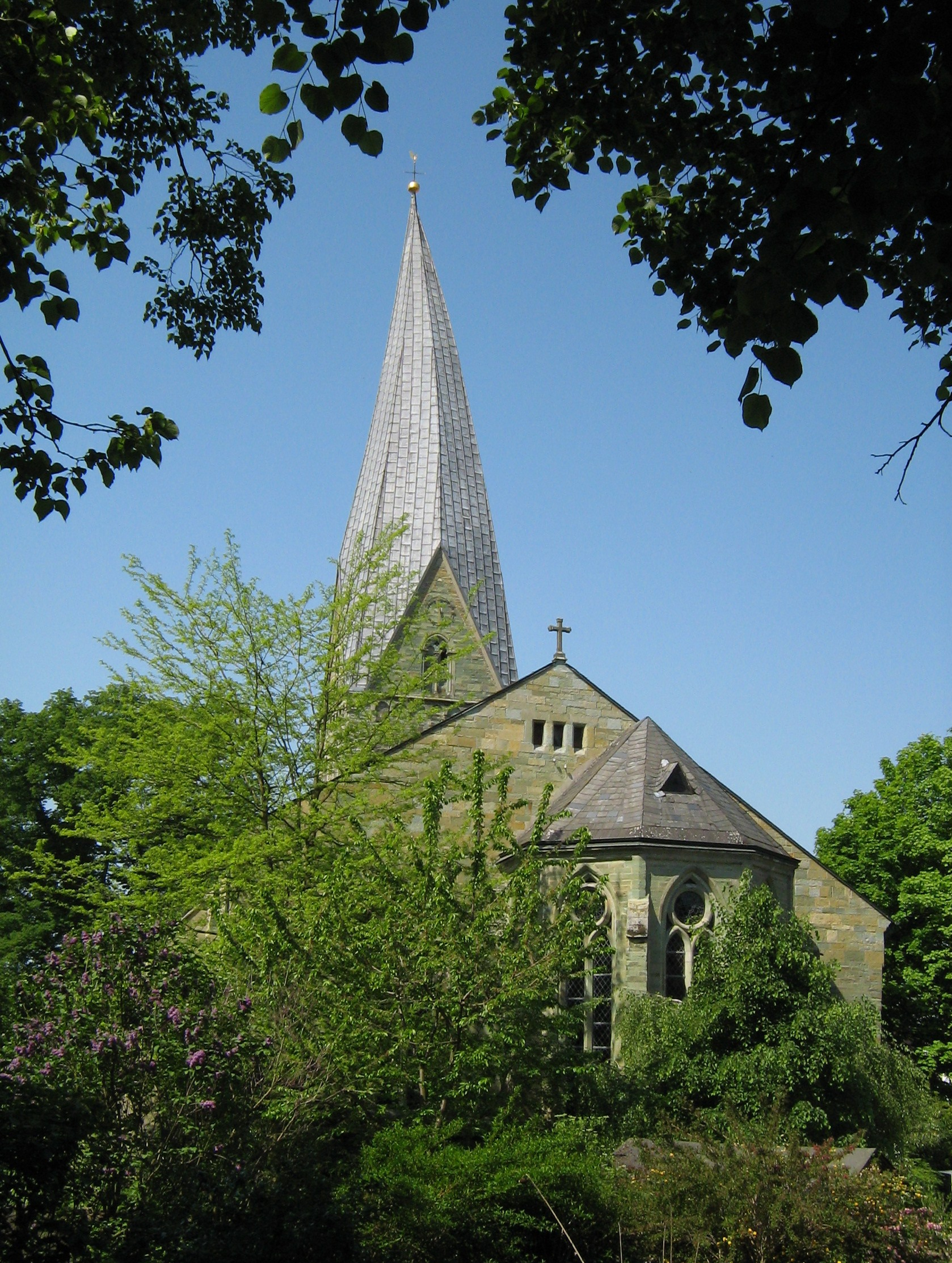
Blick vom benachbarten Stadtwall auf Alt-St. Thomä

Befestigung

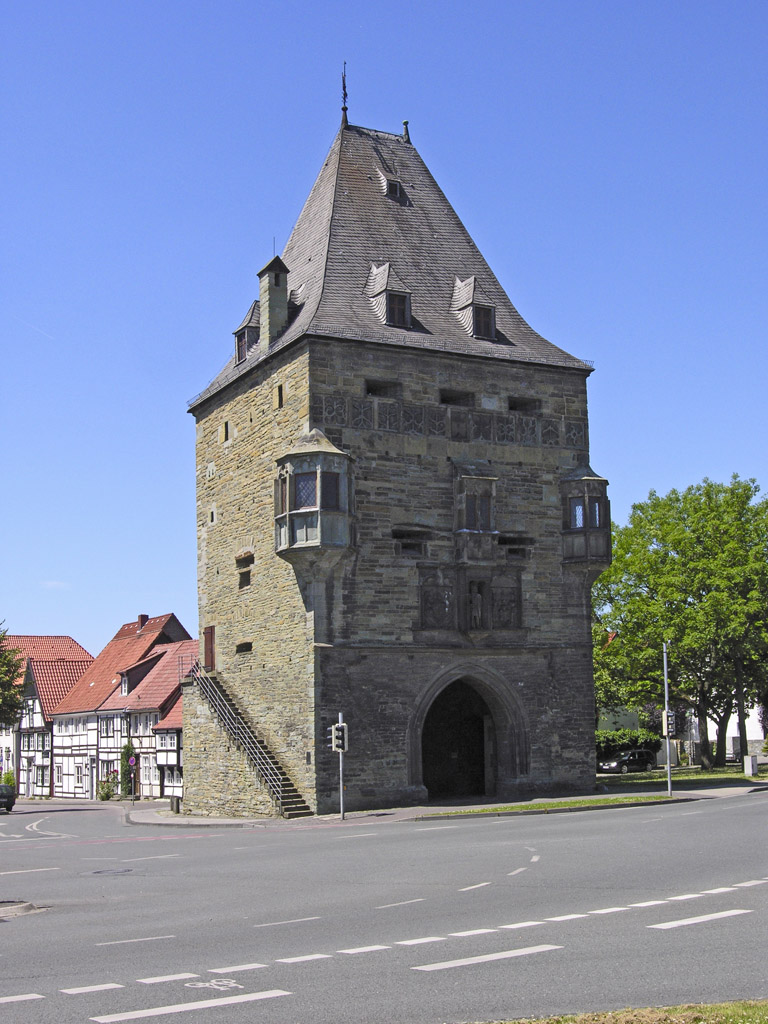
Osthofentor an der alten Stadtmauer
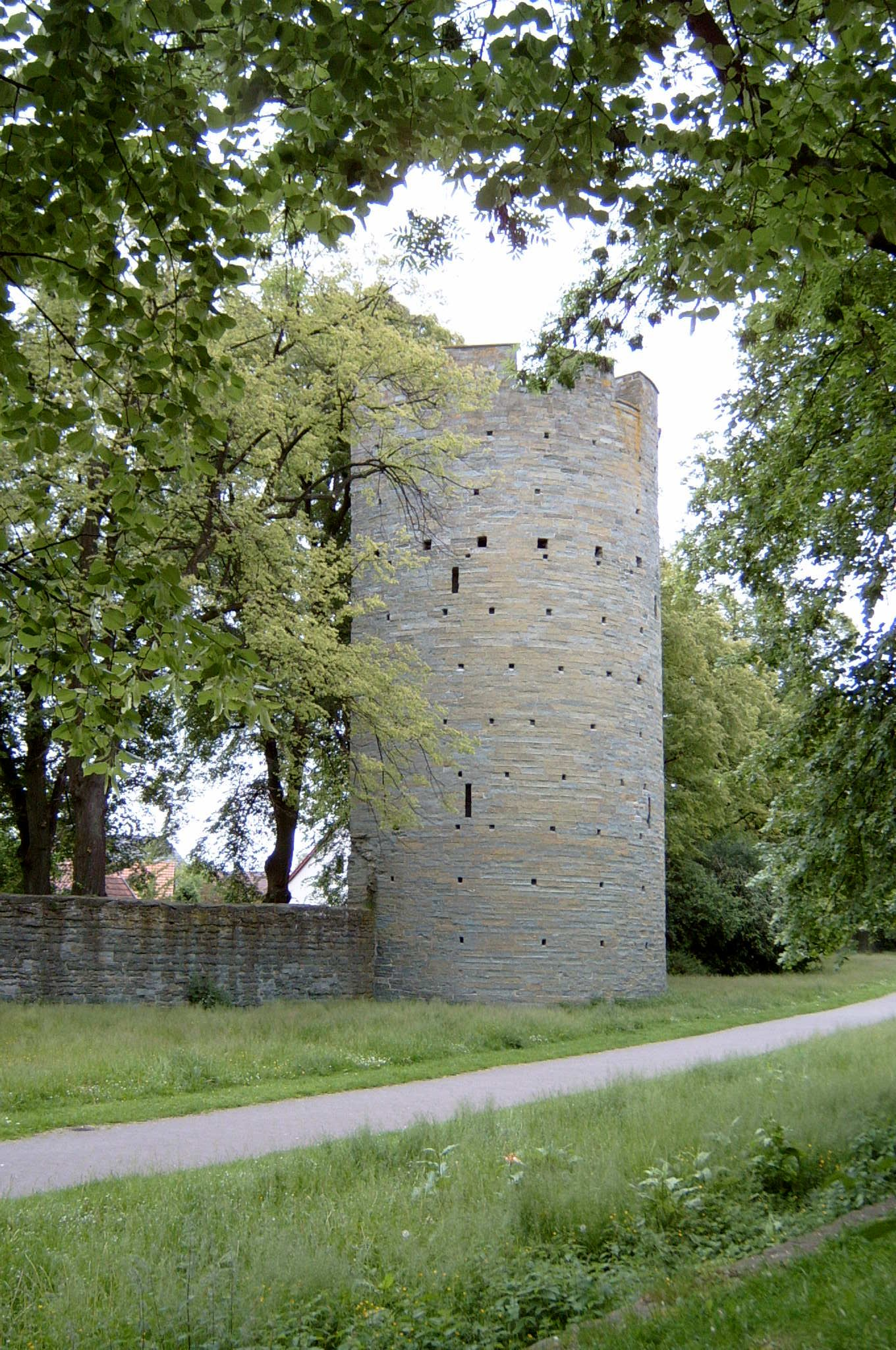
Stadtmauer, letzter erhaltener Turm „Kattenturm“
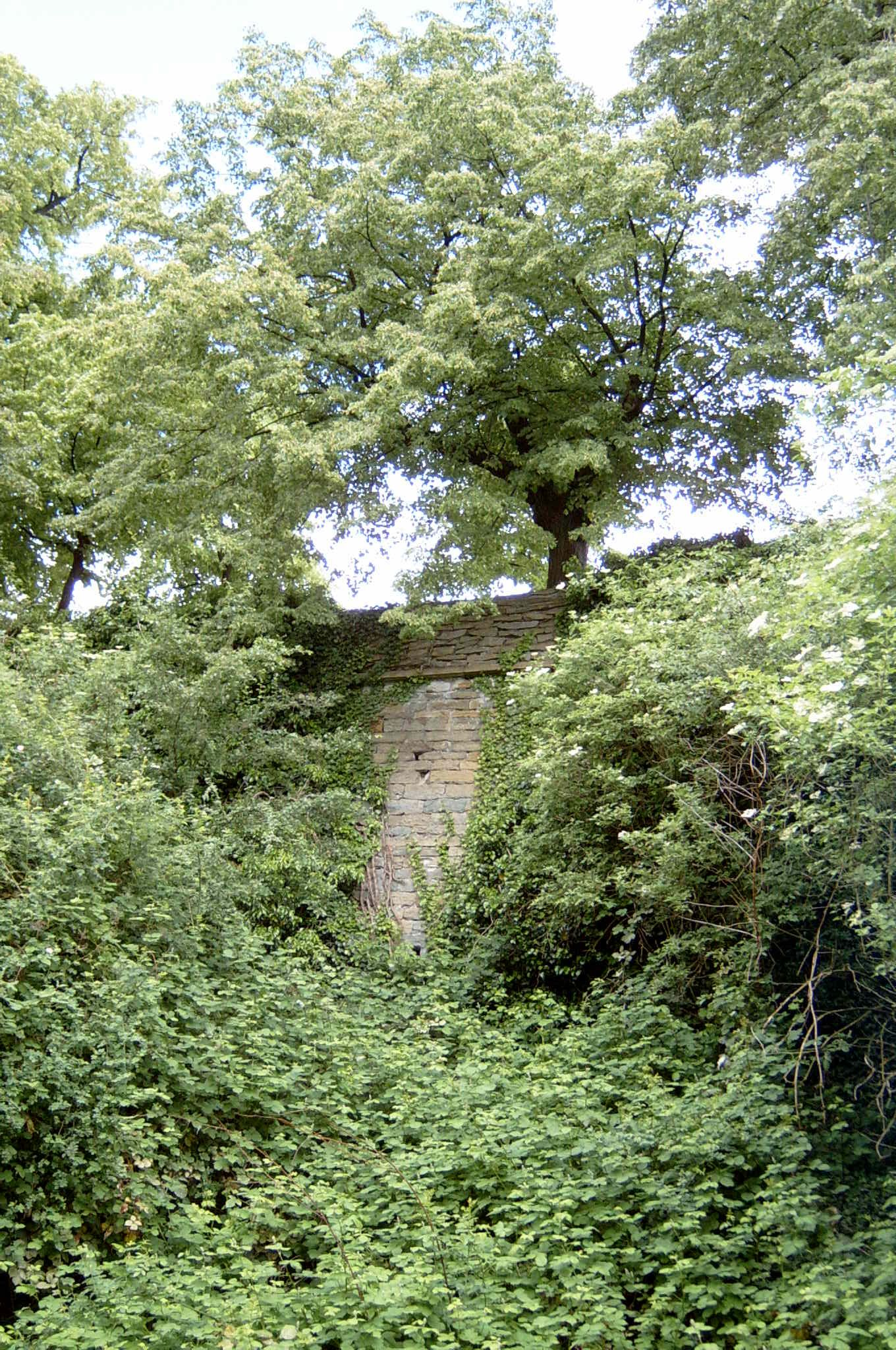
Stadtmauer in der Nähe des Aldegreverwalls
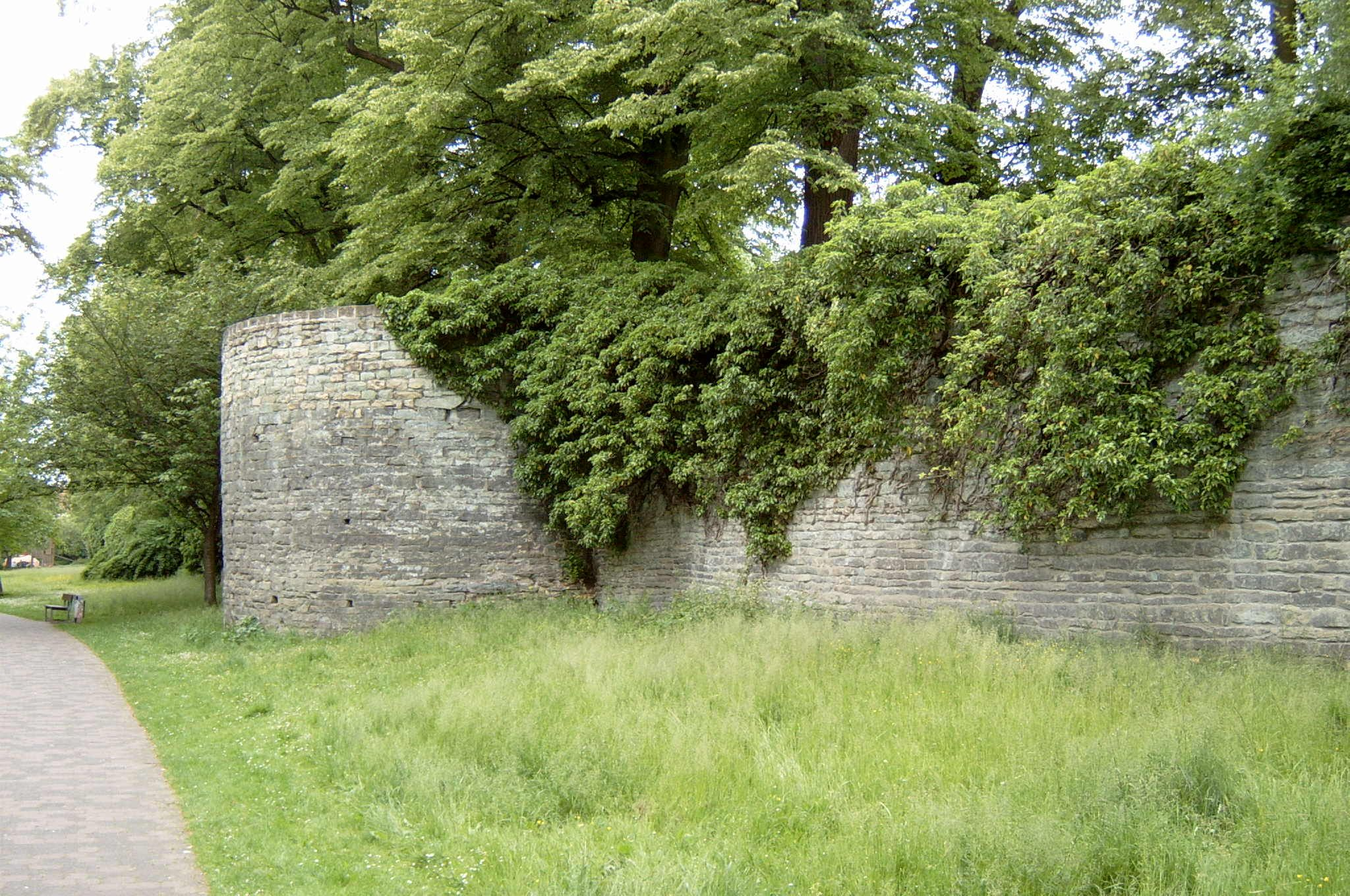
Blick in die Gräfte unterhalb der Stadtmauer (Rundweg)
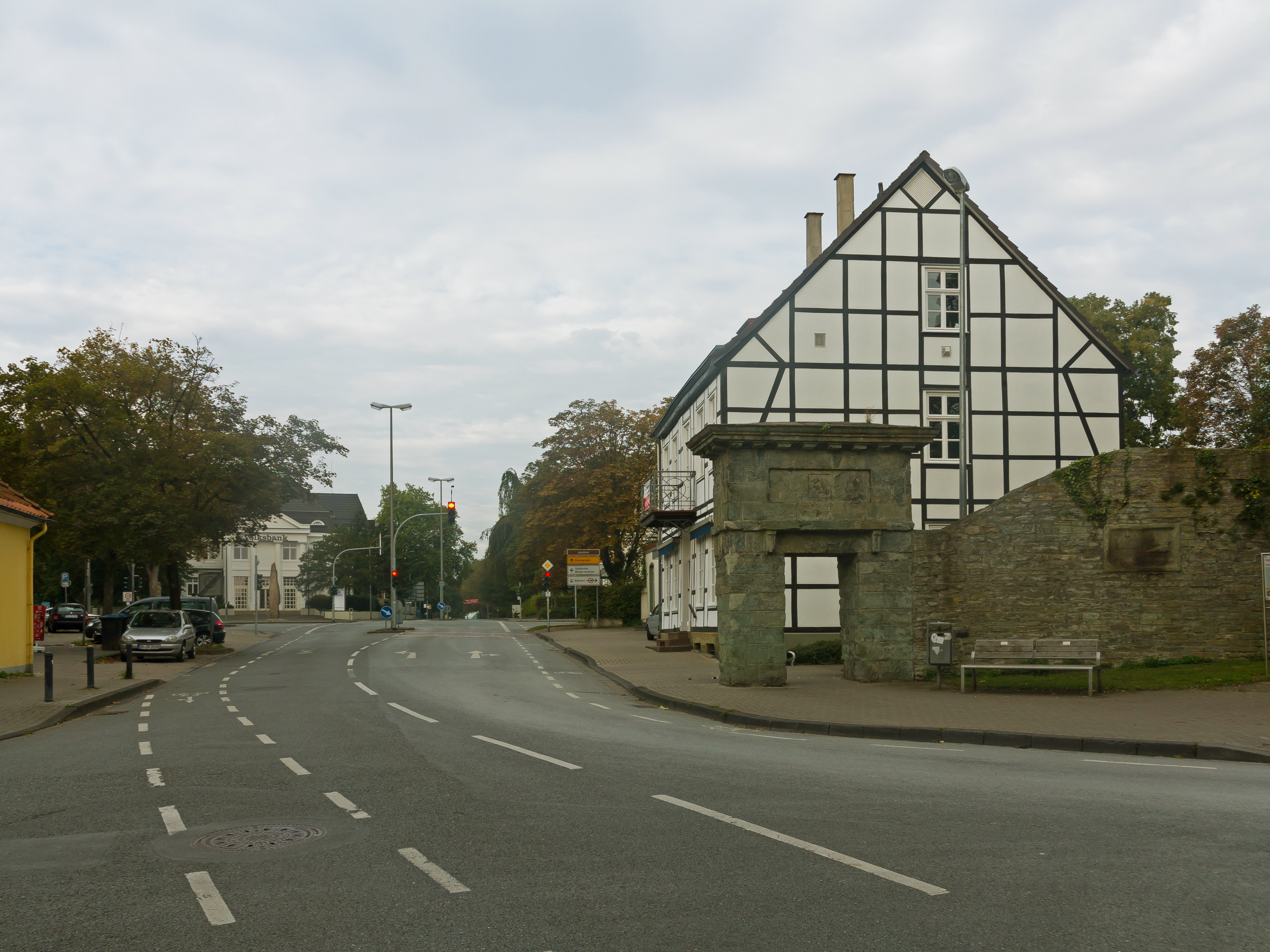
Jakobitor

## Neuere Literatur
- Michael Brocke: Der jüdische Friedhof in Soest. Gerhard Köhn: Die jüdische Gemeinde Soest – Ihre Mitglieder von 1700 bis zur Vertreibung und Ermordung im Dritten Reich. Soest 1993, ISBN 3-87902-040-X.
- Wilfried Ehbrecht, Mechthild Siekmann, Thomas Tippach (Bearb.): Soest (= Historischer Atlas westfälischer Städte, Bd. 7). Ardey, Münster 2016, ISBN 978-3-87023-382-2.
- Gerhard Köhn: Der Dreißigjährige Krieg in Stadt und Land – zum Beispiel in Soest/Westfalen und in der Soester Börde. Soest 1998.
- Gerhard Köhn: Soest in alten Bildern. 1. 1870–1920 (Das Stadtbild). Soest 1979, ISBN 3-87902-208-9.
- Gerhard Köhn: Soest in alten Bildern. 2. Die Soester im Kaiserreich und in der Weimarer Republik. Soest 1986, ISBN 3-87902-209-7.
- Gerhard Köhn: Soest in alten Bildern. 3. Das Auto erobert eine Stadt. Soest 1987, ISBN 3-87902-210-0.
- Gerhard Köhn: Soest in alten Bildern. 4. 1919–1939, Teil 1. Soest 2003, ISBN 3-87902-213-5.
- Gerhard Köhn: Soest in alten Bildern. 4. 1919–1939, Teil 2 (Soest im Nationalsozialismus). Soest 2006, ISBN 3-87902-214-3.
- Gerhard Köhn: Soester Stadtgeschichten. Soest 1985.
- Gerhard Köhn: Geschichte des Feuerlöschwesens in Soest. Soest 1997, ISBN 3-87902-703-X.
- Gerhard Köhn (Hrsg.): Soest. Stadt – Territorium – Reich. Festschrift zum 100-jährigen Bestehen des Vereins für Geschichte und Heimatpflege Soest mit Beiträgen zur Stadt-, Landes- und Hansegeschichte. Soest 1981, ISBN 3-87902-031-0.
- Gerhard Köhn (Hrsg.): Bomben auf Soest. Soest 1994, ISBN 3-87902-041-8.
- Gerhard Köhn (Hrsg.): Soest in der Geschichte. Ein Kalender von 5500 v. Chr. bis 1996 mit ausführlicher Literaturliste. Soest 1997, ISBN 3-87902-605-X.
- Marga Koske: Geschichte der eingemeindeten Soester Stadtteile. In: Soester Zeitschrift, 112, 2000, S. 23–78.
- Walter Melzer: Alltagsleben in einer westfälischen Hansestadt. Stadtarchäologie in Soest. Soest 1995, ISBN 3-87902-300-X.
- Hubertus Michels: Städtischer Hausbau am mittleren Hellweg. Die Entwicklung der Wohnbauten in Soest von 1150 bis 1700 (Beiträge zur Volkskultur in Nordwestdeutschland, Band 94). Münster 1998, ISBN 3-89325-539-7.
- Daniel Peters: Das frühmittelalterliche Gräberfeld von Soest. Studien zur Gesellschaft in Grenzraum und Epochenumbruch. Veröffentlichungen der Altertumskommission für Westfalen, Band XIX. Münster 2010, ISBN 978-3-402-15006-1.
- Joachim Poeschke: Das Soester Antependium: Fakten, Fragen, Forschungsperspektiven. In: Das Soester Antependium und die frühe mittelalterliche Tafelmalerei. Kunsttechnische und kunsthistorische Beiträge. Hrsg. von Joachim Poeschke, Hermann Arnhold, Manfred Luchterhandt und Hans Portsteffen, Münster 2005, S. 11–36.
- Michael Römling: Soest – Geschichte einer Stadt. Tertulla-Verlag, Soest 2005, ISBN 3-9810710-0-X
- Ingo Sommer: Kaiserzeitliche Baukunst in Preußen und der Provinz Westfalen – auch in Soest. In: Soester Zeitschrift, Zeitschrift des Vereins für Geschichte und Heimatpflege Soest, Heft Nr. 130. Westfälische Verlagsbuchhandlung Mocker & Jahn, Soest 2018, ISSN 0176-3946.
- Ingo Sommer: Wiederaufbau und Nachbau historischer Gebäude und Denkmäler. Darf Baugeschichte rekonstruiert werden? In: Soester Zeitschrift, Zeitschrift des Vereins für Geschichte und Heimatpflege Soest, Heft Nr. 131. Westfälische Verlagsbuchhandlung Mocker & Jahn, Soest 2019, ISSN 0176-3946.
- Ingo Sommer: Die Stadtbefestigung von Soest: Gefährdetes (Welt)Kulturerbe. Verlag Kunstpraxis Soest, Soest 2020.
- Hans Weller: Die Selbstverwaltung im Kreis Soest 1817–1974. Ein Beitrag zur Geschichte der übergemeindlichen Selbstverwaltung. Paderborn 1987 (mit ausführlichen Informationen zur Gemeindeneugliederung betreffend Soest).
- Norbert Wex (Hrsg.): Soester Schau-Plätze. Historische Orte neu erinnert. Soest 2006, ISBN 3-87902-049-3.
- Soest. Geschichte der Stadt. 1. Der Weg ins städtische Mittelalter. Topographie, Herrschaft, Gesellschaft. Soest 2010, ISBN 978-3-87902-042-3.
- Soest. Geschichte der Stadt. 2. Die Welt der Bürger – Politik, Gesellschaft und Kultur im Spätmittelalterlichen Soest. Soest 1996, ISBN 3-87902-043-4.
- Soest. Geschichte der Stadt. 3. Zwischen Bürgerstolz und Fürstenstaat. Soest in der Frühen Neuzeit. Soest 1995, ISBN 3-87902-044-2.
- Soest. Geschichte der Stadt. 4. Soest im langen 19. Jahrhundert. Soest 2023, ISBN 978-3-949127-02-1. (Band  5 (20. Jahrhundert) wird  vorbereitet.)
- Periodika/Reihen zur Soester Geschichte:
  - Soester Beiträge zur Archäologie. Zuletzt Band 7, Soest 2007, ISBN 3-87902-306-9.
  - Soester Zeitschrift. Zuletzt Heft 121 (2009), ISSN 0176-3946.

Weitere Literatur ist auch hier zu finden.